# Neue Heimat

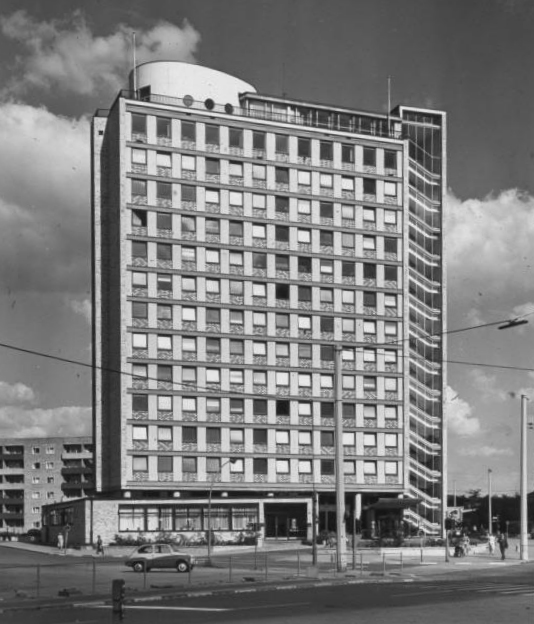
Firmenzentrale in Hamburg-Hohenfelde, zwischen 1956 und 1958 entstanden, geplant von Ernst May (Aufnahme undatiert)

Die Neue Heimat Gemeinnützige Wohnungs- und Siedlungsgesellschaft m.b.H., kurz Neue Heimat (NH), war ein gemeinnütziges deutsches Bau- und Wohnungsunternehmen mit Hauptsitz in Hamburg. Das Unternehmen gehörte dem Deutschen Gewerkschaftsbund (DGB) und ihm angeschlossenen Einzelgewerkschaften. Es ging auf eine 1926 in Hamburg gegründete gemeinnützige Wohnungsbaugesellschaft zurück. Die Neue Heimat entwickelte sich nach 1950 zum größten nichtstaatlichen Wohnungsbauunternehmen Europas, das bis 1982 mehr als 460.000 Wohnungen schuf. Als Ende der Abwicklung des Konzerns gilt das Jahr 1998.
Nach der Enteignung der gewerkschaftlichen Wohnungsbaugesellschaften durch die Nationalsozialisten gingen diese 1933 samt ihrer Wohnungsbestände in das Eigentum der Deutschen Arbeitsfront (DAF) über. Diese NS-Organisation sorgte 1939 für den Einheitsnamen Neue Heimat. Nach Währungsreform (1948), Gründung der Bundesrepublik Deutschland (1949) und Rückgabe der Wohnungsbestände und -unternehmen an die Gewerkschaften (1948–1955) entwickelte sich von Hamburg aus ein Konzern, der sich bundesweit während der Wohnungsnot der Nachkriegszeit im Wohnungsbau betätigte. Das Unternehmen errichtete Siedlungen und Großwohnsiedlungen, um entsprechenden Wohnraum anschließend zu vermieten. Auch Eigentumswohnungen und Einfamilienhäuser bot es an.
In den „langen sechziger Jahren“ expandierte die Neue Heimat in Bereiche, die nicht den Regeln der Wohnungsgemeinnützigkeit unterworfen waren, insbesondere in den Städtebau. Zugleich nahm die Neue Heimat im Ausland Bautätigkeiten auf. Die Unternehmensstruktur entwickelte sich Anfang der 1970er Jahre zu einem Gleichordnungskonzern, der sowohl gemeinnützige als auch gewinnorientierte Ziele anstrebte.
1973 lebten mehr als 1,5 Millionen Menschen in Wohnungen der Neuen Heimat. Das Unternehmen hielt in den Jahren nach der ersten Ölkrise desselben Jahres trotz erheblich veränderter volks- und weltwirtschaftlicher Umstände an seinem Wachstumskurs fest. Das führte zu gravierenden Finanzproblemen, die schließlich in die Auflösung der Neuen Heimat mündeten.
Auslöser einer nicht mehr zu bewältigenden Legitimationskrise des Konzerns waren 1982 Berichte des Nachrichtenmagazins Der Spiegel. Sie deckten auf, dass die Mehrheit der Vorstandsmitglieder um Albert Vietor sich zum Schaden des Unternehmens und der Mieter bereichert hatte. 1986 verkauften die Gewerkschaften über die Beteiligungsgesellschaft der Gewerkschaften (BGAG) den Konzern kurzfristig zu einem Symbolpreis an Horst Schiesser, einen branchenfremden mittelständischen Unternehmer. Wenige Wochen später musste diese Transaktion rückgängig gemacht werden. Anschließend wurden die Wohnungsbestände schrittweise in kleineren und größeren Tranchen verkauft, überwiegend in regionalisierter Form; Tochtergesellschaften wurden ebenfalls veräußert oder abgewickelt.
Die Kosten, die der DGB und die Einzelgewerkschaften allein durch den Abwicklungsprozess des Städtebau-Konzernteils zu tragen hatten, werden auf 1 Mrd. DM geschätzt; die finanziellen Belastungen und Einbußen durch die Abwicklung des gemeinnützigen Konzernteils sind unklar.

## Unternehmensgeschichte

### Ursprünge

#### Anfänge in der Weimarer Republik (1918–1933)
Wohnungsbau durch Gewerkschaften hatte bereits im Kaiserreich stattgefunden, entwickelte sich jedoch nicht zu einer breiten Bewegung. Nur rund 150.000 Gewerkschaftsmitglieder organisierten sich in zirka 1500 Wohnungsbaugenossenschaften, während die Zahl der Gewerkschaftsmitglieder 1913 bei rund 3 Millionen lag, Konsumgenossenschaften kamen damals auf rund 2 Millionen Mitglieder.

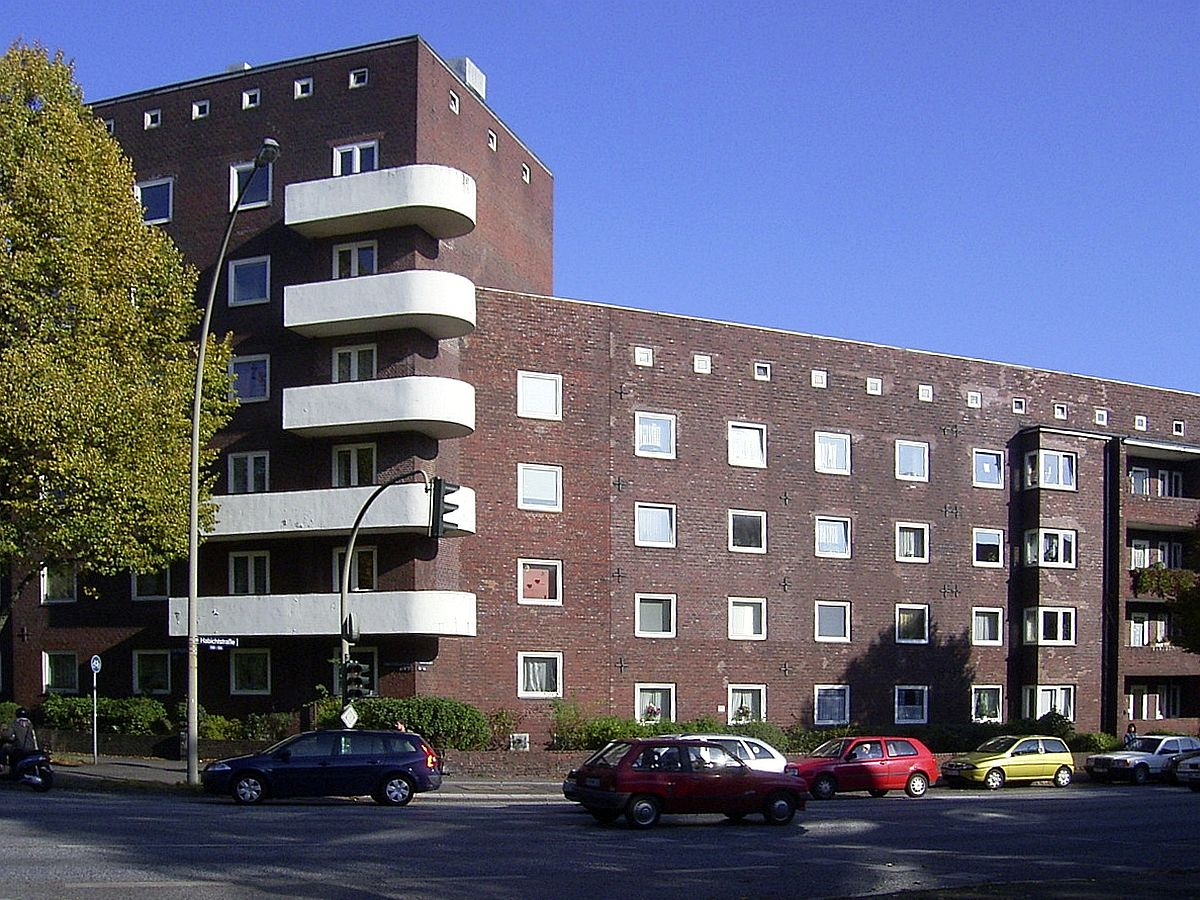
Von Karl Schneider für die GKB konzipierter Wohnblock in Barmbek-Nord, nach den Kriegszerstörungen wiederaufgebaut (Foto: 2005)

Nach dem Ende des Ersten Weltkrieges hielten Vordenker des gewerkschaftlichen Wohnungsbaus diesen für einen wichtigen Faktor zur schrittweisen Überwindung kapitalistischer Verhältnisse. Der Allgemeine Deutsche Gewerkschaftsbund als Dachverband der sozialdemokratisch orientierten freien Gewerkschaften blieb zunächst reserviert. Das änderte sich erst mit dem Ende der Hyperinflation in Deutschland. 1924 war er bereit, gemeinsam mit dem Allgemeinen freien Angestelltenbund und dem Allgemeinen Deutschen Beamtenbund einen für den Wohnungsbau zuständigen Verband zu gründen: die REWOG, wenig später umbenannt in DEWOG. Viele der an die freien Gewerkschaften angelehnten Wohnungsbaugenossenschaften schlossen sich diesem Verband an. Die DEWOG förderte darüber hinaus, begünstigt durch die Hauszinssteuer, die Bildung kapitalkräftiger Wohnungsbaugesellschaften. Zwischen 1924 und 1926 entstanden 17 solcher Unternehmen. Die wichtigste war die GEHAG in Berlin. Diese gewerkschaftsnahen Wohnungsbaugesellschaften trugen die „Hauptlast des gewerkschaftlichen Wohnungsbaus in der Weimarer Republik“. Die DEWOG entwickelte sich nicht zu einem Konzern, sondern verstand sich als eine Denkfabrik der gewerkschaftlichen Baubewegung. Sie war an den neuen regionalen Wohnungsbaugesellschaften nur geringfügig beteiligt und verfolgte nicht das Ziel, diese nach einheitlichen Vorgaben zu lenken.
Eine der regionalen gewerkschaftlichen Wohnungsbaugesellschaften, die allerdings nicht zur DEWOG zählte und sich nach dem Zweiten Weltkrieg zur Keimzelle der Neuen Heimat entwickeln sollte, war die am 26. März 1926 gegründete Gemeinnützige Kleinwohnungsbaugesellschaft Groß-Hamburg (GKB). Gründer waren der Landesausschuss des ADGB, weitere in Hamburg präsente Gewerkschaften und SPD-Mitglieder – zusammen 59 Gesellschafter. Die GKB war eine sogenannte Ehrenteit-Gesellschaft, in der Vertreter der Stadt Hamburg im Aufsichtsrat saßen und weitgehende Vetorechte hatten. Bis 1933 errichtete und verwaltete sie 2700 Wohnungen. Sie fanden sich in den Stadtteilen Barmbek, Veddel, Winterhude, Horn, Dulsberg und Bramfeld. Einige der Bauten waren beispielgebend für das Neue Bauen.

#### NS-Zeit und Zweiter Weltkrieg (1933–1945)

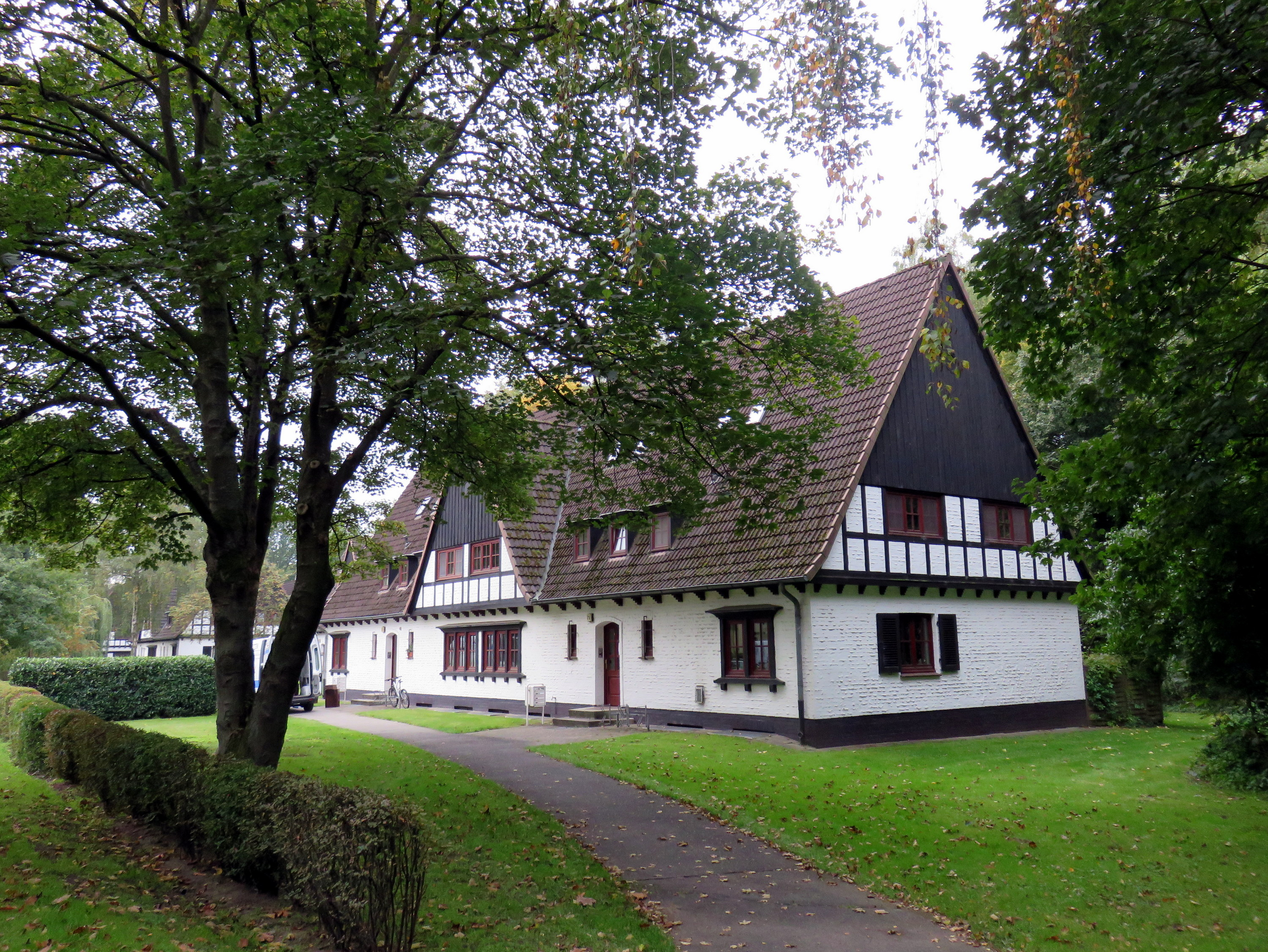
Gebäude der von 1938 bis 1940 errichteten Schwarzwald-Siedlung in Hamburg-Langenhorn (Foto: 2015)

Im Zuge ihrer Machtergreifung zerschlugen die Nationalsozialisten am 2. Mai 1933 die Gewerkschaften, deren Wohnungsbaugesellschaften gliederten sie am 10. Mai 1933 in die DAF ein. Während das Führungspersonal ausgewechselt wurde, blieben das Anlagevermögen und die Organisationsstrukturen dieser Gesellschaften zunächst erhalten. Die seit dem Höhepunkt der Weltwirtschaftskrise weitgehend ruhende Bautätigkeit kam erst im Zuge des Vierjahresplans nach 1936 langsam wieder in Gang. Die DEWOG wurde zu einer reinen Bauherrengesellschaft umgeformt. 1938 erfolgte die Anpassung der übernommenen Gesellschaften an die Gau-Struktur der DAF. Es galt das Prinzip: pro Gau nur eine Wohnungsbaugesellschaft der DAF. Bis Sommer 1939 erhielten alle einen einheitlichen Namen. Er lautete auf Neue Heimat plus die jeweilige Gau-Bezeichnung. Der Name Neue Heimat sollte mit einer Ausnahme (Gewoba Frankfurt) die Zeit des Nationalsozialismus überdauern. Ein bleibender Effekt war außerdem, dass die Wohnungsbaugenossenschaften und -gesellschaften sich aus den Milieus der Richtungsgewerkschaften lösten und sich mehr und mehr an der klassisch-kaufmännischen Rationalität orientierten. Von Ende 1938 bis Mitte 1941 wuchs der Wohnungsbestand der Neue-Heimat-Gesellschaften von 46.000 auf 57.000 Einheiten. In den weiteren Kriegsjahren ruhte der Wohnungsneubau. Der Bestand wurde durch Bomben- und Brandschäden deutlich dezimiert.
Die 1930 in einer Notverordnung des Reichspräsidenten festgelegten Kriterien zur Gemeinnützigkeit im Wohnungsbau überführten die Nationalsozialisten zehn Jahre später in ein Gesetz. Die Rechtsnormen zur Wohnungsgemeinnützigkeit galten fast unverändert bis 1990.
Die GKB wurde im Februar 1939 in Neue Heimat Gemeinnützige Wohnungs- und Siedlungsgesellschaft der Deutschen Arbeitsfront im Gau Hamburg G.m.b.H. umbenannt. Bautätigkeiten nahm sie 1936 in Barmbek-Nord auf, dann in Horn, Bramfeld, Langenhorn, Finkenwerder und Ottensen. Der Baustil unterschied sich von dem der Republikjahre: Gebaut wurde in offener Zeilenbauweise, mit Lochfassaden und Satteldächern. Der Bestand wuchs in Hamburg auf 4.200 Wohnungen. Luftangriffe auf Hamburg, beispielsweise die Operation Gomorrha, zerstörten rund die Hälfte von ihnen.

#### Wohnungsnot in der Nachkriegszeit (1945–1950)

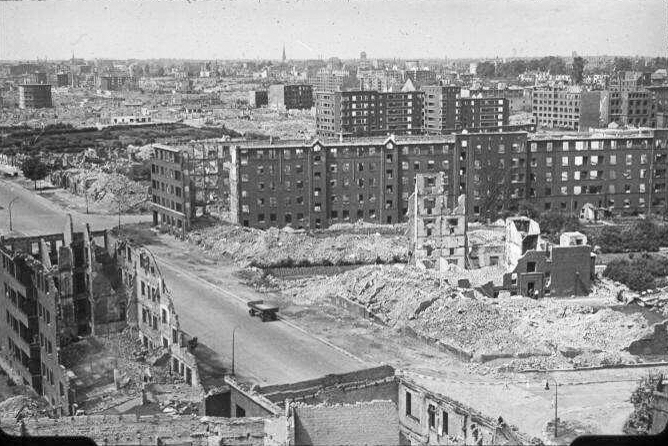
Trümmergelände in Hamburg-Hamm (Aufnahme undatiert)

Auf dem Gebiet der späteren Bundesrepublik (ohne das Saarland und ohne West-Berlin) waren von 10,48 Millionen Wohnungen durch den Krieg rund 22 Prozent verloren gegangen. Die Bevölkerung wuchs hingegen. Verglichen mit dem Vorkriegsstand war die Bevölkerungszahl hier bis Herbst 1950 um 24 Prozent gewachsen; Heimkehrer, Flüchtlinge und Vertriebene drängten herein. Berechnungen ergaben für das Jahr 1950, dass zirka 5,3 bis 5,9 Millionen Wohnungen fehlten. Experten gingen von 30 bis 50 Jahren aus, erst dann sei auf dem Wohnungsmarkt ein Gleichgewicht zwischen Angebot und Nachfrage zu erwarten.
In Hamburg waren rund 53 Prozent aller Gebäude durch Kriegseinwirkungen zerstört, das betraf rund 300.000 Wohnungen. Weitere 170.000 waren teilzerstört und mussten dringend instand gesetzt werden. Dennoch zog die Stadt Menschen an: Lag die Zahl ihrer Einwohner 1943 bei 800.000, so lebten 1946 rund 1,6 Millionen Menschen in Hamburg. Das erzeugte eine „eklatante Wohnungsnot“. In den ersten Nachkriegsjahren gab es mit Ausnahme der Grindelhochhäuser kaum nennenswerten Wohnungsbau. Es mangelte an Baumaterial, Transportkapazitäten und Bauarbeitern. Bis 1950 hatte die Neue Heimat in Hamburg mit ihren 30 Mitarbeitern so gut wie keine Bautätigkeiten entwickelt. Nur rund 200 Wohnungen hatte sie in diesen Jahren instand gesetzt, dazu zirka 1500 Nissenhütten errichtet. Nach der Währungsreform waren die Mitarbeiter durch bürokratische Arbeiten gebunden, um finanzielle Belastungen abzuwehren, die sich aus der Lastenausgleichsabgabe ergeben hätten. Dafür waren umfangreiche Nachweise über zerstörte und teilzerstörte Wohnungen notwendig.

### Regionales und bundesweites Bauen (1950–1982)

#### Wohnungsbau: Neubeginn und Expansion

##### Konzernbildung und -finanzierung
Die Gewerkschaften hielten Wohnungsbau zwar prinzipiell für wichtig, um die „Wohnungsnot der Zusammenbruchsgesellschaft“ zu lindern. Sie sahen sich allerdings nicht als Akteur entsprechender Maßnahmen und richteten ihre Forderungen stattdessen an den Staat. In einem langwierigen Prozess, der von 1948 bis 1955 dauerte, erhielten sie von den Alliierten beziehungsweise den Ländern ihre früheren Wohnungsbaugesellschaften zurück, 1950 waren ihre Ansprüche bereits grundsätzlich anerkannt. Diese Gesellschaften litten jedoch an einem gravierenden Eigenkapital-Mangel und machten häufig Verluste. Die Zins- und Tilgungsverpflichtungen für den Grundstücks- und Gebäudealtbestand – ob zerstört oder nicht – drückten; für genutzte Räume ließen sich Mieten aufgrund der ungeordneten (Über)Belegung des Bestands nicht durchgängig und systematisch erheben; seit 1936 galt zudem ein Mietpreisstopp. Der DGB half hier nicht aus, entsprechende Anträge der gewerkschaftlichen Wohnungsbaugesellschaften lehnte er ab. Die Eigenkapitalschwäche der Gesellschaften verhinderte die Möglichkeit, für den Wohnungsbau Kredite aufzunehmen, um über neue Bauten dringend benötigte zusätzliche Mieteinnahmen zu erwirtschaften. Aufgrund dieser Eigenkapitalschwäche liefen einige Gesellschaften Gefahr, in die Insolvenz zu rutschen.

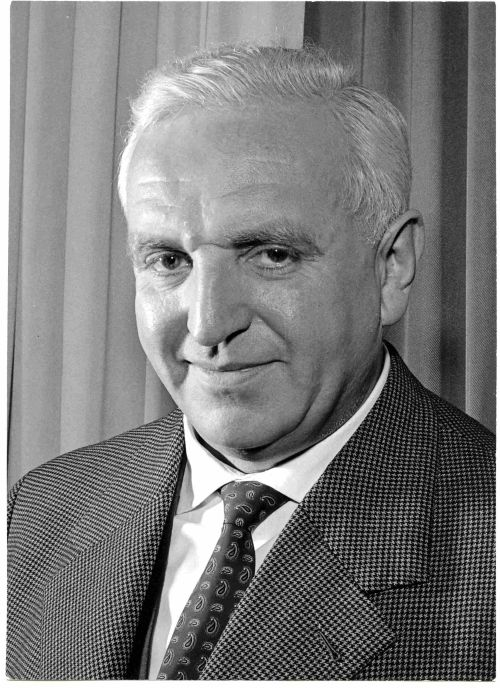
Heinrich Plett (Aufnahme undatiert)
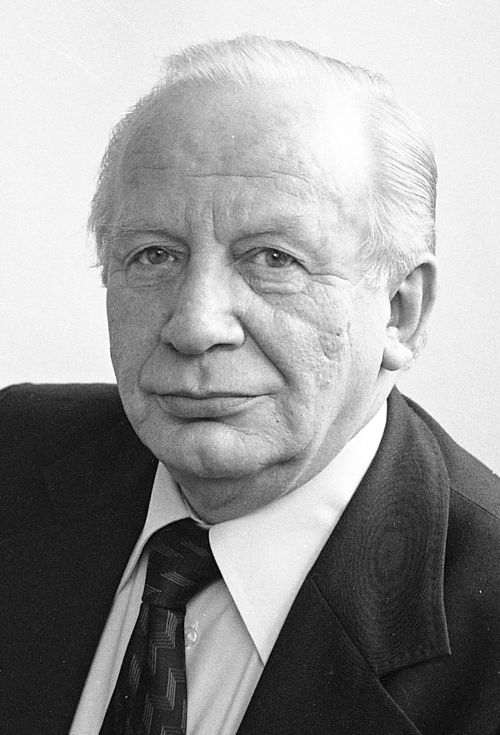
Albert Vietor (Foto: 1978)

Die Rolle des Antreibers für den gewerkschaftlichen Wohnungsbau übernahm nach 1950 die Neue Heimat Hamburg. Sie entwickelte sich aus dem Grundstock von elf zurückerhaltenen Wohnungsbaugesellschaften und elf weiteren Gesellschaften, die die Gewerkschaften zwischen 1950 und 1955 gegründet beziehungsweise die die Neue Heimat Hamburg gekauft hatte, schrittweise zu einen Konzern. Heinrich Plett, ein Experte für Finanzierungsfragen im Wohnungsbau, lenkte diesen Prozess. Er wirkte seit Anfang 1950 als Geschäftsführer der Neuen Heimat Hamburg. Erich Klabunde hatte ihn nach Hamburg gelotst.
Im Unterschied zu seinen Vorgängern legte Plett die Neue Heimat Hamburg auf Wachstum fest. Sie sollte in der Lage sein, mehr als 2000 Wohnungen pro Jahr zu errichten. Die Wohnungsverwaltung sollte nicht nur für 2500 Einheiten zuständig sein, sondern für 15.000 bis 20.000.
Dafür baute Plett die Organisation personell aus und reorganisierte sie zugleich. Für die Führung suchte er nach Wohnungsexperten, nicht nach Personen, die im gewerkschaftlichen Milieu verwurzelt waren. Albert Vietor, den Plett bereits aus seiner Zeit in Kassel kannte, ernannte er zum Leiter des kaufmännischen Bereichs. Dieser Bereich hatte nach Pletts Einschätzung große Bedeutung, hier ging es insbesondere um Kompetenz in Finanzierungsfragen. Insgesamt wurden die Zuständigkeiten und Hierarchien im Unternehmen klar geregelt. Plett, eine „charismatische Führungspersönlichkeit“, galt dabei als Herr im Hause. Der Personalbestand wuchs von 1950 bis Ende 1953 von 30 auf 200 Personen. Sie erhielten ab 1950 ein 13. Monatsgehalt und genossen großzügige Regelungen zur betrieblichen Altersversorgung.
Entscheidend für den Durchbruch bei den Neubautätigkeiten war, dass es Plett gelang, Mittel des Kapitalmarktes zu beschaffen, obgleich dafür die Bedingungen äußerst schwierig waren. Pfandbriefe waren der traditionelle Weg der Baufinanzierung. Dieses Wertpapier stand Anfang der 1950er Jahre aber in einem schlechten Ruf, denn es galt nicht mehr als sicher. Die Hyperinflation in den Anfangsjahren der Weimarer Republik hatte der Reputation ebenso geschadet wie die Abwertung von Pfandbriefen auf ein Zehntel in der Währungsreform von 1948. Der Pfandbrief war überdies stark reguliert: 5 Prozent Zinsen waren vorgegeben, ebenso der Ausgabekurs von 98 Prozent. All das machte Pfandbriefe für Anleger unattraktiv, auch Banken stiegen nicht in diesen Markt ein, sondern bevorzugten andere Geldanlagen. Vor diesem Hintergrund gingen einige Länder dazu über, den Wohnungsbau stärker zu finanzieren als es jahrzehntelang üblich gewesen war. Allerdings führte das nicht zum dringend nötigen hohen Tempo beim Wohnungsbau, denn die staatlichen Ressourcen waren begrenzt. In dieser Situation bat Plett Banken, der Neuen Heimat Hamburg dennoch Hypothekendarlehen zu gewähren. Die Pfandbriefe gab er ihnen im Anschluss sofort zurück, damit diese sie auf dem grauen Markt platzierten. Absatz fanden sie zu deutlich niedrigeren Kursen als 98 Prozent, was sie für Käufer durch die verbesserte Rendite plötzlich interessant machte. Die Neue Heimat Hamburg übernahm alle Platzierungsverluste. Diese Kosten meinte sie tragen zu können, weil sie nur auf diese Weise an Mittel des Kapitalmarkts herankam. Eine solche Akquisition gelang keinem anderen gemeinnützigen Wohnungsbauunternehmen. Die Höhe der ihr auf diese Weise zufließenden Mittel belief sich 1950 und 1951 auf 10 Mio. DM, 1952 lag sie bereits bei 30 Mio. DM, 1953 bei 100 Mio. DM. Bis 1956 wiesen die Bücher 412 Mio. DM als Summe aller so generierten Hypothekendarlehen aus. Das waren weit mehr Mittel, als für Hamburg benötigt wurden, sie ermöglichten die Expansion über die Stadtgrenzen hinaus. Dem Akquisitionserfolg standen wachsende Verluste aus den Graumarktgeschäften gegenüber. Sie beliefen sich auf 26 Mio. DM. Bei den verantwortlichen Buchprüfern rief das Skepsis hervor.
Dieses Problem löste Plett durch den Kontakt zu Wolfgang Essen, einem Hamburger Finanzmakler. Essen hatte einen effektiven Mechanismus entwickelt, Mittel aus § 7c des Einkommensteuergesetzes für den Wohnungsbau zu mobilisieren. Dieser Paragraf sah seit Anfang 1952 deutliche Steuererleichterungen für buchführende Steuerpflichtige vor, die zinslose Darlehen für den Wohnungsbau gaben. Ein solches Darlehen war hingegen über einen langen Zeitraum zu gewähren, in der Regel mindestens zehn Jahre. Das hieß: Entzug von Liquidität. Nur wenige waren bereit, einen so langen Zeitraum zu akzeptieren. Essens Modell sicherte beides: Steuervorteile und Liquidität. Wenn 7c-Mittel an die Neue Heimat Hamburg gingen, nutzte diese sie nicht sofort für den Wohnungsbau, sondern legte sie bei einer Bank an. Gemäß den Absprachen mit Essen gewährte diese Bank ihrerseits dem ursprünglichen Darlehensgeber einen Kredit in Höhe von dessen 7c-Darlehen. Aus der Anlage der 7c-Mittel finanzierte die Neue Heimat Hamburg ihrerseits die Hypothekenplatzierungsverluste. Die Methode Essens war vom Gesetzgeber nicht vorgesehen und insofern nicht ganz regelkonform. Sie funktionierte allerdings insbesondere mit Einsetzen des Korea-Booms. Gerade große Unternehmen suchten nun nach Möglichkeiten der Steuergestaltung. Die Neue Heimat Hamburg kam in den Genuss umfangreicher 7c-Mittel, die Unternehmen gewährten, denen man keine besondere Gewerkschaftsnähe nachsagen konnte, beispielsweise Daimler-Benz, Mannesmann oder Ford. Bereits 1952 flossen auf diese Weise 40,6 Mio. DM an die gewerkschaftliche Wohnungsbaugesellschaft. Diese Summe war mehr als doppelt so hoch wie die Baukosten, die die Neue Heimat Hamburg in jenem Jahr verbuchte. 1956 ging die Rekordsumme von 109 Mio. DM an 7c-Mitteln in das von Plett geleitete Unternehmen, ganz überwiegend wurden sie von Wolfgang Essen vermittelt.
Die Neue Heimat konzentrierte sich 1950 und 1951 zunächst auf den Trümmeraufbau: die Instandsetzung teilzerstörter Wohngebäude und die Errichtung neuer Häuser auf Trümmergrundstücken im eigenen Bestand. Diese Arbeiten boten keine langfristige Perspektive, sodass das Unternehmen nach erschwinglichen Grundstücken Ausschau hielt. Diese waren in Hamburg schwer zu finden, denn die Grundstückspreise waren nach Abschaffung der allgemeinen Preisregulierung (1948) in die Höhe geschossen, obgleich für Grundstücke weiterhin ein Preisstopp galt. In dieser Situation machte sich das Unternehmen die Eigenkapitalschwäche anderer Wohnungsbaugesellschaften, die sich nicht aus der Verlustspirale befreien konnten, zunutze und kaufte sie, oft zu günstigen Preisen. 1950 erwarb sie die Baugesellschaft Hansa m.b.H. und die Aktiengesellschaft für gemeinnützigen Kleinwohnungsbau (Ageka), 1951 folgte die Neuhofer Wohnstättengesellschaft mbh, alsbald in Gewog Gemeinnützige Wohnstättengesellschaft von 1910 mbH umbenannt. Diese Gesellschaften wurden personell, organisatorisch und wirtschaftlich voll integriert, allerdings blieben die jeweiligen Rechtsmäntel unangetastet (→Mantelgesellschaft), um finanzielle Ansprüche aus den gesetzlichen Regelungen des Lastenausgleichs und der Soforthilfe zu wahren. Erworbene teilzerstörte Immobilien setzte die Neue Heimat Hamburg instand, Grundstücke bebaute sie. Den übernommenen Gesellschaften stellte sie dafür erst 7 %, später 5 % der Baukosten als Regiekosten in Rechnung, obgleich sie mit zwei bis drei Prozent ausgekommen wäre. Die Differenz war ihr Gewinn. Weil sie aber durch die Regelungen der Wohnungsgemeinnützigkeit nicht mehr als 4 % Gewinn pro Jahr machen durfte, stattete sie die übernommenen Gesellschaften mit Eigenkapital aus. So wurden aus angeschlagenen Unternehmen voll integrierte und lebensfähige Tochtergesellschaften. Die Neue Heimat nannte dieses Verfahren „Selbstfinanzierung“.
Das Kapitalmarktförderungsgesetz von Ende 1952 stellte Erträge aus Kommunalobligationen steuerfrei, wenn mindestens 90 Prozent der Erlöse aus diesen Obligationen dem sozialen Wohnungsbau zuflossen. Kommunen konnten so den Wohnungsbau fördern und ihre finanziellen Aufwendungen strecken, Anleger kamen in den Genuss attraktiver Wertpapiere und die gut vernetzte Neue Heimat erschloss in ausreichendem Maße öffentliche Mittel für den sozialen Wohnungsbau. Weil Hamburg aufgrund der mit den Kommunalobligationen verbundenen langfristigen Zahlungsverpflichtungen – in der Regel 30 Jahre Zinsen und Tilgung – zögerte, wich die Neue Heimat Hamburg nach Bremen aus. Richard Boljahn, einem der wichtigsten Politiker dieser Stadt, waren die Erfolge der Neuen Heimat auf dem Kapitalmarkt und im Baugeschäft nicht verborgen geblieben. Ausgestattet mit 10 Mio. DM an kommunalen Mitteln für Bauvorhaben, kontaktierte er Plett 1952. Das in Bremen ansässige und vor 1933 rein gewerkschaftliche Unternehmen Gemeinnützige Wohnungsbaugesellschaft Bremen (Gewoba), deren Eigentümerstruktur in der NS-Zeit erheblich verändert worden war, wurde nach langwierigen Verhandlungen fast vollständig an die Gewerkschaften restituiert. Die Neue Heimat gliederte 1954 auch dieses Unternehmen ein, allerdings blieb das Bremer Personal erhalten. Die Neue Heimat Hamburg verfügte damit über ein Standbein außerhalb ihrer Heimatstadt.
Die Entwicklung zu einem Konzern schritt zwischen 1953 und 1958 voran. Zu den übernommenen Gesellschaften zählten solche in Lübeck, Haardt an der Weinstraße, Hannover, Kiel, Kassel, Nordrhein-Westfalen (Westdeutsche Heimbau mit Sitz in Essen, Neue Heimat Münster, Neue Heimat Düsseldorf), Augsburg, München sowie drei weitere aus Bayern und Niedersachsen. Die Neue Heimat konzentrierte sich mehr und mehr auf die Gesamtsteuerung, organisierte und verteilte Kapitalmarktmittel und ließ die Gesellschaften vor Ort selbst bauen, allerdings mit Personal der Muttergesellschaft, wofür sie Regiekosten verlangte. Im Gegenzug stärkte sie auch in diesen Fällen das Stammkapital der Tochtergesellschaften. In Baden-Württemberg hatte es vor 1933 keine gewerkschaftliche Wohnungsbaugesellschaft gegeben. Hier erwarb die Neue Heimat Hamburg 1955 in Karlsruhe die Wohnungsbaugesellschaft des oberrheinischen Handwerks AG, die sie in Gewag Karlsruhe umbenannte und integrierte. In Berlin kam die Neue Heimat nicht an der GEHAG vorbei, die sie aufgrund von deren Eigentümerstruktur nicht übernehmen konnte beziehungsweise wollte. Sie etablierte dort 1954 die Neues Heim Berlin, die allerdings eine Randerscheinung blieb. Der DGB hatte die Konzernbildung unter der Obergesellschaft Neue Heimat Hamburg bereits 1954 gutgeheißen. 1956 präsentierte sich die Neue Heimat als ein Verbund aus 26 gemeinnützigen Unternehmen, der gemeinsam auf 63.000 Wohnungen und 1.300 Mitarbeiter kam und zugleich mit „ungeheuren Wachstumsraten“ glänzte. 1960 kam noch die Gewobag Frankfurt hinzu, der es nicht gelungen war, selbständig zu bleiben.
Die Integration dieser Tochterunternehmen war mit Reorganisationsmaßnahmen zur Verbesserung der Produktivität in der Gesamtgruppe verbunden. Zudem setzte die Neue Heimat Hamburg ein dreigliedriges Organisationsschema durch. Die Führung des Konzerns lag bei ihr, sogenannte Kopfstellen bildeten die zweite Ebene, die dritte bestand aus regional verantwortlichen Töchtern. Die Kopfstellengesellschaften gehörten zu 100 Prozent der Muttergesellschaft, die regional tätigen Gesellschaften zu 74 Prozent den Kopfstellen-Gesellschaften und zu 26 Prozent der Konzernmutter. Nach 1956 wandte die Neue Heimat Hamburg die „Selbstfinanzierung“ nur noch auf die Kopfstellengesellschaften an, diese wiederum arbeiteten auf Basis dieses Prinzips mit den ihr jeweils unterstellten Tochtergesellschaften. Insgesamt war der Konzern damit straff durchorganisiert.
Die Neue Heimat Hamburg löste das sich mit der wachsenden Bautätigkeit verstärkende Problem ihrer eigenen Unterkapitalisierung in Absprache mit dem DGB. Dieser war finanziell nicht in der Lage, seine gezeichnete Stammeinlage vollständig einzuzahlen. Er bot Einzelgewerkschaften 1958 an, als Mitgesellschafter in die Neue Heimat Hamburg einzutreten, wenn sie diese Verpflichtungen übernahmen und einlösten. Die Einzelgewerkschaften erklärten sich einverstanden. Sie wurden Teilhaber eines Wohnungsbauunternehmens, dessen Neubauziffern von anderen nicht annähernd erreicht wurden, dasselbe galt für den verwalteten Wohnungsbestand.

##### Bauten in der „gegliederten und aufgelockerten Stadt“

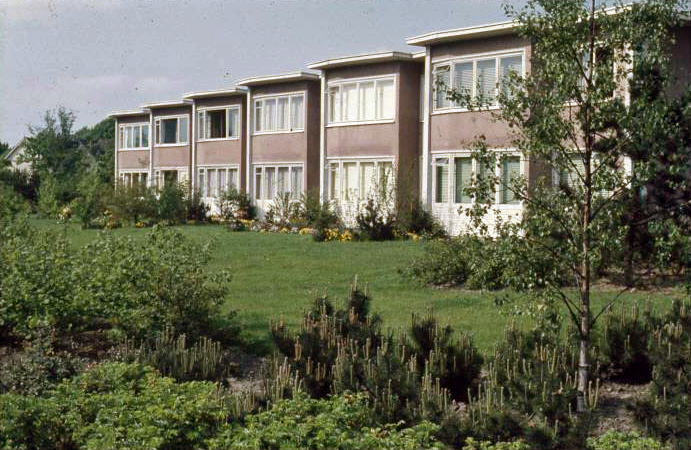
Teilansicht der Gartenstadt Hohnerkamp (Aufnahme undatiert)

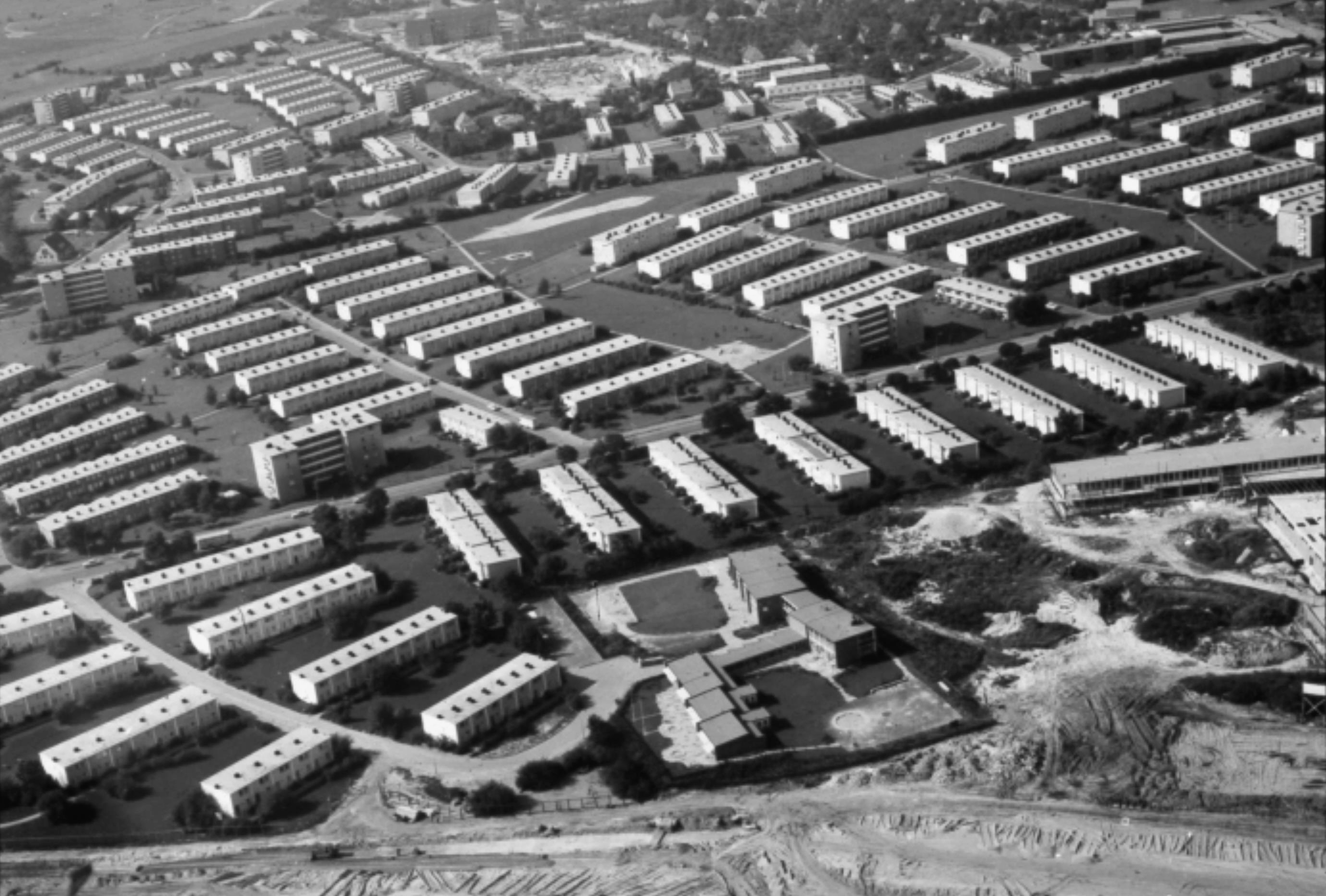
Luftbild der Gartenstadt Farmsen (Aufnahme undatiert)

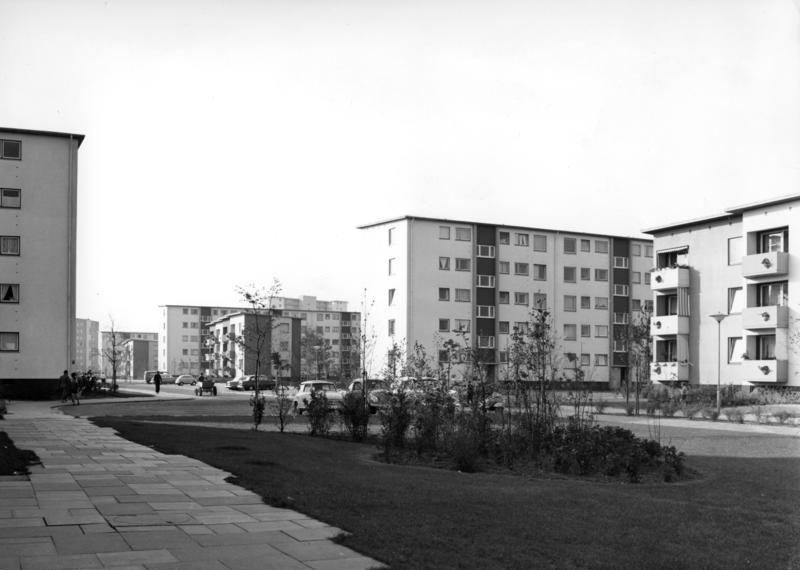
Mehrgeschossige Wohngebäude in Bremen-Vahr (Foto: 1960)

Das Leitbild der gegliederten und aufgelockerten Stadt galt in der Nachkriegszeit in Deutschland und darüber hinaus als Konsens unter Stadtplanern und Architekten. Es sah eine aufgelockerte Bebauung, zeitgenössisch „Entballung“ genannt, voneinander durch Grünzüge getrennte Nachbarschaften als Gliederungseinheiten sowie eine weitreichende und den wachsenden Individualverkehr berücksichtigende Verkehrsplanung vor. In Hamburg blieb dieses Konzept bis 1967 politisch verbindlich. Dieser Konzeption entsprechend entstand 1953 und 1954 nach dem Entwurf von Hans Bernhard Reichow in Hamburg die Gartenstadt Hohnerkamp. Die Wohnungen waren kein Angebot im sozialen Wohnungsbau, aber steuerbegünstigt. Die Neue Heimat Hamburg bestand aus diesem Grund auf einer kostensparenden Bauweise. Die Siedlung erzeugte ein positives Echo in der Öffentlichkeit und galt als Vorbild für die Umsetzung des Konzepts der gegliederten und aufgelockerten Stadt. Auch die Gartenstadt Farmsen folgte diesem Leitbild. Der starke Kostendruck beim Bau dieser Großwohnsiedlung, ebenfalls 1953 und 1954 errichtet, führte jedoch zu gravierenden Fehlern in der Ausführung, die nicht allein die Mieter störten, sondern auch die Vorzeigefunktion dieses Projekts für die Neue Heimat Hamburg beeinträchtigten. Ein weiteres Beispiel für Bauten nach diesem Leitbild ist die Parkstadt Bogenhausen in München, die Franz Ruf entworfen hatte und die von 1954 bis 1956 errichtet wurde. In einer Arbeitsgemeinschaft mit anderen Wohnungsbaugesellschaften entstand von 1955 bis 1958 in Wedel die Gartenstadt Elbhochufer Wedel. Eine zentrale Aufgabe der Neuen Heimat bestand in der Beschaffung von Kapitalmarktmitteln für dieses Siedlungsprojekt.
Von Anfang 1954 bis Ende 1956 wirkte Ernst May als Chef der neuen Planungsabteilung der Neuen Heimat. Unter seiner Führung beziehungsweise stark von ihm beeinflusst wurden weitere Großprojekte umgesetzt. Hierzu zählten die „Papageiensiedlung“ im Lübecker Stadtteil St. Lorenz-Süd, die Grünhöfe in Bremerhaven, die Gartenstadt Vahr in Bremen und Neu-Altona in Hamburg. Insbesondere Neu-Altona war als Pilotprojekt für grundsätzliche Neugestaltungen im Innenstadtbereich statt am Stadtrand vorgesehen. Dafür sollten auch im Krieg unzerstörte Gebäude und Straßenzüge geopfert werden. Aufgrund stark steigender Grundstückspreise wurde das Vorhaben zu Neu-Altona nur zur Hälfte realisiert. Es zeigte sich, dass May gegen finanzielle Vorgaben kämpfte und wenig Interesse an Rationalisierungsmaßnahmen in der Bautechnik zeigte, auch fühlte er sich wiederholt in der von ihm beanspruchten Gestaltungsautonomie eingeschränkt. May und Plett stritten zudem um die Grenzen von Zuständigkeiten des Planers. Deshalb dauerte seine Anstellung nicht länger als drei Jahre. Mays Tätigkeiten für die Neue Heimat waren damit nicht beendet. Er arbeitete stattdessen als einer ihrer Berater. Das galt für die Weiterarbeit an der neuen Unternehmenszentrale in Hamburg-Hohenfelde (Entstehungszeit: 1956 bis 1958) und insbesondere für die Planungen des Bremer Stadtteils Neue Vahr. Dieses Projekt machte die Neue Heimat schlagartig international bekannt. May zählte zum Planungsteam, dem auch Hans Bernhard Reichow, Max Säume und Günther Hafemann angehörten. Bremen hatte auf Zinssubventionen gesetzt, um den Wohnungsbau finanzieren zu können. Der Stadtstaat beschloss im Februar 1956 das „Gesetz zur Behebung der Wohnungsnot im Lande Bremen“, mit dem die Errichtung von 40.000 Wohnungen innerhalb von vier Jahren ermöglicht wurde. Ein Viertel davon entfiel auf die östlich der Gartenstadt Vahr gelegene Neue Vahr. May sah dort als optischen Anker ein Wohnhochhaus vor. Es wurde vom finnischen Stararchitekten Alvar Aalto konzipiert (→Aalto-Hochhaus). Die Neue Vahr, geplant und gebaut von 1956 bis 1961, galt als vorbildliche Einlösung der Forderungen, die das Leitbild der gegliederten und aufgelockerten Stadt stellte. Der neue Stadtteil stieß auf positive, teils begeisterte Resonanz in der Öffentlichkeit. Erst Jahre später zeigte sich eine zentrale Schwäche: Dem Stadtteil fehlten Versorgungseinrichtungen, er war lange kaum mehr als eine Wohnstadt.

##### Mietenpolitik und Mieterschaft
Für Altbauten galt auch nach dem Ersten Wohnungsbaugesetz von 1950 ein Mietpreisstopp: Mieten durften nicht erhöht werden. Diese politische Vorgabe wurde vom DGB ausdrücklich begrüßt. Dadurch ergab sich jedoch ein Instandhaltungsstau. 1954 wurde deshalb die Erhöhung der Mieten für Altbauwohnungen diskutiert. Die Neue Heimat befürwortete das, der DGB zögerte zunächst, votierte dann jedoch für eine solche Anhebung. Die Gewerkschaftsbasis opponierte. Nicht der DGB oder die Neue Heimat gerieten dadurch in Misskredit, sondern die Bundesregierung, denn ihr wurden die 1955 beschlossenen höheren Altbaumieten angelastet. Die Bundesregierung sah 1959/1960 weitere Möglichkeiten vor, Mieten im Altbau-Sektor und für Wohnungen, die den Richtpreisen unterworfen waren, anzuheben. Der DGB widersprach diesen Überlegungen erneut nachdrücklich. Die gemeinnützigen Wohnungsbauunternehmen und auch die Neue Heimat liebäugelten jedoch mit höheren Mieten, um den Instandhaltungsstau in ihren Beständen verringern zu können. Aus diesen unterschiedlichen Reaktionen auf die Regierungspläne entwickelte sich für die Neue Heimat in der Folge eine politisch und öffentlich als widersprüchlich wahrgenommene Kommunikation. Für 1960 kündigte das gewerkschaftliche Unternehmen in Rücksprache mit dem DGB einen Verzicht auf Erhöhungen an, zugleich wolle sie prüfen, wo solche Erhöhungen notwendig seien. Diese Aussagen ließen sich in der Öffentlichkeit kaum vermitteln, der DGB-Widerstand gegen Mieterhöhungen wirkte wenig glaubwürdig, zumal die erhöhten Richtsatzmieten in vielen Neue-Heimat-Wohnungen das mögliche Maximum fast voll ausschöpften.
In den 1950er Jahren setzten sich die gemeinnützigen Wohnungsbaugesellschaften und die Neue Heimat für Kostenmieten statt der geltenden Richtsatzmiete von 1,10 DM pro Quadratmeter ein, wenn es um Mieten für Wohnungen im sozialen Wohnungsbau ging. Um die finanzielle Überforderung von Mietern zu verhindern, erwog die Bundesregierung die Subjektförderung durch Mietbeihilfen. Plett begrüßte diese Pläne, der DGB lehnte sie strikt ab. Er fürchtete Diskriminierungen und fühlte sich an die Fürsorge-Politik vergangener Zeiten erinnert. Er bestand zudem darauf, dass Mieten politisch festzulegen seien, nicht durch den Markt. Ferner meinte er, leistungswillige Mieter mit höheren Einkommen würden bestraft, weil sie einen höheren Mietanteil zu tragen hätten. Die Kostenmiete wurde 1956 im Zweiten Wohnungsbaugesetz eingeführt. Sie verbesserte die Rentabilität der Wohnungsbestände und der Wohnungsverwaltung; das Kostenrisiko für die Vermieter, auch für die Neue Heimat, wurde deutlich verringert.
Weil die Neue Heimat besonders viele Mittel des Kapitalmarkts verbaute, hatte sie einen relativ großen Einfluss darauf, wer bei ihr Mieter wurde. Sie betonte öffentlich, in besonderer Weise Gewerkschaftsmitglieder mit Wohnraum versorgen zu können. Ein zweiter Hebel zur Steuerung der Mieterzusammensetzung kam hinzu: Bei der Finanzierung von Neubauten waren in den 1950er Jahren auch Baukostenzuschüsse üblich. Diese mussten Mieter aufbringen, in der Regel als rückzahlbares Darlehen, gelegentlich auch als „verlorene Zuschüsse“ (am Ende der Mietzeit nicht erstattet). Die Neue Heimat verzichtete auf „verlorene Zuschüsse“, sie wären im gewerkschaftlichen Milieu nicht zu vermitteln gewesen. Die von ihr geforderten Darlehen hatten allerdings eine Höhe, die einen Einfluss auf die Sozialstruktur ihrer Mieterschaft hatte: Diese Darlehen konnten faktisch nur von solventen, besserverdienenden Beschäftigten aufgebracht werden. Sozial schwächere Gruppen waren in der Mieterschaft der Neuen Heimat unterrepräsentiert. Dieser Effekt deckte sich mit Vorbehalten der Neuen Heimat und auch beim DGB gegen diese Gruppen. Unterschiede zwischen der Sozialstruktur der Bevölkerung und der Bewohnerstruktur in Wohnungen der Neuen Heimat zeigten sich auch in Untersuchungen Mitte der 1960er Jahre.

##### Eigenheimbau
Den von den Unionsparteien und der FDP in den 1950er Jahren präferierten Eigenheimbau lehnte die Neue Heimat nicht ab, wenngleich sie ihn für ihre Zielgruppe für nicht zentral hielt, weil diese sich eine solche Wohn- und Eigentumsform nur in seltenen Fällen leisten könne. Von 1950 bis 1955 betrug der Anteil der Eigenheime, gemessen an der Zahl der insgesamt errichteten Wohnungen der Neuen Heimat, im Schnitt 10 Prozent. 1955 kam es zu einer Änderung der Vorgaben zur Verwendung von 7c-Mitteln. Sie konnten nun nicht mehr in großem Umfang im sozialen Wohnungsbau eingesetzt werden und wurden vom Gesetzgeber in den Eigenheimbau umgelenkt. Weil die Neue Heimat über umfangreiche Mittel aus dieser Regel des Einkommensteuergesetzes verfügte, legte sie ein Sonderprogramm für Eigenheime auf, mit dem ab 1957 rund 8500 Eigenheime zumeist als Reihenhäuser gebaut wurden. Der Eigenheim-Anteil an der Gesamtzahl der von der Unternehmensgruppe errichteten Wohnungen stieg bis Ende der 1950er/Anfang der 1960er Jahre auf mehr als 20 Prozent.

##### Industrialisierung des Bauens

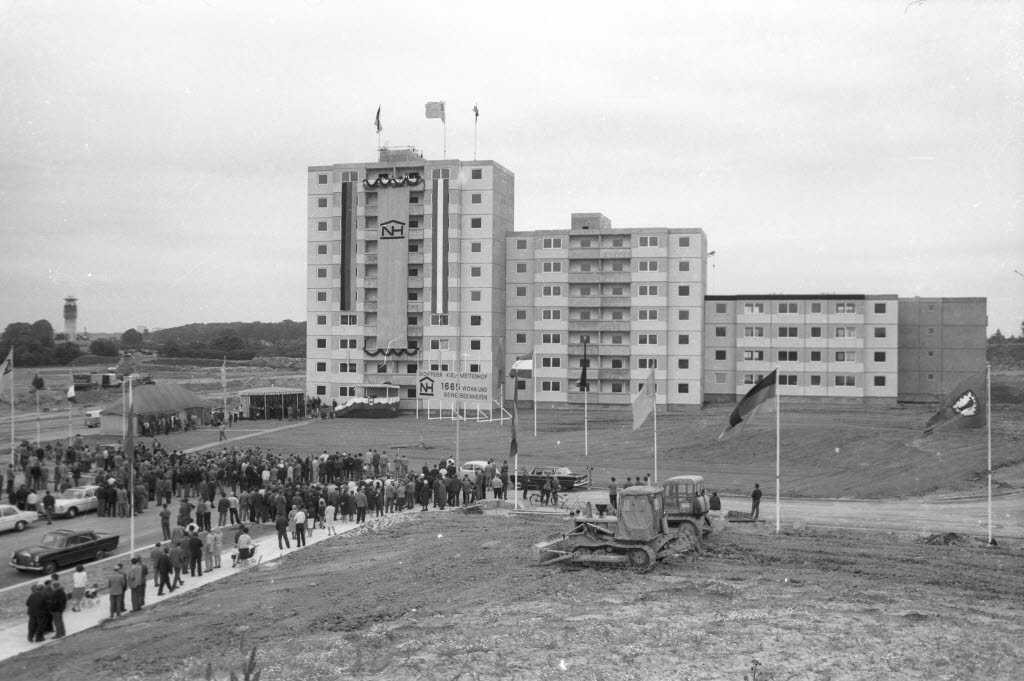
Richtfest in Kiel-Mettenhof (Foto: 1968); die Großwohnsiedlung wurde zwischen 1964 und 1972 gebaut

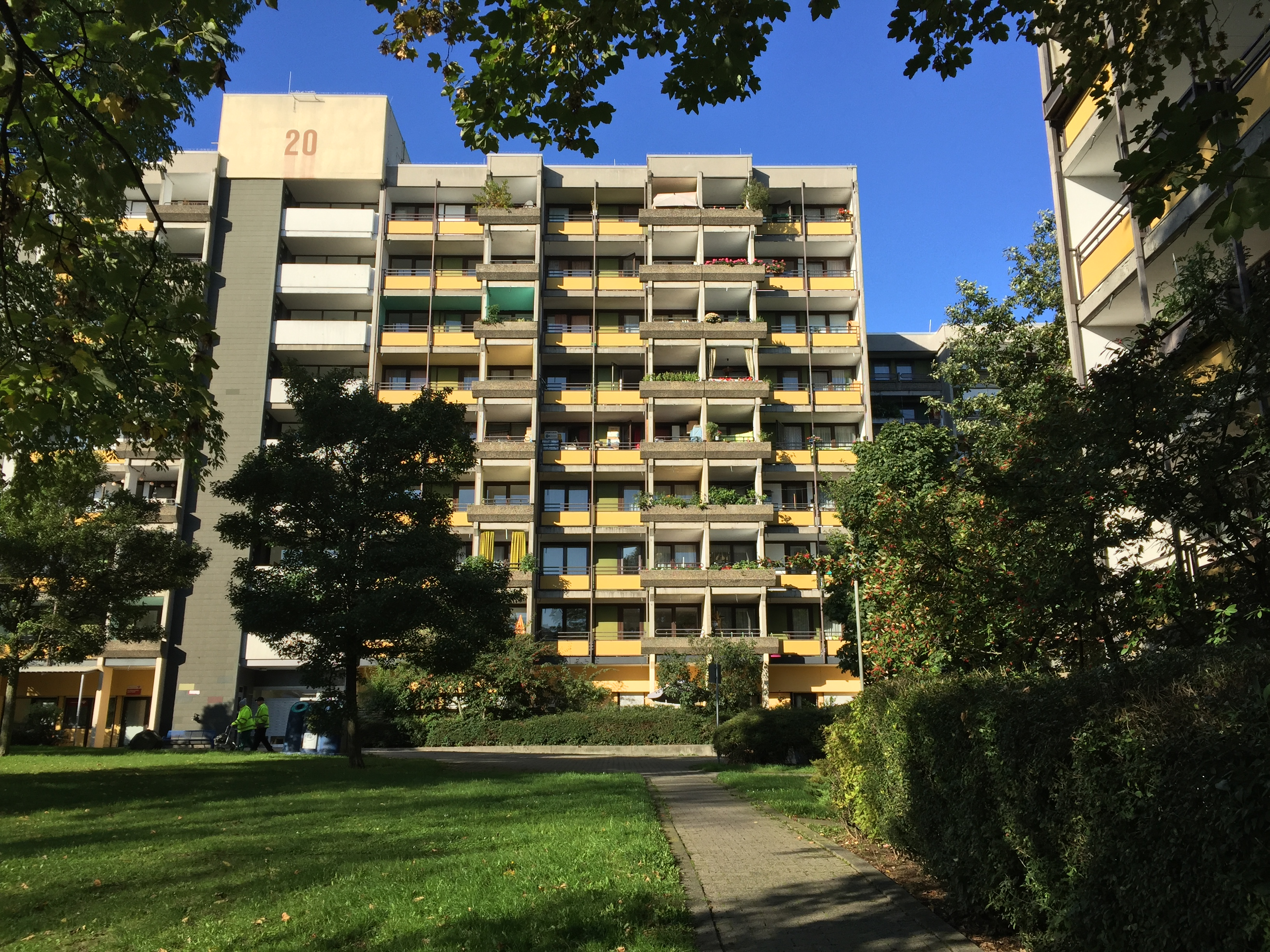
Wohnhochhaus in einer von 1974 bis 1977 mit dem Montagesystem Elementa 72 errichteten Siedlung im Frankfurter Stadtteil Bonames (Foto: 2019)

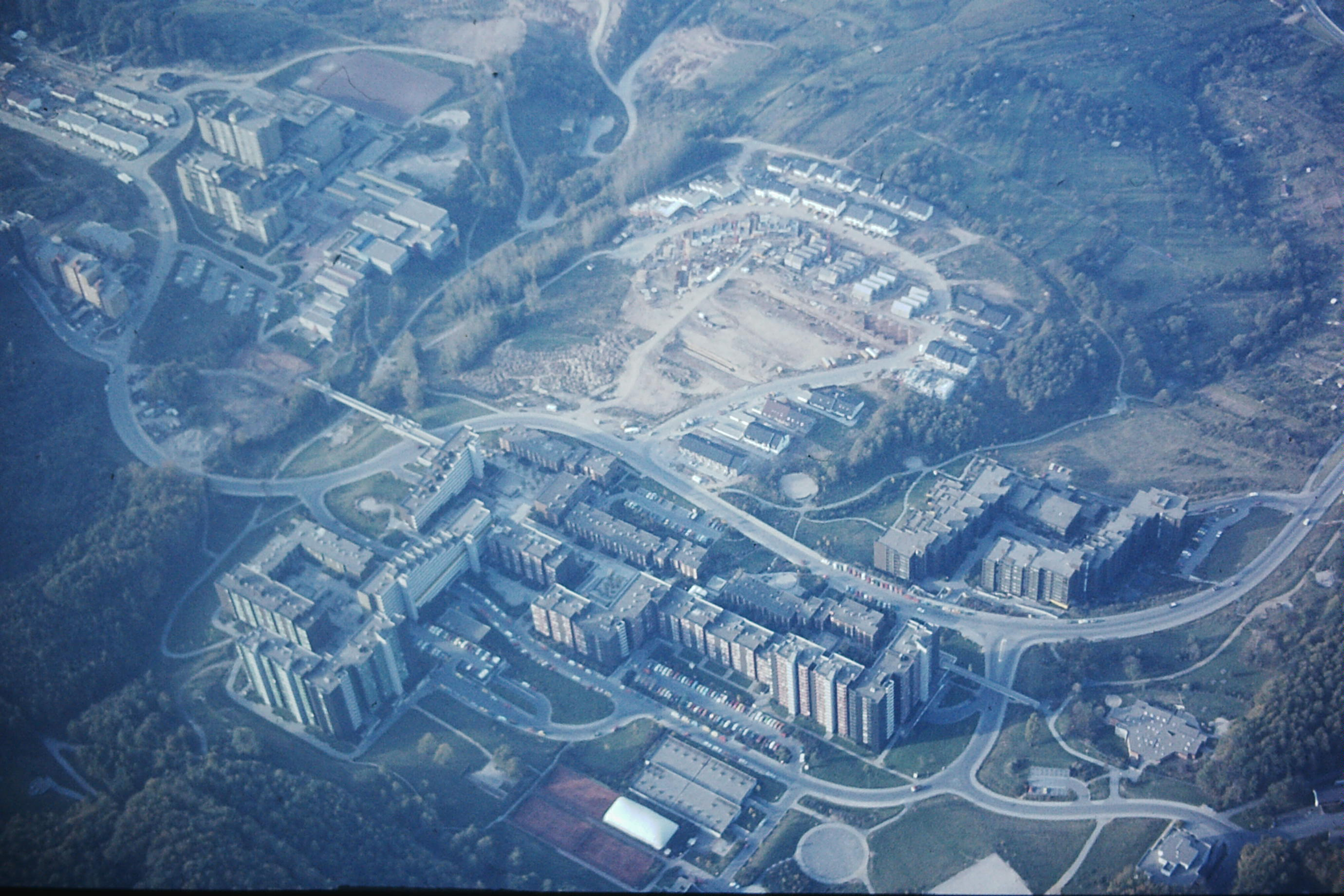
Luftbild von Emmertsgrund, gebaut von 1971 bis 1978 (Foto: 1979)

Anfang der 1960er Jahre versuchte sich das Unternehmen in der Produktion und im Einsatz von Fertigbauteilen. Zunächst ließ sich das damit verfolgte primäre Ziel einer deutlichen Kostenersparnis nicht erreichen, weil der Bau entsprechender Produktionsanlagen einen enormen Kapitaleinsatz forderte, der Einsparungen durch die schnellere Errichtung von Wohngebäuden fast vollständig egalisierte. Im Flachbau kamen technische Probleme mit Blähbeton hinzu. Die Neue Heimat nahm darum zunächst weitgehend Abstand von Fertigbauweisen. Deren Bedeutung wuchs jedoch ab Mitte der 1960er Jahre vor allem im Geschosswohnungsbau. Im Branchendurchschnitt lag der Einsatz solcher Fertigbauteile Mitte der 1960er Jahre bei drei bis fünf Prozent; bei der Neuen Heimat lag dieser Anteil 1966 bei mehr als einem Drittel. Ästhetische Gesichtspunkte des Plattenbaus hatten zunächst kaum Gewicht, denn es war keineswegs ausgemacht, dass dieser zu eintönigen Ergebnissen führen würde.
Die Montagebauweise erlebte Ende der 1960er und Anfang der 1970er Jahre auch deshalb eine Hochkonjunktur, weil es am Bau einen Fachkräftemangel gab. Um Bauten in der vereinbarten Zeit fertigstellen zu können, bot sich dieses Verfahren an, nicht weil es die reinen Baukosten selbst gesenkt hätte. Längere Bauzeiten durch traditionelles Bauen, also überwiegend mit Fachkräften, hätte die Bauzeit verlängert und damit die Zinsbelastung durch bevorratete Grundstücke vergrößert. Die Neue Heimat entwickelte ein eigenes System für das serielle Bauen, Elementa 72 genannt. Es kam unter anderem beim Bau der Großsiedlungen Mümmelmannsberg (Hamburg), in Hannover-List, Nürnberg-Langwasser und Frankfurt-Bonames zum Einsatz. Großsiedlungen, die in jenen Jahren geplant und gebaut wurden, zeichneten sich durch die Orientierung an den Postulaten der urbanen Funktionsverflechtung und der Verdichtung aus. Ein Beispiel war Heidelberg-Emmertsgrund. Bei der Planung dieses neuen Stadtteils sollten modernste sozialwissenschaftliche Methoden und Erkenntnisse einbezogen werden. Die Neue Heimat gewann Alexander Mitscherlich für die Mitarbeit. Er begrüßte den Entwurf von Fred Angerer und Alexander von Branca, der sich im Gestaltungswettbewerb durchgesetzt hatte. Dieser wäre in der Umsetzung ohne Änderung jedoch zu kostspielig geworden. Darum nahm die Neue Heimat gemeinsam mit den Münchener Architekten Änderungen vor, vor allem durch jeweils ein weiteres Geschoss. Mitscherlich nahm das zum Anlass, aus dem Projekt auszusteigen. Nach Fertigstellung von Emmertsgrund waren die gesamtwirtschaftlichen Rahmenbedingungen deutlich verändert, die Wohnungsnachfrage folgte nicht den optimistischen Erwartungen. Der neue Heidelberger Stadtteil entwickelte sich unter anderem durch Wohnungszuweisungen zu einem Problemviertel. Planungseuphorie und Machbarkeitsvorstellungen, damals ein Signum der Zeit, spiegelten sich auch in anderen Großsiedlungsprojekten jener Jahre, zum Beispiel am Osdorfer Born in Hamburg, in Bremen-Tenever oder in den Konzepten für Hamburg-Allermöhe.

#### Wohnungsbau und Städtebau in den langen 1960er Jahren

##### Umgang mit Sättigungsprognosen
Experten sagten Ende der 1950er Jahre für Mitte der 1960er Jahre eine Sättigung des Wohnungsmarkts voraus. Die Neue Heimat suchte deshalb nach Möglichkeiten, ihre Angebotspalette zu erweitern. Einen Abbau des Personals wollte das Gewerkschaftsunternehmen aus Imagegründen nicht ins Auge fassen. Betriebliche Sozialleistungen sowie das großzügige Niveau der Mitarbeiterlöhne und -gehälter wollte es ebenfalls nicht anpassen. Die Sättigungsprognosen sollten sich im Nachhinein als vorschnell herausstellen, Wohnungsbau blieb ein boomendes Geschäft. Dazu trugen das Bevölkerungswachstum, die Landflucht, der Ausbau des Dienstleistungssektors insbesondere in den Städten, die Suburbanisierung, die innerstädtische Flächensanierung und die zunehmende Bedeutung des motorisierten Individualverkehrs bei, außerdem die wachsenden Einkommen und die steigenden Ansprüche an Qualität und Größe von Wohnungen.
Die steigenden Kosten für den Erwerb von Grundstücken im Stadtgebiet erwiesen sich mehr und mehr als potenziell limitierender Faktor für Bauaktivitäten. Stadtplaner und Stadtverwaltungen bevorzugten darum Trabantenstädte. Diese sollten allerdings von Anfang an mit „Folgeeinrichtungen“ ausgestattet sein, also mit Stätten für Einkauf, Freizeit und Sport, mit Kindergärten, Schulen, Krankenhäusern, Alteneinrichtungen, Kirchen und Rathäusern. Wo solche Einrichtungen in bereits bestehenden Großsiedlungen fehlten, weil Wohnungsbau die 1950er Jahre dominierte, sollte das rasch behoben werden. Großsiedlungsprojekte mit angemessenen Folgeeinrichtungen zu planen und zu finanzieren, überstieg die Möglichkeiten von Städten. Sie suchten nach Unternehmen mit Erfahrung und entsprechenden Ressourcen. Insbesondere die Neue Heimat kam hier in Frage, denn sie hatte große Bauprojekte bereits in der Vergangenheit gemeistert und war zum mit Abstand größten Wohnungsbauunternehmen Deutschlands herangewachsen.
Den für den Trabantenstadtbau notwendigen großflächigen Kauf von Grundstücken und ihre Bevorratung betrieb das Unternehmen seit 1958. Es nutzte dafür Ausnahmeregelungen des Preisstopps für Grundstücke. Auch ihre Kontakte in die Stadtverwaltungen wusste sie einzusetzen, um frühzeitig zu erfahren, wo große Flächen als Bauland ausgewiesen werden würden. Nicht selten schalteten Kommunen die Neue Heimat für solche Grundstücksgeschäfte gezielt als Treuhänder ein. Sie allein sollte Grundstücke kaufen und diese dann anteilig an andere Bauunternehmen weitergeben. Die treuhänderische Monopolisierung der Nachfrageseite dämpfte den Preisanstieg bei Grundstücken. Zum Vorbild solcher Vorgehensweisen wurde der Bau der Großwohnsiedlung Vogelstang in Mannheim.

##### Organisatorische Anpassungen an den Städtebau
Die Neue Heimat gründete 1962 die Gewerbebauträger GmbH, allerdings nicht offen, sondern verdeckt, denn sie wollte die Vorteile der Wohnungsgemeinnützigkeit nicht gefährden. Offiziell war das neue Unternehmen eine Tochter der Bank für Gemeinwirtschaft (BfG) – sie hielt 20 Prozent der Anteile – und der Union Treuhand GmbH (80 Prozent der Anteile), einer Tochtergesellschaft dieser Gewerkschaftsbank. Was nicht bekannt gemacht wurde: Die Union Treuhand GmbH hielt „ihre“ Anteile an der Gewerbebauträger GmbH nur treuhänderisch für die Union Baubedarfs-Gesellschaft GmbH, die vollständig Töchtern der Neuen Heimat gehörte. Ein zweites Tochterunternehmen, das für Zwecke diente, die nicht im Einklang mit der Wohnungsgemeinnützigkeit standen, war die Bewobau Betreuungs- und Wohnungsbaugesellschaft mbH (Bewobau), die von der Neuen Heimat 1954 als nicht-gemeinnützige Wohnungsbaugesellschaft Halbmond erworben, statuarisch angepasst und 1957 umfirmiert worden war. Trotz ihrer neuen Satzung sollte diese Gesellschaft Bauprojekte angehen, die nicht in den Kreis der Wohnungsgemeinnützigkeit fielen. Sie wurde an zwei befreundete Banken verkauft, die die Rechte aus diesen Anteilen jedoch nicht nutzten, sondern nur treuhänderisch für die Neue Heimat, den Verkäufer, verwalteten. In den 1960er Jahren entwickelte sich aus der Bewobau eine Holding, unter deren Dach zahlreiche nicht-gemeinnützige Gesellschaften angesiedelt wurden. Diese befassten sich mit der Finanzierung und Verwaltung der von der Bewobau errichteten Gebäude und mit Verwaltungsaufgaben für Dritte sowie mit dem Bau von Eigenheimen und Eigentumswohnungen des gehobenen Bedarfs. 1966 kam noch die Beratungsgesellschaft für Gewerbebau mbH (Begebau) hinzu. Auf diese Weise errichtete die Neue Heimat nach und nach ein Zwillingsunternehmen, das in den klassisch-gewerblichen Bau ausgriff.

##### Gewos, Terrafinanz, Hausbesitzbriefe und Einstieg in den Kommunalbau
1963 wurde außerdem die Gesellschaft für Wohnungs- und Siedlungswesen e. V. (Gewos) gegründet. Formal unabhängig diente die Gewos der Neuen Heimat für den engen Kontakt zu Sozialwissenschaftlern und Entscheidungsträgern im Wohnungs- und Städtebau. Bis 1968 stieg die Zahl der Mitglieder auf über 250. Neben allen relevanten deutschen Wohnungsbaugesellschaften zählten auch Banken, Gebietskörperschaften und Einzelpersonen dazu, insbesondere führende Wissenschaftler der Städtebau-Forschung. Die Neue Heimat war der größte Beitragszahler und der größte Auftraggeber für Forschungsaufträge. Aus dem Verein heraus entstand 1968 als Tochtergesellschaft der Neuen Heimat die Gewos GmbH. Sie übernahm die Erstellung von Gutachten und übte vielfältige und vergütete Beratungstätigkeiten aus.
Ein weiteres Unternehmen für Geschäfte im Zusammenhang mit Städtebauprojekten war die 1961 gegründete Terrafinanz Terrain- und Wohnungsbau GmbH & Co. KG (Terrafinanz). Nicht die Neue Heimat oder ihre Töchter waren hier Eigentümer, sondern Vorstandsmitglieder der Neuen Heimat. Diese Tatsache wurde vor den Augen der Öffentlichkeit ebenfalls durch eine Treuhandschaft verborgen, die Ernst Wölbern (→ Bankhaus Wölbern & Co.) übernahm. Das deckte Der Spiegel 1982 auf. Anfänglich ging es um die Nutzung von Steuervorteilen (7c-Mittel) durch die Vorstände. Beim bis dahin größten Siedlungsprojekt der Bundesrepublik, dem Bau des Münchner Stadtteils Neuperlach, der für 80.000 Menschen neue Wohnungen schaffen sollte, kamen jedoch An- und Verkäufe von Grundstücken hinzu. Diese tätigte die Terrafinanz im großen Stil und mit erheblichen Gewinnen, die den Vorständen zugingen, zum Schaden der Neuen Heimat.
Nach einem längeren Anlauf gelang es der Neuen Heimat zusammen mit Wolfgang Essen und der Deutschen Pfandbriefanstalt 1965, den „Hausbesitzbrief“ zu etablieren: Errichtet wurde ein erster geschlossener Immobilienfonds in der Rechtsform einer Kommanditgesellschaft; er gab Kommanditanteile aus, die innerhalb weniger Tage ausverkauft waren. Bis 1975 legten die Partner immer wieder von weiteren geschlossenen Immobilienfonds emittierte Hausbesitzbriefe auf, die ihre Inhaber – Sparer und Anleger – nicht zu Hauseigentümern, aber zu zinsberechtigten Miteigentümern machten und auf Wertsteigerungen hoffen ließen. Der Nennwert aller Hausbesitzbriefe belief sich bis 1975 auf fast eine Viertelmilliarde DM. Für die Neue Heimat bedeutete dies die gesicherte Finanzierung weiterer Wohnungsbau- und Bauprojekte. Der erste Hausbesitzbrief des Jahres 1964 finanzierte in Hamburg-Osdorf eine Anlage mit Geschosswohnungsbauten, Hochhäusern sowie dem Elbe-Einkaufszentrum.

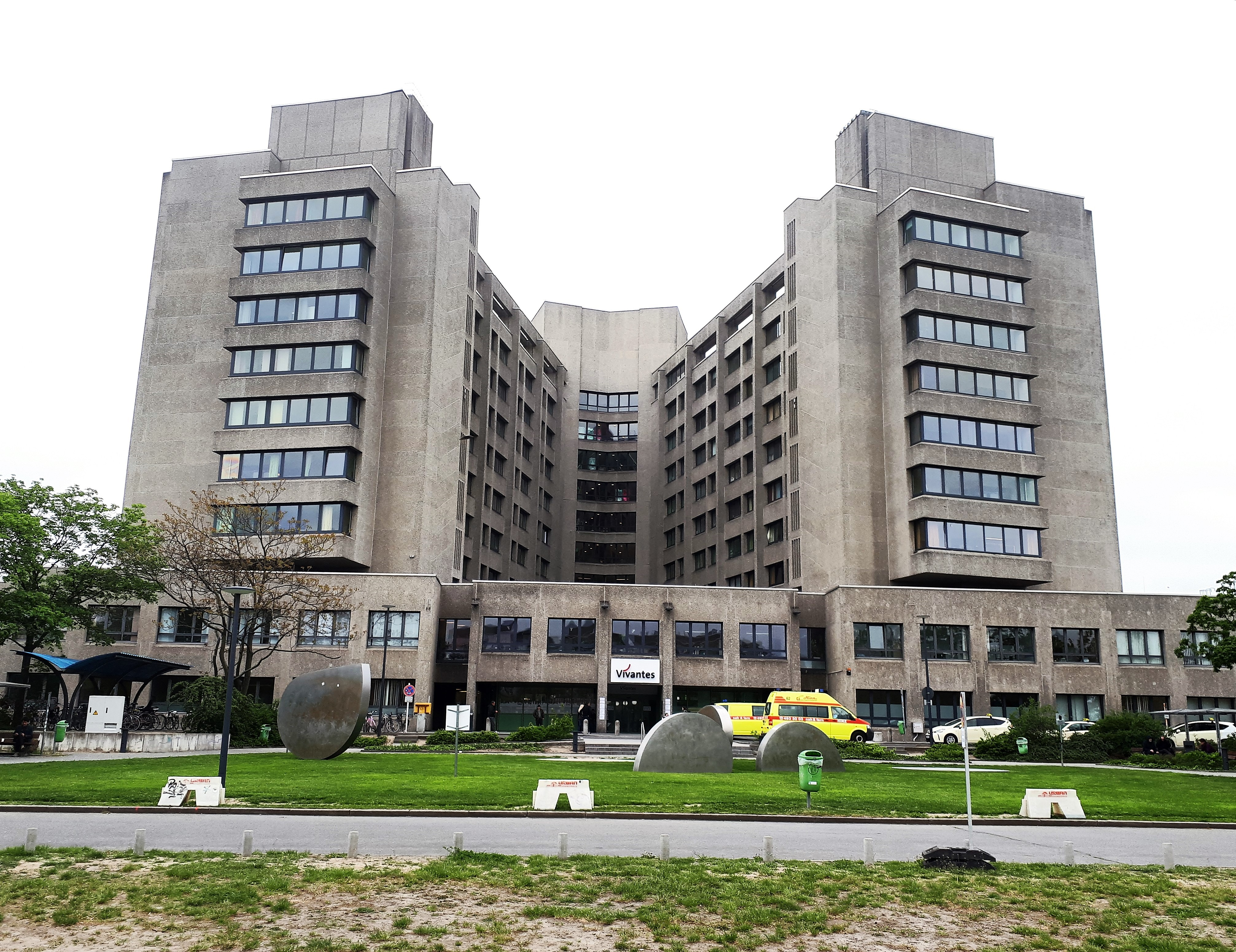
Ab 1966 gebauter und 1970 eröffneter Neubau des Krankenhauses am Urban in Berlin-Kreuzberg (Foto: 2019)

In der ersten Hälfte der 1960er Jahre trat eine Reihe von Städten an die Neue Heimat heran und bat sie, die Errichtung von Kommunalbauten zu übernehmen, also etwa Schulgebäude, Turnhallen, Kindergärten oder Krankenhäuser. Die Neue Heimat folgte diesem Wunsch und gründete 1964 eigens die Neue Heimat Kommunal Gesellschaft zum Bau öffentlicher und sozialer Einrichtungen mbH (NHK). Die Hamburger Aufsichtsbehörden hatten das nach Rücksprache mit anderen Bundesländern genehmigt, denn man teilte die Ansicht, im Kommunalbau herrsche ein erheblicher Nachholbedarf. Die deutliche Nachfrage half beim raschen Erfolg dieser Tochter, ebenso der Leumund der Neuen Heimat, zudem die gute Vernetzung mit Kommunalverwaltungen, Kommunalpolitik und Landesregierungen. Auch die technischen Fähigkeiten der Neuen Heimat zahlten sich aus. Bestimmte Bauten konnte sie in Serie, zu festen Kosten bei gesicherter Finanzierung und garantierten Terminen liefern. Der erste Großauftrag kam aus Bremen, hier errichtete die NHK das Krankenhaus Links der Weser. Drei Jahre nach Gründung verfügte die NHK bereits über einen Auftragsbestand von 1,5 Mrd. DM, das entsprach fast einem Fünftel aller Aufträge für die Neue Heimat. Die Gründung dieser Tochter erwies sich als „Schuss ins Schwarze“, so Albert Vietor, der 1963 nach dem Tod von Heinrich Plett die Konzernspitze übernommen hatte.

##### Bauen im Wandel städtebaulicher Konzepte

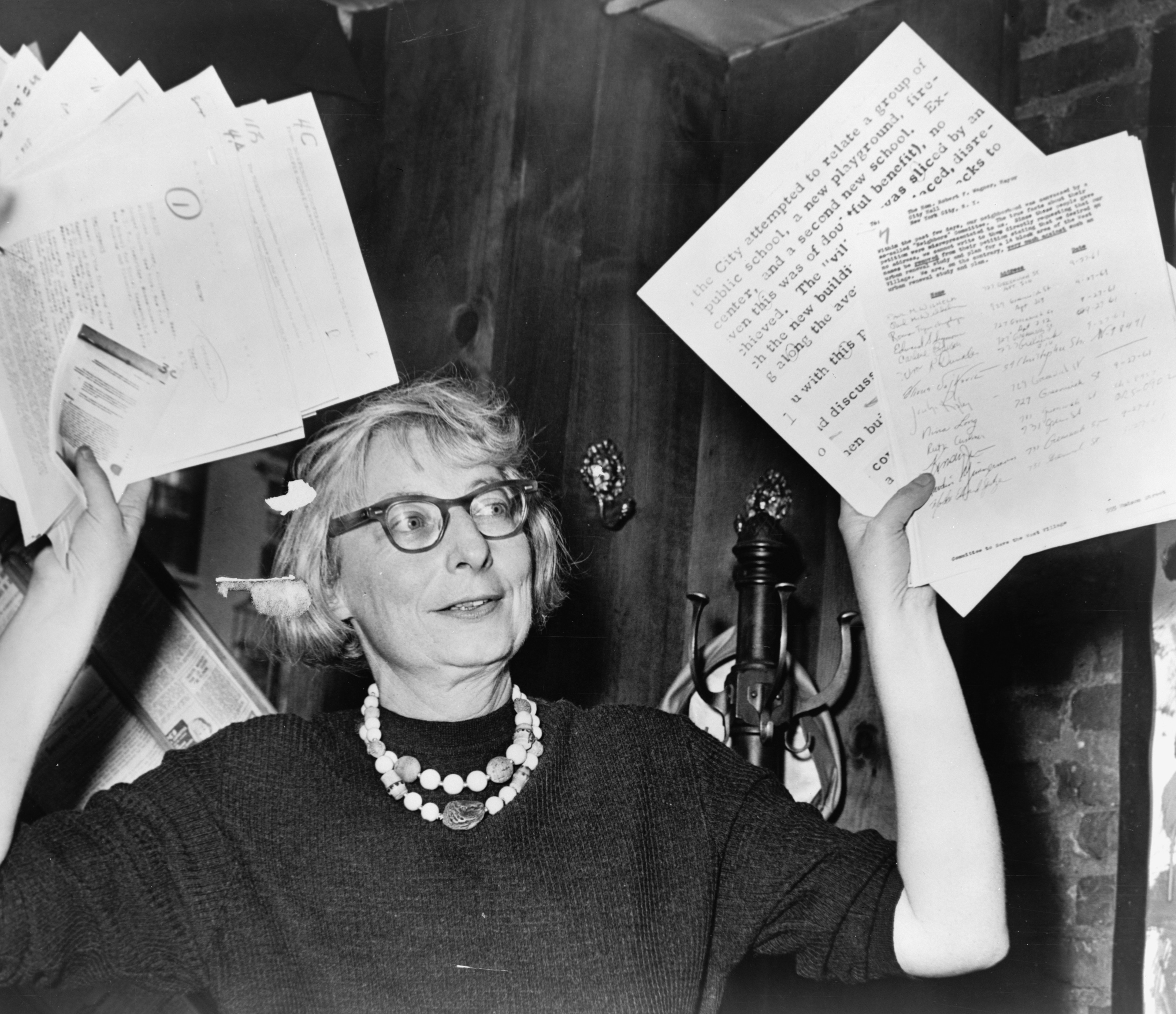
Jane Jacobs (Foto: 1961)

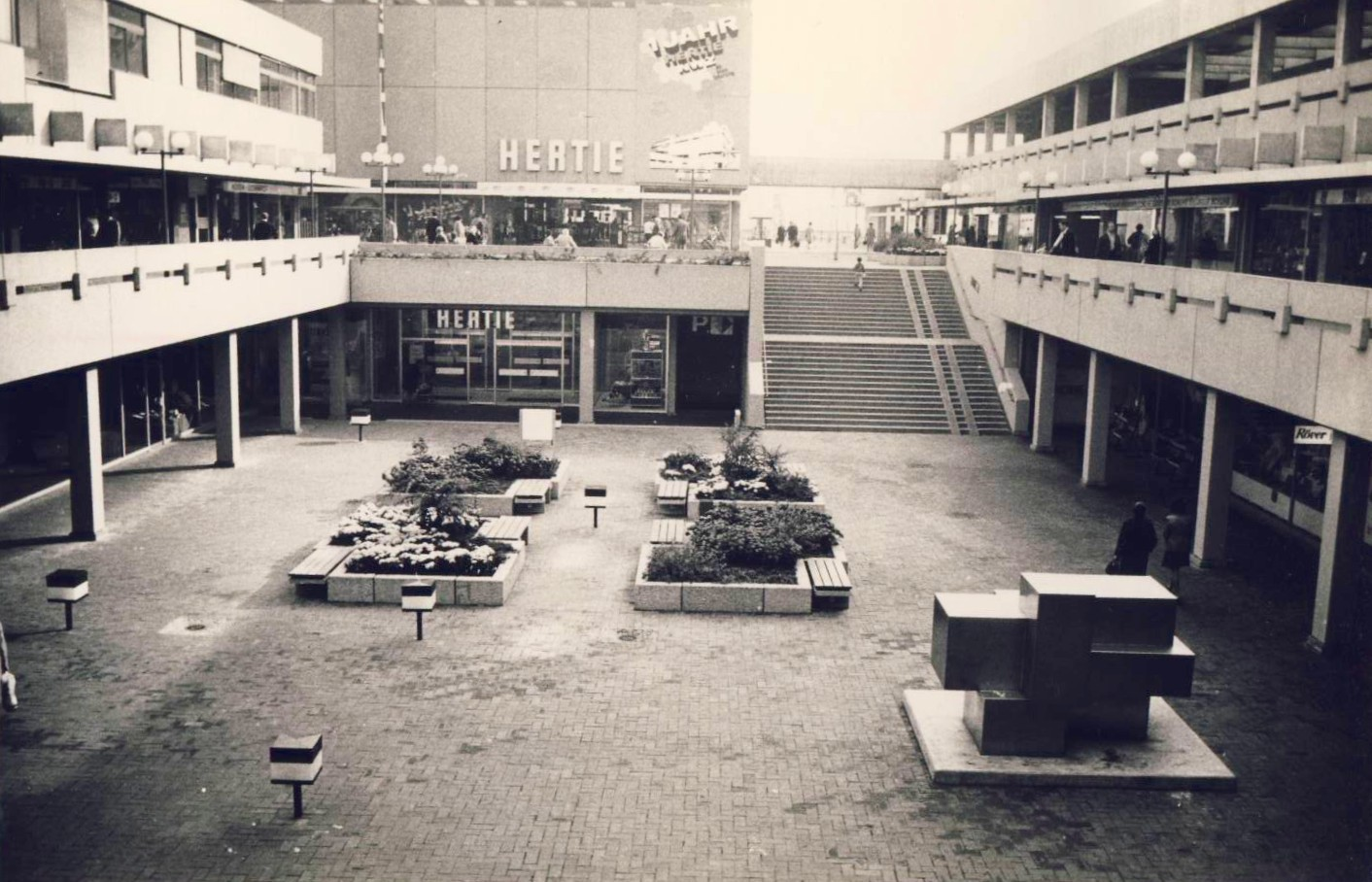
Nordwestzentrum, Einkaufsebene mit einer Plastik von Hans Steinbrenner (Foto: 1969)

Intellektuelle, allen voran Jane Jacobs, Hans Paul Bahrdt, Wolf Jobst Siedler und Alexander Mitscherlich, kritisierten seit Anfang der 1960er Jahre die Ergebnisse des Konzepts der gegliederten und aufgelockerten Stadt. Entstandene Siedlungen waren ihrer Ansicht nach kommunikationsfeindlich und trügen zur Vereinsamung bei. Im Zuge der Debatten entwickelte sich ein neues, im Grunde entgegengesetztes Leitbild: das von der „Urbanität durch Dichte“. Statt „Entballung“ war nun ausdrücklich „Verdichtung“ gewünscht, zugleich eine Wiedervermischung von Funktionen der Stadt. Zumindest teilweise wurde das neue Konzept beim Bau der Nordweststadt in Frankfurt, die für 25.000 Menschen Wohnungen bereitstellen sollte, realisiert. Bei diesem städtebaulichen Großprojekt, konzipiert von Walter Schwagenscheidt und Tassilo Sittmann, war die Neue Heimat beteiligt, ohne sich jedoch um Fragen veränderter Städtebau-Konzepte sonderlich zu kümmern. Das spezifisch Neue war hier die Ausrichtung der Großwohnsiedlung auf ein „integriertes Zentrum“, das wie eine Stadtmitte als Knotenpunkt des Verkehrs, des Einkaufs und der Kultur wirken sollte. Die Neue Heimat setzte das 1968 eröffnete Nordwestzentrum mit ihrer Tochtergesellschaft Gewerbebauträger GmbH um. Auch Mannheim-Vogelstang wurde mit einem solchen Funktionszentrum als Referenzpunkt des neuen Stadtteils geplant und gebaut. Zugleich legte man hier Wert auf ein Grünkonzept. Das war die Verbindung zur Städtebau-Konzeption der 1950er Jahre. Diese von der Neuen Heimat wesentlich mitgestaltete Trabantenstadt stand wie die Frankfurter Nordweststadt und die Neue-Heimat-Großprojekte Kiel-Mettenhof, Monheim bei Düsseldorf und Ratingen-West (ebenfalls bei Düsseldorf) am Übergang vom tradierten Konzept der gegliederten und aufgelockerten Stadt zum Konzept Urbanität durch Dichte.
Auftragslage und Perspektiven stimmten optimistisch und förderten im Vorstand ab Mitte der 1960er Jahre eine selbstsichere Eigenwahrnehmung. Sinnbildlich dafür waren die Planungen für das Alsterzentrum in Hamburg, die 1966 öffentlich wurden. Dieser Großbau, für den weite Teile des als marode dargestellten Innenstadtviertels St. Georg weichen sollten, hätte das Leistungsvermögen des Unternehmens demonstriert und zugleich ein neues Wahrzeichen geschaffen. Statt einer Trabantenstadt wäre eine neue „Stadt in der Stadt“ entstanden, eine „Zitadelle städtischen Lebens“. Das Alsterzentrum, so sah es die Planung vor, war ein C-förmiges Gebilde mit dem Rücken zur Außenalster, das von fünf Hochhaustürmen mit Höhen von 130 bis 200 Metern gekrönt worden wäre. Der höchste Turm sollte 63 Stockwerke beherbergen. Insgesamt sollten Wohnungen für 20.000 Menschen entstehen. Auf 470.000 Quadratmeter Gewerbefläche sollten 15.000 Beschäftigte ihre Arbeitsplätze finden. Die Verkehrs-, Fußgänger- und Geschäftszonen waren im Modell auf mehrere Ebenen verteilt. Für 16.500 Fahrzeuge war eine Tiefgarage mit vier Etagen vorgesehen. Die Planungen, die nicht vom Hamburger Senat angefordert worden waren, sondern eine Eigeninitiative der Neuen Heimat darstellten, scheiterten schlussendlich am Widerstand der Gewerbetreibenden des Stadtteils und an der Bevölkerung, die eine Kahlschlagsanierung ablehnte. 1971 wurden die Pläne aufgegeben.
Die Führung der Neuen Heimat spürte seit Mitte der 1960er Jahre nicht nur wirtschaftlich, sondern auch politisch Rückenwind. Ihr gelang es, den DGB hinter ihre Vorstellungen von der Bedeutung des Städtebaus zu versammeln. Der Gewerkschaftsdachverband verabschiedete auf seinem 8. Bundeskongress 1969 entsprechende Leitsätze, die wesentlich von der Neuen Heimat vorformuliert waren. Der Bundesparteitag der SPD setzte sich ebenfalls für eine Stärkung und Systematisierung des Städtebaus ein, und das bereits ein Jahr früher als der DGB. Die Nähe der Neuen Heimat zur SPD war nicht überraschend, denn wie die Gewerkschaften teilten auch Sozialdemokraten den Glauben an Fortschritt. Über den Fortschrittsglauben hinaus gab es zudem eine materielle Basis für Kontakte: Schon 1960 stellte die SPD in 38 von 50 westdeutschen Großstädten mit mehr als 100.000 Einwohnern den Oberbürgermeister beziehungsweise vergleichbare kommunale Amtsträger. Die von der Neuen Heimat angeregten programmatischen Offensiven wirkten bis in die Bundesregierung hinein. Georg Leber, der Wohnungsbauexperte der SPD, Vorsitzende der IG Bau-Steine-Erden und stellvertretende Aufsichtsratsvorsitzende der Neuen Heimat, wurde 1966 Mitglied im Kabinett Kiesinger (als Minister für Verkehr); Lauritz Lauritzen wurde im selben Jahr Bundesminister für Wohnungswesen und Städtebau, er war mit Projekten der Neuen Heimat aus seiner Zeit als Oberbürgermeister von Kassel und als Minister in der hessischen Landesregierung gut bekannt. Die Neue Heimat trat in Bonn offenbar sehr selbstbewusst auf. Hans-Jochen Vogel gab rückblickend an, bei seinem Antritt als Bundesbauminister (1972) sei es ihm vorgekommen, als behandle das Unternehmen das Ministerium als „nachgeordnete Dienststelle“; Vertreter der Neuen Heimat seien „von Anmaßung und Überheblichkeit nicht gänzlich frei“ gewesen.

##### Weg zum Gleichordnungskonzern
Die Neue Heimat kam durch die Übernahme von Projekten außerhalb des Wohnungsbaus immer stärker in Konflikt mit den Bestimmungen des Wohnungsgemeinnützigkeitsrechts. Einzelne Tätigkeiten waren schlicht illegal, fielen in der Öffentlichkeit aufgrund der Treuhandschaften jedoch nicht auf. Als die Landesregierung Niedersachsen den Konzern 1967 mit der ersten Ausbaustufe von drei Hochschulen (Göttingen, Braunschweig und Hannover) beauftragte, bestand sie bei dem damals größten Bauprojekt überhaupt darauf, dass nicht nur die Neue Heimat Kommunal Vertragspartner wurde – die Neue Heimat bezeichnete diese in der Öffentlichkeit stets als „befreundetes Unternehmen“. Die gemeinnützige Neue Heimat Hamburg hatte den Vertrag ebenfalls zu unterschreiben. Die Hamburger Aufsichtsbehörden genehmigten den Vorgang, machten aber unmissverständlich klar, dass diese Entscheidung die letzte ihrer Art sei. Der Konzern müsse seine internen Strukturprobleme lösen. Nach längerer Abwägung entstand Mitte 1969 die Lösung, die die Neue Heimat als einen „integrierten Städtebaukonzern“ verstanden wissen wollte: Insbesondere durch die Hinweise der Hamburger Oberfinanzdirektion wurde organisatorisch nun ein Gleichordnungskonzern geschaffen. Die Neue Heimat Hamburg führte – wie im Licht der Öffentlichkeit schon immer und ausschließlich – alle gemeinnützigen Tochter- und Enkelgesellschaften. An ihre Seite trat ein nicht-gemeinnütziges Pendant unter dem Dach der dafür im Juni 1969 gegründeten Neue Heimat Städtebau G.m.b.H. (NHS). Ihre Gesellschafter waren DGB-Einzelgewerkschaften. Die NHS war die Obergesellschaft, die anschließend alle bislang verdeckten Gesellschaften dirigierte. Personell verbunden waren die beiden Teile des Gleichordnungskonzerns durch die Identität des Geschäftsführungspersonals sowie der leitenden Angestellten. Nachdem die NHS errichtet worden war, ging es an die innere Ordnung dieses nicht-gemeinnützigen Konzernteils. Für ihn wurden zunächst acht Tochtergesellschaften geschaffen, die im geografischen Arbeitsgebiet exakt den Regionalgesellschaften des gemeinnützigen Konzernteils entsprachen. Auch hier kam es zur Personenidentität von Geschäftsführungen und leitenden Angestellten. Neben dieser regionalen Ordnung wurde eine zweite nach Fachlichkeit organisiert: Bestimmte Tochtergesellschaften waren mit Spezialaufgaben betraut, wie etwa die Neue Heimat Kommunal, eine Gesellschaft für die Grundstücksverwaltung sowie die Bewobau. Später wurden hier auch die konzerneigene Gesellschaft für Datenverarbeitung, die für Fertighäuser und jene für den Krankenhausbau angesiedelt. Zwischen 1969 und 1972 wuchs ein dritter Zweig: Die seit 1962 bestehende Neue Heimat International Wohnungs- und Siedlungsgesellschaft m.b.H. führte unter dem Dach der NHS die Auslandsgesellschaften der Neuen Heimat.

##### Machtkonzentration, Mitbestimmung, betriebliche Sozialleistungen
Die Gründung der Neue Heimat Städtebau erwies sich rasch als ein „Befreiungsschlag“. Das Unternehmen wuchs weiter deutlich. Hatte der Umsatz 1966 noch bei 1,47 Mrd. DM gelegen, so stand am Jahresende 1972 ein Erlös von 4,24 Mrd. DM in den Büchern. Auch die Personalstärke zeigte diesen Trend. 1967 waren 3260 Mitarbeiter bei der Neuen Heimat angestellt, 1973 waren es 5781. Damit erhöhte sich der Personalkostenanteil. Um Kosten im Konzern zu senken, setzte der Vorstand der Neuen Heimat eine weitere Organisationsreform durch. Sie beschnitt Entscheidungsmöglichkeiten der Regionalgesellschaften beträchtlich und stärkte die Konzernspitze. Auch die Aufsichtsräte der Regionalgesellschaften verwandelten sich. Ihr Zweck bestand weniger in der Kontrolle als in der Akquisition, denn in diese Gremien wurden nun verstärkt kommunale Amtsträger berufen. 1971 war der Umbau des gemeinnützigen Konzernteils weitgehend abgeschlossen, 1973 war das im nicht-gemeinnützigen Konzernteil der Fall.

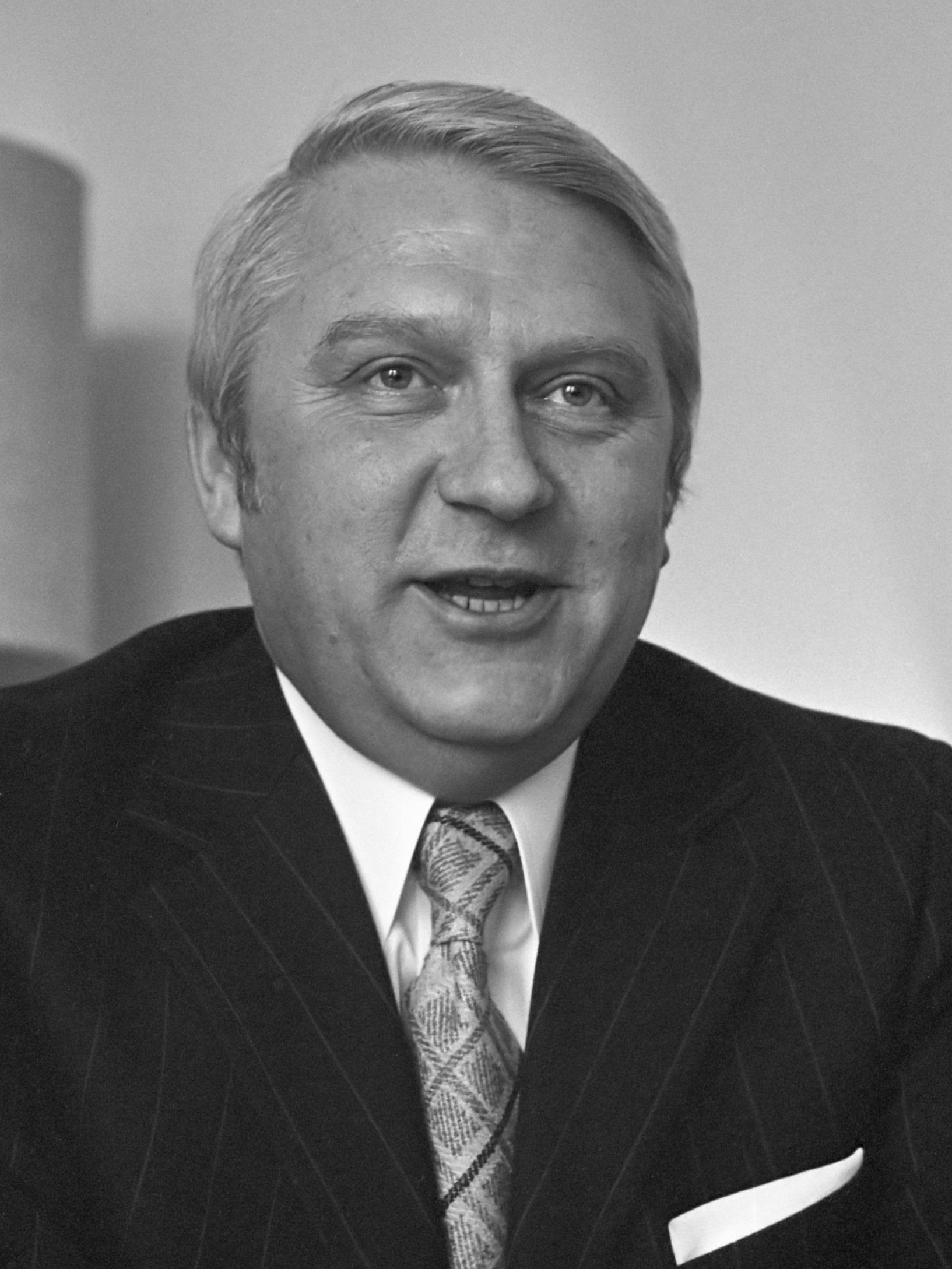
Alfons Lappas (Foto: 1974)
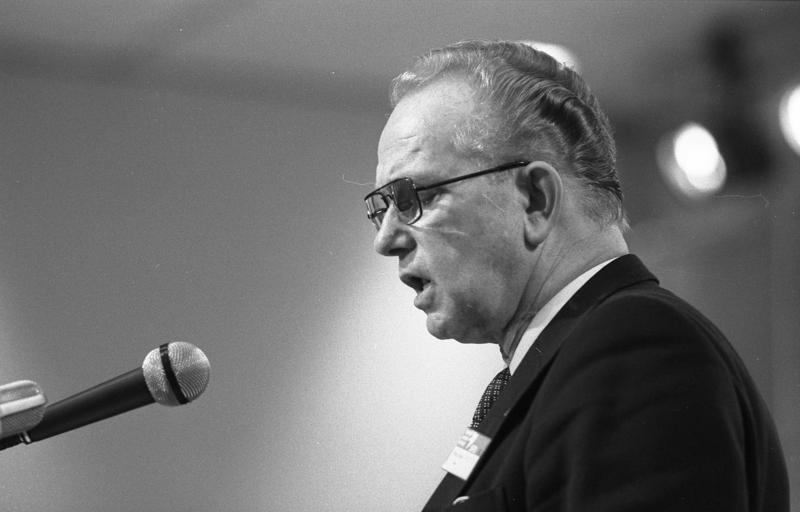
Heinz Oskar Vetter (Foto: 1978)

1969 saßen 33 Personen im Aufsichtsrat der Neuen Heimat. Das war für eine effektive Kontrolle ungeeignet. Vietor entwickelte gemeinsam mit Aufsichtsratschef Heinz Oskar Vetter, der seit Mai 1969 als Vorsitzender des DGB amtierte, das Konzept eines in seiner Kompetenz entschieden gestärkten Arbeitsausschusses des Aufsichtsrats. Hier führten Vetter und Alfons Lappas das Wort. Selbst anfänglich skeptische Aufsichtsratsmitglieder fügten sich in die Gewichtsverschiebung zugunsten des Arbeitsausschusses. Aufsichtsräte, die nicht in diesem Ausschuss vertreten waren, hinterfragten dessen Entscheidungen nicht, auch nicht jene des Vorstands. Der Aufsichtsrat wurde mehr und mehr ein Ja-Sager-Organ.
Die Frage nach der Mitbestimmung im Unternehmen kam auf die Agenda der Neuen Heimat, nachdem die Gewerkschaften seit Ende der 1960er Jahre bundesweit die betriebliche Mitbestimmung, insbesondere in ihrer paritätischen Form, zu einer ihrer Kernforderungen gemacht hatten. Es gab seit 1948 einen Betriebsrat, aber bis 1968 keine drittelparitätische Mitbestimmung. Ende 1969 wurde dann sogar die paritätische Mitbestimmung umgesetzt, denn die Argumente der Gewerkschaftsunternehmen hatten sich vollständig gewandelt. Nun war die Leitlinie, Mitarbeiter in Gewerkschaftsunternehmen sollten es nicht besser haben als andere, obsolet. Die Lage der Belegschaften sollte stattdessen jetzt vorbildlich sein. Diese Kehrtwende war nötig, denn sonst hätten die Gewerkschaften wenig gegen den Vorwurf der Doppelzüngigkeit einwenden können. Die Ausgestaltung der paritätischen Mitbestimmung entsprach dem sogenannten DGB-Modell. Der Arbeitgeberbank mit zehn Personen saß eine Arbeitnehmerbank gegenüber, ebenfalls bestehend aus zehn Personen. Den Vorsitz hatte Vetter als 21. Mann. Sieben der Arbeitnehmervertreter waren Angehörige der Neuen-Heimat-Belegschaft. Drei von ihnen waren externe Vertreter, konkret: hohe Funktionäre der Einzelgewerkschaften. Diese drei saßen auf der Arbeitnehmerbank, obgleich ihre Gewerkschaft jeweils auch Anteilseigner des gemeinnützigen und des nicht-gemeinnützigen Konzernteils war. Etwaiger Skepsis bei originären Belegschaftsvertretern wurde mit dem Argument begegnet, im Aufsichtsrat der Neuen Heimat säßen 21 Gewerkschaftsvertreter.
Die Modernisierung spiegelte sich auch in der innerbetrieblichen Lage der Belegschaft. Sie wurde in jenen Jahren großzügig ausgestaltet. Das galt für das ausgesprochen gute Gehaltsniveau, den Rationalisierungsschutz, für Urlaubsregelungen, Sonderzahlungen, Ruhegeld-Regeln, vermögenswirksame Leistungen und Rabatte beim Kauf von Eigenheimen aus dem Bestand der Neuen Heimat.

##### Stadtsanierungen
Ideen großangelegter Sanierungen von Innenstädten wurden in Westdeutschland bereits seit Anfang der 1960er Jahre diskutiert. Allerdings fehlten damals die nötigen Finanzmittel und die Rahmenbedingungen im Bodenrecht. In der Mitte des Jahrzehnts ergriffen einige Kommunen jedoch ihre Chance, als der Bund Modellvorhaben unterstützte, damit Erfahrungen gesammelt werden konnten. Hameln, Stade und Osnabrück stellten Anträge, erhielten Fördermittel und arbeiteten bei der Sanierung mit der Neuen Heimat zusammen. Auch in Karlsruhe kam die Neue Heimat zum Zuge. Für Hameln erstellte die Neue Heimat mit Hilfe der Gewos ein Sanierungskonzept – es lag 1968 vor – und erhielt 1970 den Zuschlag als Sanierungsträger. In Stade und Osnabrück war der Ablauf ähnlich. Das Sanierungsmodell sah für Hameln vor, auf mehr als ein Drittel der untersuchten Fläche Gebäude abzureißen. Anschließend sollten dort Wohn-, Dienstleistungs- und weitere Funktionsgebäude (wie Parkhäuser) entstehen. Gemeinsam mit der stark veränderten Verkehrsführung wäre vom mittelalterlichen Charakter der Innenstadt nicht mehr viel geblieben. In Stade waren 60 Prozent der benannten Fläche für den Abriss vorgesehen. Dergleichen weitgreifende Konzeptionen waren keine Eigenart der Neuen Heimat, sondern weitgehend Konsens unter den damaligen Experten für Wohnungs- und Städtebau.
In Karlsruhe übernahm der Konzern 1971 die Sanierung des Dörfle, nachdem dieser Prozess zuvor durch Finanzierungsprobleme ins Stocken geraten war. Nach der Verabschiedung des Städtebauförderungsgesetzes im Jahr 1971 füllten sich die Auftragsbücher der Neuen Heimat bis zum Rand.

##### Expansion im Kommunal- und Gewerbebau

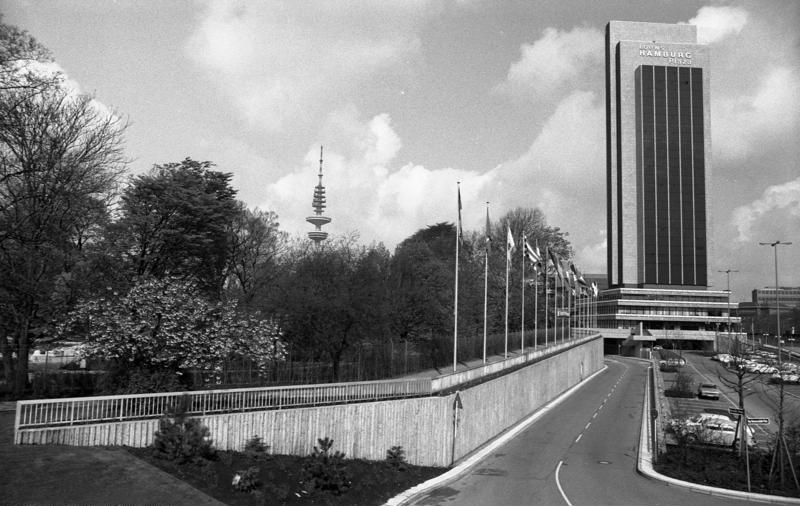
Hotel Loew’s Hamburg Plaza, gebaut von 1969 bis 1972 (Foto: 1973)

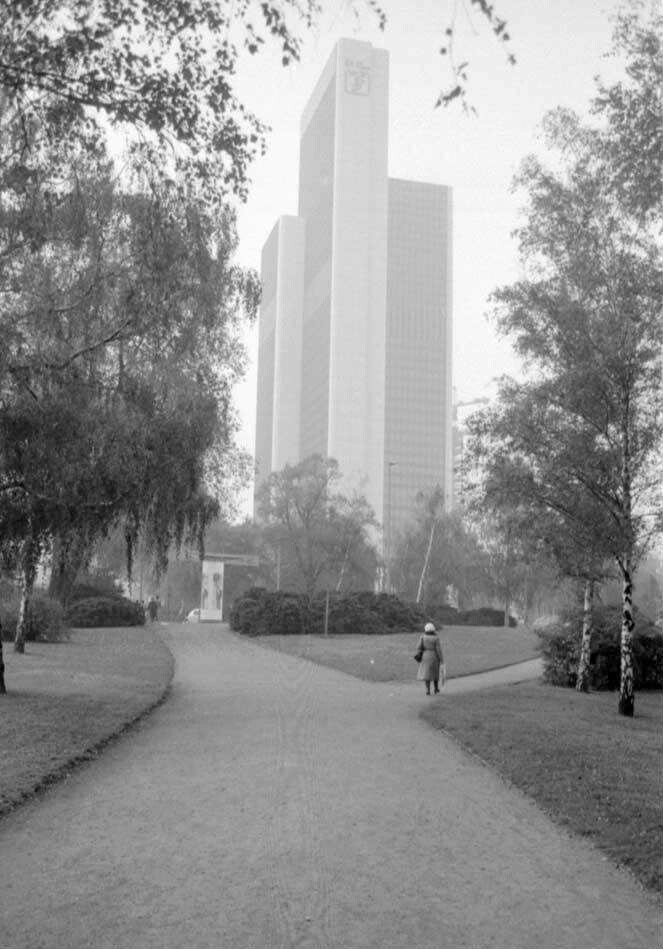
Blick aus der Friedrich-Ebert-Anlage auf das von 1972 bis 1976 errichtete Frankfurt Plaza Hotel und Plaza Büro Center (Foto: Willy Pragher, 1977)

Das in der Zeit der Großen Koalition im Mai 1969 in Kraft gesetzte Finanzreformgesetz verschaffte den Städten und Gemeinden größere Spielräume. Sie nutzten sie vielfach für Schulbauten, die im Zuge der Bildungsexpansion dringend vermehrt werden sollten. Die Neue Heimat hatte auf diesem Gebiet bereits Erfahrungen vorzuweisen. Aus diesem Grund konnte sie eine Reihe von Aufträgen akquirieren, bis 1973 betreute sie mehr als 50 Schulbauvorhaben, darunter einige Großprojekte wie in Laatzen, Wolfsburg-Westhagen, im Märkischen Viertel Berlins oder in Biberach. Im Hochschulbau hatte das Unternehmen deutlich mehr Schwierigkeiten. Sie entstanden, weil die „Festpreisgarantie“, von der die Neue Heimat 1967 beim Vertragsabschluss zur ersten Stufe des Ausbaus der Universität Göttingen und der Technischen Hochschulen in Hannover und Braunschweig öffentlich gesprochen hatte, sich nicht halten ließ. Die Kosten lagen einerseits aufgrund der Inflation über den Planungen, andererseits war damals die Gestaltung der Inneneinrichtung noch offen gelassen worden. Die gestiegenen Kosten wurden der Neuen Heimat zur Last gelegt, was ihre Akquisitionschancen im Hochschulbau empfindlich minderte. Um den Krankenhausbau war es hingegen deutlich besser bestellt. Hier kam es zu einer „Flut von Aufträgen“. Unter ihnen stach der Bau des Großklinikums in Aachen hervor, damals das größte Bauvorhaben seiner Art in Deutschland mit einem Volumen von 630 Mio. DM. Hier zeigte sich der Bedarf nach einer spezialisierten Facheinheit. Die Neue Heimat arbeitete darum mit der Mediplan – Planungsgesellschaft für Krankenhauseinrichtungen mbH zusammen; 1972 erwarb sie diese Siemens-Tochter und gliederte sie als Mediplan – Krankenhausplanungsgesellschaft mbH in den eigenen Konzernverbund ein. Mediplan setzte anschließend eine Reihe von Bauvorhaben im Krankenhauswesen um. Auch der Gewerbebau der Neuen Heimat nahm mit Beginn der 1970er Jahre deutlich an Fahrt auf. Die Neue Heimat hatte Mitte der 1960er Jahre mit dem Hamburger Elbe-Einkaufszentrum reüssiert, nun folgten unter anderem das Olympia-Einkaufszentrum in München und am selben Ort auch das Olympia-Pressezentrum, das Leine-Einkaufszentrum in Laatzen, das Collini-Center in Mannheim sowie eine Kombination aus Hotel- und Dienstleistungsgebäude in Frankfurt (Plaza Hotel und Plaza Büro Center, heute Westend Gate), ferner das Hotel Loew’s Hamburg Plaza und das benachbarte Congress Center. Insgesamt vervielfachte sich der Umsatz der Neue Heimat Städtebau von 340 Mio. DM im Jahr 1969 auf 1,2 Mrd. DM im Jahr 1972.

##### Wohnungsbau und Wohnungswirtschaft gegen Ende des Booms
Das Kerngeschäft Wohnungsbau geriet in Schwierigkeiten, weil die Baupreise stiegen, insbesondere durch die enorme Verteuerung bebaubarer Grundstücke. Mangelnde Erfolge der Bauwirtschaft bei Rationalisierungsmaßnahmen, die starke Auslastung der Bauwirtschaft, die steigenden Kreditzinsen und der schrittweise Rückzug der öffentlichen Hand bei der Wohnungsbaufinanzierung kamen hinzu. Da die steigenden Kosten auf die Mieten umzulegen waren, stiegen diese teilweise auf ein Niveau, das die Marktgängigkeit der Mietwohnungen gefährdete. Um hier nicht in unkalkulierbare Risiken hineinzulaufen, mussten die Wohnungsbauunternehmen – auch die Neue Heimat – die Neubautätigkeit im Wohnungsbau drosseln. Gleichzeitig forderte das Unternehmen eine Belebung des Wohnungsbaus und fand bei der SPD Gehör. Die Bundesregierung legte ein langfristiges Wohnungsbauprogramm auf, das mit dem Wohnungsbauänderungsgesetz von Ende 1971 in Kraft trat. Davon sollten aus Sicht des Gesetzgebers nicht allein sozial schwache Bevölkerungsgruppen profitieren, sondern auch Haushalte mit höheren Einkommen. Durch diese Maßnahmen wurde ein „massiver Boom im Wohnungsneubau“ ausgelöst. 1973 stellte die deutsche Bauwirtschaft 714.000 Wohnungen fertig – ein Wert, der anschließend nie wieder erreicht worden ist. Das Problem der hohen Mieten ließ sich jedoch kaum beheben, denn durch den Boom zogen auch die Baupreise noch einmal an. Im Markt entstanden erhebliche Verzerrungen. Allgemein galt: Je früher eine Mietwohnung gebaut worden war, desto günstiger war ihre Miete; Mieten für neue Wohnungen lagen hingegen um ein Vielfaches höher. Als Lichtblick betrachtete die Neue Heimat die Subjektförderung auf dem Wohnungsmarkt, also Mietbeihilfen, die seit 1965 Wohngeld genannt wurden und hohe Mieten abfedern sollten. Ende 1970 verdoppelte das Zweite Wohngeldgesetz die Zahl der Berechtigten.
Die Bedeutung der Bestandsbewirtschaftung – Vermietung von Wohnungen, Garagen, Läden und die Betreuung von bislang nicht veräußerten Eigentumswohnungen – nahm seit der zweiten Hälfte der 1960er Jahre zu, schon allein, weil die Zahl der zu vermietenden Einheiten im Bestand wuchs. Die Mieteinnahmen nutzte das Unternehmen, um die Neubautätigkeiten zu finanzieren. Eigenkapital war dabei gefragter denn je, denn es wuchs die Notwendigkeit, den Wohnungsbau über den Kapitalmarkt zu finanzieren. Außerdem nutzte die Neue Heimat Mietüberschüsse, um im älteren Wohnungsbestand Modernisierungen durchzuführen. Hier baute sich allerdings eine Bedarfswelle auf, denn für Anfang der 1970er Jahre erwartete das Unternehmen fast für den gesamten Hausbestand mit Errichtungsdatum vor 1958 sprunghaft steigende Mängel. Bei den ergriffenen Maßnahmen handelte es sich meist um den Einbau von doppelt verglasten Fenstern, von Zentralheizungen, von Duschen oder um Erneuerungen von Stromleitungen oder Fußböden. Die Wettbewerbsfähigkeit älterer Mietwohnungen verbesserte sich damit nicht automatisch, denn die Umlage der Modernisierungskosten auf die Miete verdoppelte diese nicht selten. Die steigenden Kosten der Modernisierungen reduzierten zudem den Einsatz von Mieteinnahmen für Neubauten. Die Neue Heimat hätte ihre Anteilseigner um eine Erhöhung des Stammkapitals bitten können. Das aber war aufgrund der begrenzten gewerkschaftlichen Mittel wenig aussichtsreich. Die Auslastung des Apparats der Neuen Heimat, die nur durch umfangreiche Neubau-Aktivitäten gewährleistet war, schien in dieser Lage gefährdet zu sein. Die Neue Heimat experimentierte darum mit dem sogenannten Wohnbesitzbrief, einem Finanzierungsinstrument, das dem Hausbesitzbrief ähnelte, sich allerdings nur an Mieter der Fondswohnungen richtete. Die Öffentlichkeit reagierte mit Kritik, denn das Ganze glich den früheren Mieterdarlehen und hatte für Mieter noch weitere Nachteile, vor allem die sehr stark eingeschränkte Liquidität dieses Papiers. Selbst in Teilen der Gewerkschaften war das Konzept der Wohnbesitzbriefe umstritten. In der Praxis erwies es sich als Misserfolg. Zwischen 1974 und 1976 errichtete die Neue Heimat bundesweit nur 300 Wohnungen, deren Miete an den Wohnbesitzbrief gebunden war. Auch die 1976 erlassenen gesetzlichen Regelungen zu diesem Instrument verhinderten nicht, dass der Wohnbesitzbrief floppte. 1985 wurde diese Zwitterlösung zwischen Miet- und Eigentumswohnung wieder abgeschafft.

#### Verdeckter Niedergang (1973–1982)

##### Probleme im Wohnungsbau

###### Wendepunkt 1973

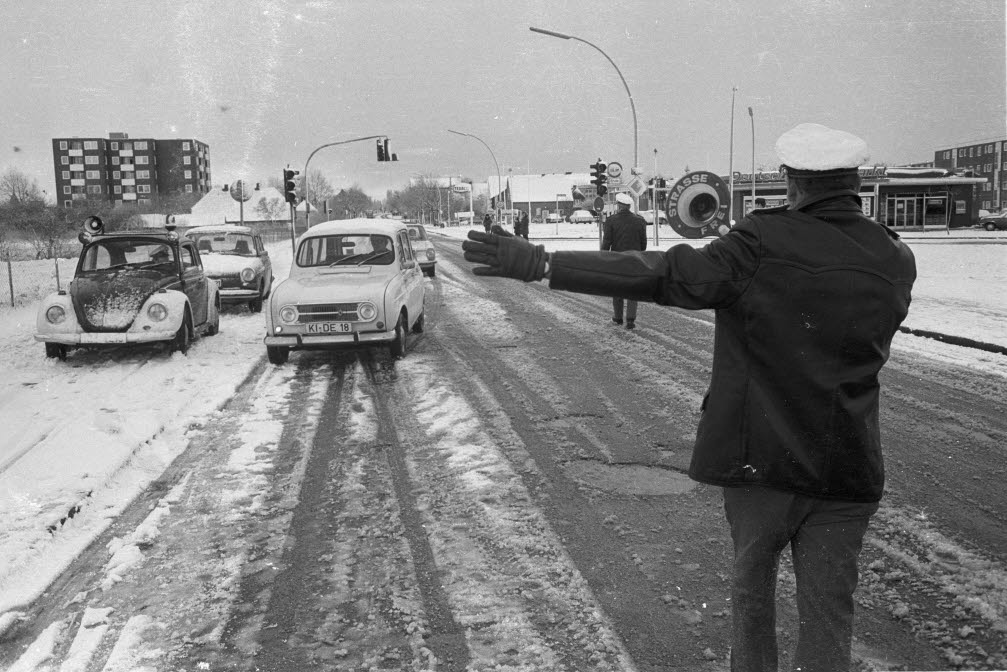
Verkehrskontrolle im Zuge des bundesweiten Sonntagsfahrverbots (Foto: Friedrich Magnussen, November 1973)

1973 wird nicht als das Rekordjahr für neu erstellte Wohnungen erinnert. Dieses Jahr gilt vielmehr als Beginn einer weltwirtschaftlichen Wachstumsschwäche, die wesentlich durch den Zusammenbruch des Bretton-Woods-Systems und die erste Ölkrise ausgelöst wurde. Das hatte nicht nur ökonomische Folgen, sondern popularisierte wachstumskritische Überlegungen, beispielsweise solche des Club of Rome zu den „Grenzen des Wachstums“. Derartige Überlegungen standen im klaren Widerspruch zur Handlungslogik der Neuen Heimat, in deren Wohnungen 1973 mehr als 1,5 Millionen Menschen lebten. Spürbarer als Herausforderungen auf der strategisch-theoretischen Ebene waren Entwicklungen in der Geschäftstätigkeit, denn 1973 war auch das Jahr, in dem eine Krise der Bauwirtschaft einsetzte, wie sie die Bundesrepublik bis dahin noch nicht gekannt hatte. Die Baurekorde waren Ausdruck eines außergewöhnlichen Booms gewesen, der Züge einer Überhitzung trug, die auch in anderen Branchen drohte. Aufgrund der damit verbundenen Inflationstendenzen erhöhte die Bundesbank die Zinsen für Lombard und Diskont. Die Bundesregierung führte 1973 außerdem eine Investitionssteuer von 11 Prozent ein, die allerdings nur ein halbes Jahr wirksam war. Daraus resultierte ein starker Einbruch beim frei finanzierten Mietwohnungsbau, beim Eigentumswohnungsbau und beim Eigenheimbau. Auch der steuerlich geförderte Wohnungsbau schrumpfte. Die Folge war eine „riesige Pleitewelle“ in der Bauwirtschaft. Die Krise am Bau war jedoch nicht allein konjunkturbedingt. Sie hatte vor allem strukturelle Ursachen: Erstmals seit 1914 gab es wieder einen ausgeglichenen Wohnungsmarkt; der Zahl der Wohnungen stand eine gleich große Zahl an Haushalten gegenüber. Mehr noch: Historisch außergewöhnlich war der Wohnungsleerstand. Experten der Neuen Heimat schätzten ihn auf 1,5 Prozent des Wohnungsbestandes. Die Wohnraumnachfrage blieb in der zweiten Hälfte der 1970er Jahre stark rückläufig. Die Politik reagierte mit Blick auf die knapper werdenden finanziellen Ressourcen des Staates, indem sie Wohnungsbau-Förderprogramme zusammenstrich. Nur die Förderung des Eigenheimbaus wurde in der zweiten Hälfte der 1970er Jahre ausgebaut. Zugleich appellierte die Politik an die Neue Heimat, nicht prozyklisch auf die Baukrise zu reagieren, sondern soweit wie möglich auf den Erhalt der Beschäftigung am Bau hinzuwirken.
Die steigenden Zinsen belasteten das Geschäftsmodell der Neuen Heimat doppelt. Mit 2,6 Mrd. DM Schulden war sie 1973 einer der größten privaten Schuldner in Deutschland. Zum einen verteuerten gestiegene Zinsen neu gebaute Wohnungen, deren Kostenmieten merklich über dem Marktniveau lagen und nur schwer Mieter fanden. Aus diesem Grund musste das Unternehmen die Produktion zurückfahren. Innerhalb von fünf Jahren sank die Zahl der von der Neuen Heimat gebauten Wohnungen um mehr als 40 Prozent. Zum anderen stiegen mit den Zinsen die Grundstückskosten. Der im Unternehmen für Bauzwecke bevorratete Grundstücksbestand – er lag 1974 bei 31.300 ha – war so gut wie vollständig kreditfinanziert. Weil deutlich weniger gebaut wurde, verlängerte sich die Umschlagszeit, in der diese Grundstücke zu finanzieren, aber nicht zu verwerten waren. Zum gehorteten Land zählte auch solches, das noch nicht als Bauland ausgewiesen war. Die abnehmende Baukonjunktur führte dazu, dass einige dieser Flächen wider Erwarten Ackerland blieben. Zum bekanntesten Beispiel wurden Grundstücke bei Keferloh nahe München.

###### Strategiediskussion
Bereits 1972 trafen sich führende Gewerkschaftsfunktionäre und Vorstände der Neuen Heimat zu einer Klausurtagung in Garmisch-Partenkirchen. Das NH-Vorstandsmitglied Ludwig Geigenberger hielt einen Vortrag, der die aus seiner Sicht schwierige Finanzlage skizzierte, in die der Konzern bei Erreichen des Gleichgewichts auf dem Wohnungsmarkt geraten werde. Der Konzern sei dann bedrohlich unterfinanziert, er benötige nach seinen Berechnungen eine Eigenkapitalbasis von rund 1 Mrd. DM, 120 Mio. DM fehlten bis zu dieser Größenordnung. Dieses Delta sei entweder durch Personalabbau und Abbau sozialer Leistungen für die Belegschaft oder durch Kapitalspritzen der Gewerkschaften auszugleichen. Die Gewerkschaften zogen nicht mit. Sie hatten erst vor kurzem die Parole ausgegeben, dass die Gewerkschaftsunternehmen als leuchtende Beispiele für eine vorbildliche Unternehmenskultur zu dienen hätten. Eine Stärkung des Eigenkapitals durch sie kam nicht infrage, weil ihnen die Verzinsung ihres Einsatzes (nach Steuern 3 Prozent) zu gering erschien. Geigenberger stieß mit seinen Hinweisen und Forderungen nicht nur bei den Eigentümern auf wenig Gegenliebe. Auch Vietor lehnte die Ausführungen Geigenbergers ab. Das Bild sei von diesem deutlich zu düster gezeichnet. Der Ausweg biete sich in weiterer Expansion, insbesondere im Städtebau. Geigenberger entschloss sich noch in Garmisch zum Rücktritt vom Vorstandsposten. Weder der Aufsichtsrat noch die Öffentlichkeit wurden über die Hintergründe informiert, also über den Dissens in der Einschätzung der Finanzlage und den Konsequenzen daraus. Nachfolger Geigenbergers wurde Lothar Späth, damals Geschäftsführer der Neuen Heimat Baden-Württemberg. Späth schied im April 1974 jedoch wieder aus, weil er sich auf seine politischen Aufgaben und Ambitionen konzentrieren wollte.

###### Ablehnung von Flächensanierungen und Großsiedlungen

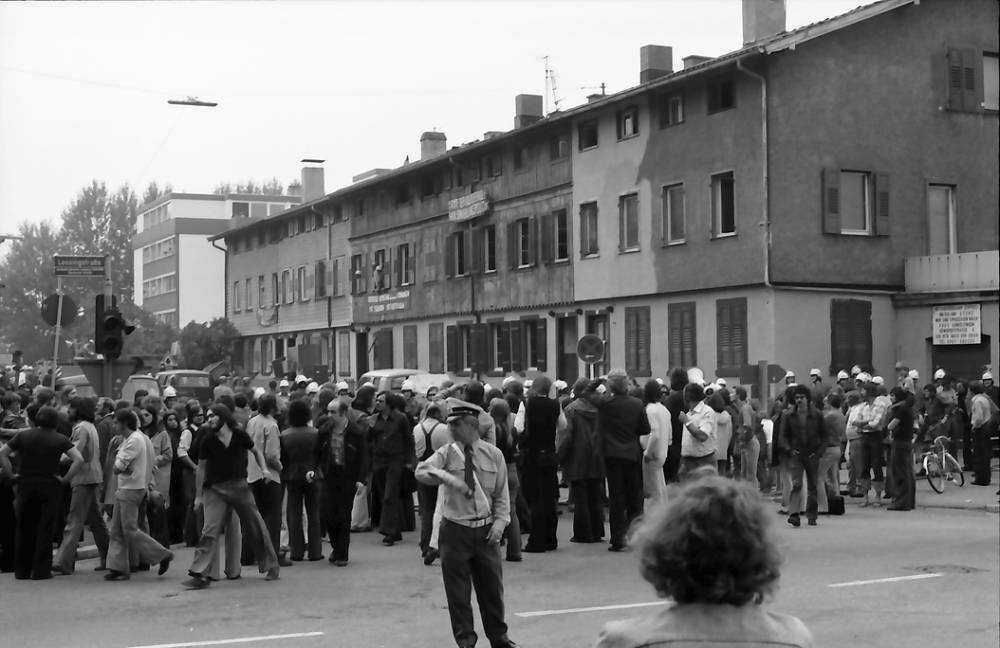
Freiburg-Wiehre: Demonstration gegen den Abriss von alten Häusern in der Freiau-Siedlung (Foto: Willy Pragher, 1974)

Die 1973 einsetzende volkswirtschaftliche Wachstumsschwäche führte auch zur Infragestellung zweier zentraler Handlungsfelder der Neuen Heimat: der Flächensanierung und der Errichtung von Großsiedlungen. So prangerten Intellektuelle und Journalisten die Sanierung Hamelns als Zerstörung einer von Weltkriegsbomben weitgehend verschonten Stadt an. Dabei spielte das allgemein wachsende Interesse an der Erhaltung historischer Bausubstanz eine Rolle, was 1975 im Europäischen Jahr des Denkmalschutzes zum Ausdruck kam. Das Sanierungskonzept für Hameln wurde daraufhin stark abgewandelt. Ähnlich verhielt es sich in Osnabrück, Stade und Marburg. Der Neuen Heimat gelang der Umstieg in bestandsschonende Modernisierungen auch deshalb, weil der Gesetzgeber 1976 entsprechende Rahmenbedingungen geschaffen hatte. Nach 1975 baute das Unternehmen keine Großsiedlungen mehr.

###### Gehversuche im Eigenheimbau

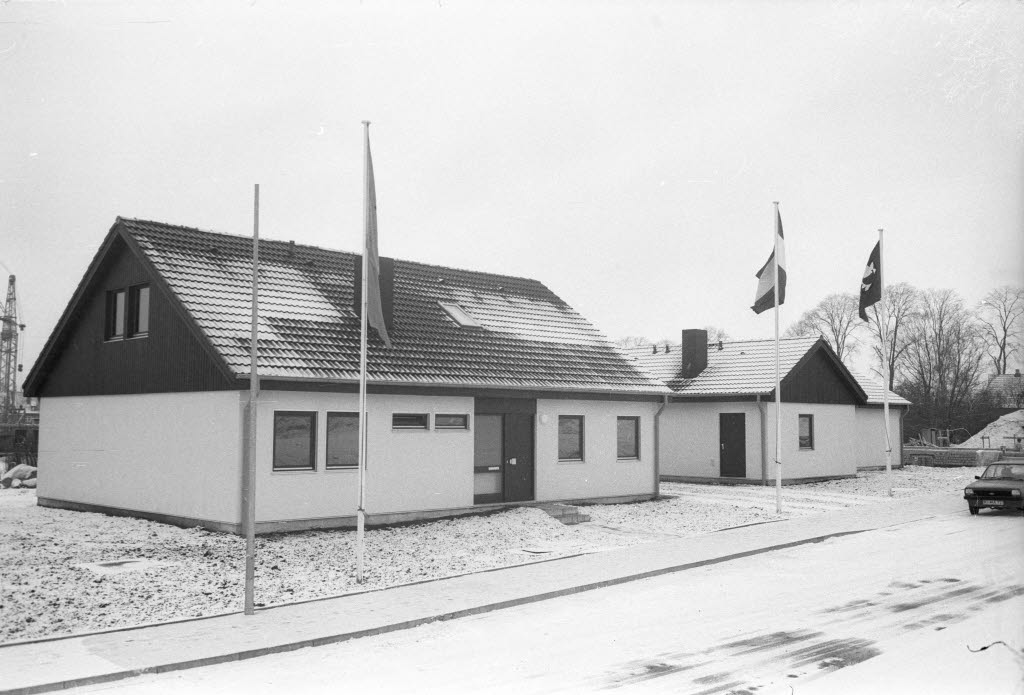
Musterhäuser der Neuen Heimat in Kiel-Suchsdorf (Foto: Friedrich Magnussen, 1977)

Mit Blick auf die Strukturveränderungen in der Immobilienwirtschaft bemühte sich die Neue Heimat, ihren Eigenheimbau zu steigern, hier boten sich im rückläufigen Wohnungsbaumarkt noch Chancen. Es fiel nicht leicht, die Gewerkschaften als Eigentümer bei diesem Schwenk mitzunehmen, denn diese hatten 1975 auf die Baukrise mit der Forderung nach weiteren großen Förderprogrammen für den Mietwohnungsbau geantwortet. Die Neue Heimat präferierte zudem die Subjektförderung auf dem Wohnungsmarkt, Verzerrungen sollten durch den Weg in die Wohnwertmiete aufgelöst werden. Sie setzte also auf sozial abgefederte Marktmechanismen, der DGB weiter auf politische Lenkungskonzepte. Vietor musste einige Mühe aufwenden, um den DGB davon zu überzeugen, dass die Forderung nach großen staatlichen Finanzierungsprogrammen für den Mietwohnungsbau kaum Erfolgsaussichten hatte. 1978 war hier jedoch ein tragbarer Kompromiss gefunden.
Im Markt für neue Eigentumswohnungen musste die Neue Heimat sich vom Vorratsbau aus Anbietermarkt-Zeiten verabschieden, da Käufer kaum noch nach Häusern griffen, die nicht vollständig ihren Wünschen entsprachen. Im Käufermarkt bestanden sie auf Übereinstimmung von Wunsch und Wirklichkeit. Notwendig war der Bestellbau, der allerdings mit hohen Anforderungen an Flexibilität, Dezentralität, Vertriebskompetenz und Kundenorientierung verbunden war – für die Neue Heimat noch weitgehend Neuland. Das Unternehmen bewegte sich im Markt des Eigenheimbaus deshalb nur langsam vorwärts und blieb stets hinter den eigenen Erwartungen zurück.

###### Leerstände, Mieter, Miethöhen und Nebenkosten
Das nach 1973 auftretende Phänomen der Leerstände betraf auch Mietwohnungen der Neuen Heimat. Sie waren kostspielig. Allein 1975 resultierten daraus Mindereinnahmen von 23 Mio. DM. Leerstände traten beispielsweise in Großsiedlungen gehäuft auf, wenn Folgeeinrichtungen fehlten. Zeitdruck bei der Erstellung hatte mancherorts überdies zu Baumängeln geführt, die sich auf die Vermietbarkeit neuer Wohnungen negativ auswirkten. Die Sozialstruktur der Mieterschaft änderte sich in den 1970er Jahren immer rascher; Siedlungen konnten zu sozialen Problemfällen und Brennpunkten werden, wenn in ihnen vermehrt sozial schwache Gruppen Wohnungen fanden, also beispielsweise kinderreiche Familien, Alleinerziehende, Menschen mit Behinderungen, Sanierungsbetroffene, Aussiedler, Asylbewerber, Migranten oder Obdachlose. Für einige ihrer Großsiedlungen fürchtete die Neue Heimat eine regelrechte Ghettoisierung und Imageschäden. Die mit der veränderten Mieterstruktur einhergehenden Konflikte versuchte das Unternehmen durch Etablierung von Mieterbeiräten einzuhegen – von 1971 bis 1980 entstanden rund 50 solcher Gremien. Außerdem stellte sie einige Sozialarbeiter an, die bei Schwierigkeiten helfen sollten. Welche Entwicklung einzelne Großsiedlungen nahmen, war keineswegs vorherbestimmt. Während beispielsweise Osterholz-Tenever in Bremen oder Ratingen-West bei Düsseldorf zu Brennpunkten wurden, verliefen die Entwicklungen in Mannheim-Vogelstang oder München-Perlach weniger problematisch. Wichtig war überdies, dass die Bewohner der Großsiedlungen ein signifikant besseres Bild von ihrem Wohnumfeld hatten als Ortsfremde und Medienvertreter.
Ein weiteres Problem beschäftigte die Neue Heimat: Sie und ihre Mieter mussten mit auslaufenden, objektbezogenen Mietsubventionen zurechtkommen. Diese waren von vornherein befristet. Nach Fristende folgten häufig Preissprünge, die zur Abwanderung der ursprünglichen Mieter führten. In gleicher Weise wirkten auch steigende Nebenkosten. Hier machten sich die in den 1970er Jahren anziehenden Preise für Heizöl, Strom und Wasser bemerkbar. In manchen Jahren führten die veränderten Einstandspreise dazu, dass Mieten bis zu fünfmal angepasst wurden. Die schriftlichen Erläuterungen zu diesen Erhöhungen wurden von vielen Mietern nicht verstanden. Immer wieder gaben überdies Abrechnungen für Fernwärme und Gemeinschaftsantennen Anlass zur Klage. Das Unternehmen konnte Nachfragen nicht wirklich klären und war vor Ort auch nie ansprechbar; es fehlten mieternahe Strukturen. Manchmal behalfen sich die Neue-Heimat-Mieter durch Mieterselbsthilfe-Initiativen, die nichts gemein hatten mit den offiziellen Mieterbeiräten.
1982 stellte sich heraus, dass die Gebühren für die Antennennutzung durch die Antennen-, Verwaltungs- und Betreuungsgesellschaft m. b. H. (AVB), nachweislich überhöht gewesen waren; für die Fernwärme-Abrechnungen der tele-therm-Gesellschaften traf das teilweise zu. Berichte des Spiegel enthüllten in jenem Jahr aber vor allem, dass sich Vorstände der Neuen Heimat in diesem Fernwärme- und Antennengeschäft persönlich bereichert hatten, denn der Spiegel enttarnte sie als verdeckte Eigentümer der AVB und der tele-therm-Gesellschaften.

###### Interne Maßnahmen zur Krisenbewältigung
Das Unternehmen reagierte mit internen Maßnahmen auf das sich verschlechternde ökonomische Umfeld: Es verzichtete auf den geplanten Neubau der Unternehmenszentrale, verschob die nächste Stufe der Erhöhung betrieblicher Sozialleistungen und verhängte einen Einstellungsstopp. Um einen Ausgleich zwischen leistungsstarken und defizitären Unternehmen im gemeinnützigen Konzernteil zu schaffen, wurden seit Mitte der 1970er Jahre „Ergebnisabführungsverträge“ geschlossen. Diese waren nach Ansicht einiger Aufsichtsstellen der Bundesländer jedoch rechtlich fragwürdig. Das alles reichte nicht, um den finanziellen Druck auszugleichen. Dieser erhöhte sich in der zweiten Hälfte der 1970er Jahre immer mehr, denn der gemeinnützige Teil des Gleichordnungskonzerns schrieb Jahr für Jahr Verluste, deren Ursachen vor allem in den großen Grundstücksvorräten und in nicht verkauften Eigentumswohnungen lagen. Die Verluste summierten sich bis 1980 auf mehr als eine halbe Milliarde DM. Um dennoch ausgeglichene Bilanzen präsentieren zu können, griff man zum Mittel der Aufdeckung stiller Reserven.
Der Konzern schritt hier einerseits zum Verkauf alter Wohnungen, um Instandsetzungsrisiken zu minimieren, ferner zum Verkauf ganz neuer Einheiten, die sich aufgrund des Kostenmiete-Prinzips am Markt schwer taten. Für diese Verkaufsabsicht gab es politischen Rückenwind, denn die Bundesregierung hatte per Gesetz die Möglichkeiten verbessert, durch Kauf von bislang gemieteten Wohnungen zu eigenem Eigentum zu kommen. Die Öffentlichkeit goutierte dieses Vorhaben, denn eine eigene Wohnung zu besitzen schien zu bedeuten, steigenden Mieten ausweichen zu können. Innerhalb der Gewerkschaften waren die Verkaufsabsichten jedoch stark umstritten. Insbesondere die Landesverbände forderten vom DGB, solche Projekte zu stoppen, denn man fürchtete erheblichen Druck auf die Mieterschaft. Vetter hielt allerdings dagegen. Der DGB-Vorsitzende betonte die wirtschaftliche Notwendigkeit, in der Krise Anlagevermögen zu verkaufen. Schließlich wurde innergewerkschaftlich ein Kompromiss gefunden, der die Verkäufe an strenge Auflagen band, die die Mieter schützen sollten und die Verkaufseinnahmen für den Bau von neuen Wohnungen vorsahen. Der Verkaufspolitik war aber kein großer Erfolg beschieden, dazu wurden deutlich zu wenig Wohnungen an Mieter veräußert.
Andererseits griff der Konzern zu Grundstücksquerverkäufen. Das waren keine Nullsummenspiele, bei denen der Erlös der das Grundstück abgebenden Gesellschaft A in gleicher Höhe Kosten der erwerbenden Gesellschaft B gegenübergestanden hätten. Die Geschäfte waren stattdessen immer als reziproke Doppelgeschäfte organisiert: Gesellschaft B verkaufte Gesellschaft A ein Grundstück zum gleichen Preis, so dass jede der beiden Gesellschaften zugleich als Verkäufer und als Käufer auftrat. Der Clou lag in der Möglichkeit, die neu erworbenen Grundstücke nun zum neuen Anschaffungspreis in die Bilanz einzustellen. Diese waren erheblich höher als die Preise, zu denen das Grundstück von Neue-Heimat-Regionalgesellschaften einst erworben worden waren. Es kam also zu – teils erheblichen – Buchgewinnen. Die Bilanzkosmetik war umfangreich: Zwischen 1974 und 1980 wurden eine halbe Milliarde DM stiller Reserven „aufgedeckt“. Das auf diese Weise erhöhte Eigenkapital konnte zur dringend nötigen Abdeckung der Verluste im gemeinnützigen Konzernteil herangezogen werden.

###### Zweite Ölkrise, Liquiditätsprobleme und Entlassungspläne
Im Jahr 1979 spitzte sich die Lage für die Neue Heimat noch einmal zu. Die zweite Ölkrise, ausgelöst durch die Iranische Revolution, trieb Deutschland in eine Rezession, begleitet von erneut steigenden Zinsen. Weil mittlerweile 70 Prozent aller vom Unternehmen fertiggestellten Wohnungsbauten Eigentumswohnungen und -heime waren, traf sie die volkswirtschaftliche Krise hart, denn in konjunkturell schwierigen Zeiten sank die Nachfrage nach Eigenheimen stärker als die nach Mietwohnungen. Vietor versuchte dennoch, neue Möglichkeiten des Bauens aufzutun. Er nutzte dabei die Debatte um die sogenannte Neue Wohnungsnot, also die Schwierigkeiten von am Wohnungsmarkt benachteiligten Gruppen. Diese setzte sich vor allem aus kinderreichen Familien, Geringverdienern, Alleinerziehenden, Menschen mit Migrationshintergrund (zeitgenössisch „Ausländer“ genannt) und Einpersonenhaushalten zusammen. Im Februar 1981 ventilierte er in der Bild die Idee, die Bundesregierung möge einen Sozialpfandbrief auflegen, der mit 4 bis 5 Prozent verzinst und von Ertragssteuern befreit sein sollte. Statt leere öffentliche Kassen zu beanspruchen, wollte er so Privatanleger für den Sozialwohnungsbau interessieren und rechnete vor, auf diese Weise ließen sich viele Hunderttausende Wohnungen errichten. Die begeisterte Boulevardzeitung regte daraufhin an, Vietor solle im Kabinett Schmidt Bauminister werden. Die Regierung lehnte diese Sozialpfandbrief-Pläne ab, sie führte dafür nicht vertretbare Steuerausfälle an. Nun wurden ganz andere Überlegungen immer wichtiger: Erstmals erwog das Unternehmen Personalentlassungen. Die Unternehmensberater von McKinsey wurden eingeschaltet, sie empfahlen im März 1981, rund ein Viertel des Personals freizusetzen. Darüber hinaus müsse das Marketing gestärkt werden, zudem seien organisatorische Umbauten unabdingbar, um regional flexibler agieren zu können. Diese Pläne kamen zu einem späten Zeitpunkt, denn das Unternehmen lief auf eine Liquiditätskrise zu. Weil durch die Aufdeckung stiller Reserven keine liquiden Mittel hereinkamen, stieg im Darlehensbereich der Anteil der kurzfristigen und damit kostspieligen Zwischenfinanzierungen. Der Anteil der Zwischenkredite wuchs von 14 Prozent im Jahr 1976 auf 35 Prozent im Jahr 1980. Die Verschuldung des Konzerns stieg auf über 4,2 Mrd. DM. Das Unternehmen stand Ende 1981 vor Massenentlassungen.

##### Schwierigkeiten im Städtebau

###### Strukturveränderungen im Städtebau
Nach Einsetzen der Ölkrise ergaben sich im Städtebau zunächst Möglichkeiten, negative Auswirkungen auf Beschäftigung und Ertrag der Neuen Heimat abfedern zu können. Unter anderem schienen zwei 1974 von der Bundesregierung aufgelegte Konjunktursonderprogramme dienlich zu sein, denn sie sollten insbesondere den Hochbau unterstützen. Tatsächlich stiegen die Umsätze im Städtebau-Teilkonzern von 1974 bis 1975 um gut acht Prozent. Gleichzeitig übertrafen die Umsätze in diesem Konzernbereich erstmals jene im Wohnungsbau. Die Krise der öffentlichen Haushalte, die in der zweiten Hälfte der 1970er Jahre, ausgelöst durch Steuerausfälle, prägend wurden, trugen aber auch hier dazu bei, den Aufwärtstrend zu stoppen und ihn umzudrehen. Gleichzeitig veränderte sich die Ausgabenstruktur der Kommunen: Die Kosten für Personal und für Soziales stiegen erheblich rascher als jene für Sachinvestitionen. Für die Neue Heimat verschlechterte sich auch die Perspektive im Wirtschaftsbau, also bei Bauten für Unternehmen, denn der Anteil der abhängig Beschäftigten am Volkseinkommen nahm zu, die Gewinnquote fiel. Das führte zu verringerten Spielräumen für unternehmerische Investitionen. Einige Segmente waren überdies besonders belastet: Der Markt für Hotelbauten galt in der zweiten Hälfte der 1970er Jahre als gesättigt. Die demoskopischen Entwicklungen führten dazu, dass ab Mitte der 1970er Jahre deutlich weniger in Schul- und Hochschulbauten investiert wurde. Bezogen auf die generelle Infrastruktur wurde der Gedanke der Bestandspflege gegenüber dem des Wachstums politisch immer bedeutender. Bestandspflege hieß vor allem: Effizienzsteigerung des laufenden Betriebs. Auf diesem Gebiet war die Neue Heimat nicht mit exklusiver Expertise ausgestattet, hier waren Unternehmensberatungen gefragt. Insgesamt galt: Der Verteilungsspielraum für Neubauten im Städtebau wurde kleiner, der Wettbewerb härter.

###### Organisatorische und finanzielle Schwierigkeiten
In einem schrumpfenden Markt erwiesen sich die vielen Spezialgesellschaften im gewerblichen Konzernteil, also im Bereich der Neuen Heimat Städtebau, als Einheiten mit großen Kostenblöcken. Zugleich konkurrierten einige von ihnen um dieselben Aufträge, weil die Aufgaben der Spezialgesellschaften nicht immer trennscharf abgegrenzt waren. Die Spezialgesellschaften standen überdies noch mit den Regionalgesellschaften des Städtebau-Konzernteils im Wettbewerb und unterlagen dabei häufig. Auch zum gemeinnützigen Teil der Neuen Heimat konnten interne Konkurrenzsituationen entstehen. Die im nicht-gemeinnützigen Konzernteil angesiedelte Bewobau etwa hatte seit jeher Eigenheime für den gehobenen Bedarf errichtet. In diesen Markt drängten nun auch die Regionalgesellschaften des gemeinnützigen Konzernteils.
Auch bei der Neuen Heimat Städtebau machte sich die relativ geringe Eigenkapitalgröße limitierend bemerkbar, insbesondere bei der Beschaffung von Krediten. Von 1974 bis 1977 bat Vietor die Gewerkschaften dreimal um Kapitalaufstockungen. 1977 stand ein Betrag von 60 Mio. DM in Rede. Das überstieg die Möglichkeiten der Arbeitnehmerorganisationen deutlich, sodass die Ende 1974 gegründete BGAG einsprang. Vietor konnte das nicht gefallen, denn nun saß Walter Hesselbach, von 1961 bis 1977 Vorstandsvorsitzender der BfG und seit 1977 Vorstandsvorsitzender der BGAG, im Aufsichtsrat der Neuen Heimat Städtebau. Vietor musste notgedrungen an den „Prinzipal des Gemeinwirtschaftsimperiums“ (Werner Abelshauser) berichten, obgleich er jahrelang mit Hesselbach um die Position des Primus der Gemeinwirtschaft gewetteifert hatte.
Die Ursachen für die Probleme stammten vom Markt und sie hatten sich durch das Einspringen der BGAG nicht verändert. Im Gegenteil, sie nahmen weiter zu. Aus diesem Grund begann die Neue Heimat Städtebau damit, einige ihrer Spezialgesellschaften aufzulösen und deren Personal auf ihre Regionalgesellschaften zu verteilen. Die Regionalgesellschaften ihrerseits kämpften ebenfalls. Sie waren an Großaufträge gewöhnt und stellten sich nicht rasch genug auf nun vorherrschende kleinere Auftragsvolumina und Projekte ein – klassische Architekturbüros waren hier im Vorteil. Sie schleppten auch keine so großen Fixkostenblöcke mit sich, die bei Regionalgesellschaften der Neuen Heimat Städtebau durch das Gehaltsniveau und die betrieblichen Sozialleistungen entstanden waren.

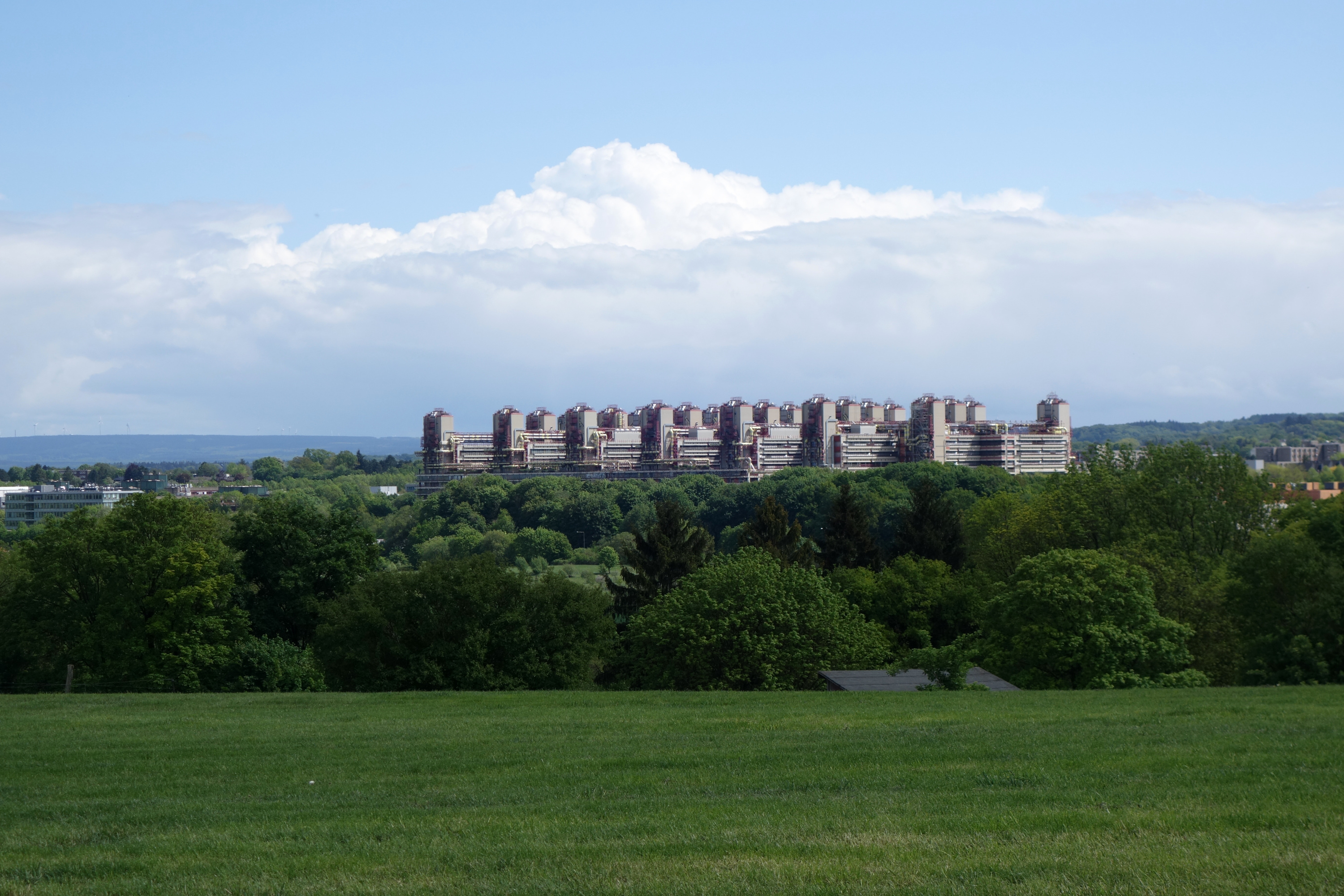
Die Erdarbeiten für das abgebildete Großklinikum Aachen begannen 1971, die offizielle Einweihung erfolgte 1985 (Foto: 2020)

Ein weiterer Faktor kam bei Regionalgesellschaften der Neuen Heimat Städtebau hinzu: Sie waren mit Großprojekten groß geworden, und diese bargen ein erhebliches Komplexitäts- und damit ein Kostenrisiko. Das zeigte sich insbesondere beim Bau des Großklinikums Aachen. Hier kam die nordrhein-westfälische Regionalgesellschaft der Neuen Heimat Städtebau an ihre Grenzen. Statt der ursprünglich veranschlagten 630 Mio. DM Baukosten war 1978 bereits mit 890 Mio. DM zu rechnen. Auslöser dafür war die Vielzahl der Änderungswünsche, die der Auftraggeber vorbrachte.
Erstmals untersuchte die Neue Heimat Städtebau zum Jahreswechsel 1978/1979 die Rentabilität ihrer bislang durchgeführten Projekte. Dabei stellte sich heraus, dass von den 375 Vorhaben, die sie seit 1969 realisiert hatte, nur 88 gewinnbringend gewesen waren. 64 dieser 88 brachten einen Gewinn von über 50.000 DM mit sich, die anderen 24 blieben drunter. Das Inlandsergebnis der Jahre von 1969 bis 1978 summierte sich auf einen Verlust von 53 Mio. DM. Die Rentabilitätsprobleme waren verdeckt geblieben, weil Finanzzahlen bislang pro Jahr erhoben worden waren, nicht aber pro Projekt. Defizitäre Projekte konnten in Boomjahren durch die Betreuungspauschalen neuer, anderer Projekte subventioniert werden. Das war in einem schrumpfenden Markt nicht mehr möglich.
Der Gesamtkonzern griff Ende der 1970er Jahre zu Mitteln, die gegen die gesetzlichen Regeln der Wohnungsgemeinnützigkeit verstießen: Als Stützungsmaßnahme verschob er Vermögenswerte des gemeinnützigen Bereichs in den nicht-gemeinnützigen Bereich. Da auch Gesellschaften der Neuen Heimat Städtebau auf gehorteten Grundstücken saßen, die sie wegen fehlender Bauaufträge nicht verwerten konnten, verkauften sie diese an gemeinnützige Gesellschaften der Neuen Heimat. Sie taten das zu deutlich über dem Marktwert liegenden Preisen. Bis 1982 flossen der Neuen Heimat Städtebau so und in ähnlicher Weise Vermögen im Wert von rund 100 Mio. DM zu.

### Internationales Bauen (1962–1984)

#### Grundzüge und -probleme der Entwicklung

##### Anfänge, Gelegenheiten und Herausforderungen
Das Auslandsgeschäft der Neuen Heimat, seit November 1962 in der Neuen Heimat International Wohnungs- und Siedlungsgesellschaft mbH (NHI) organisiert, zog in den 1960er Jahren an. Zuvor war allerdings ein Projekt auf Ceylon trotz weit gediehener Planungen gescheitert. Für den Aufschwung entsprechender Kooperationen standen beispielhaft die Entwicklungen in Frankreich und – auf niedrigerem Niveau – auch in Italien. In Israel zeigten sich von 1965 bis 1970 beim Wohnungsbau für Einwanderer ebenfalls Erfolge.

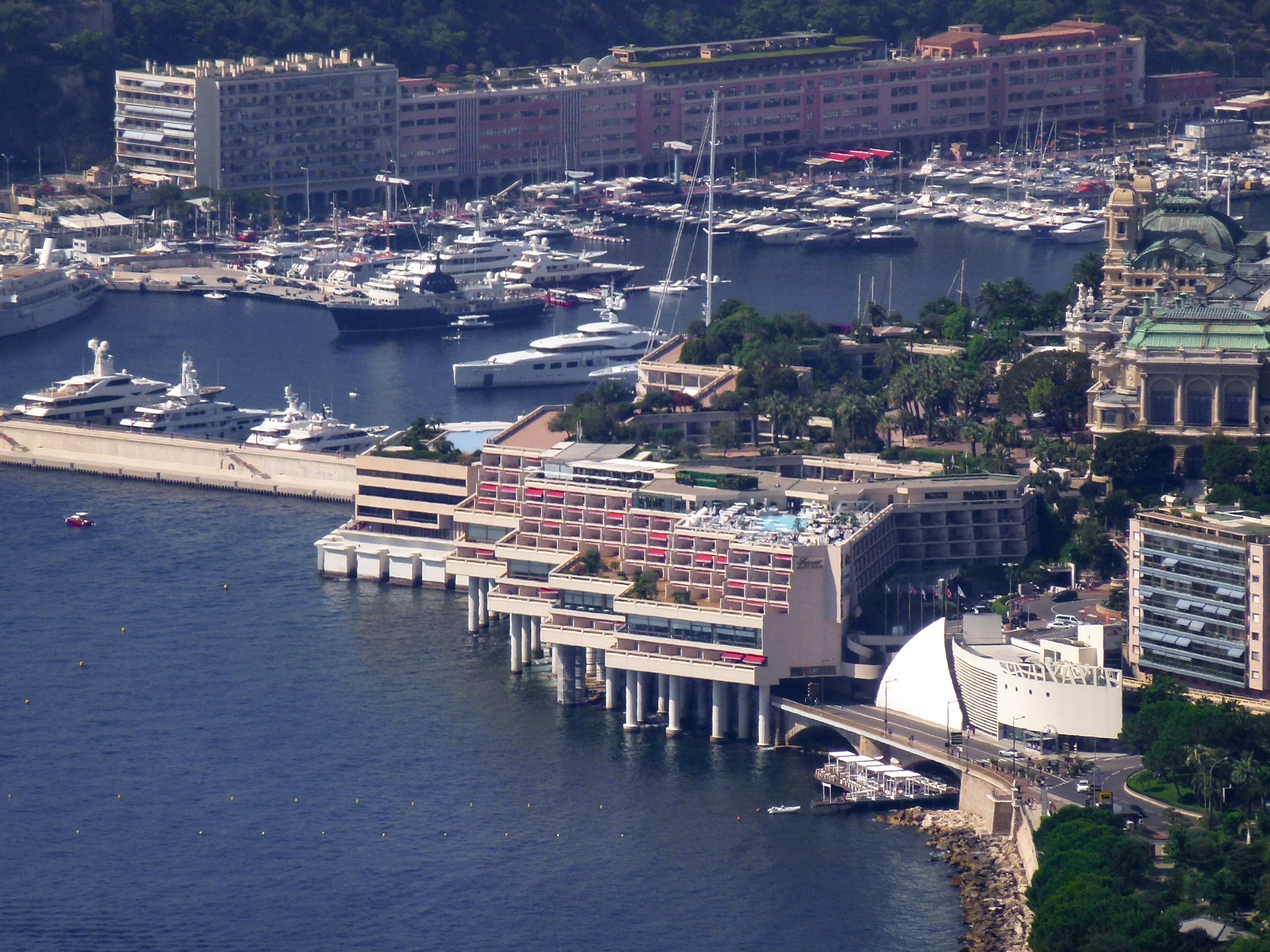
Von der Neuen Heimat International in Monaco teils auf Stelzen direkt am Meer errichtetes Hotel: Das heutige Fairmont Monte Carlo (Foto: 2013)

Die Neue Heimat International weitete die Aktivitäten noch einmal aus, nachdem auch im Ausland der Weg in den Gewerbebau eingeschlagen worden war. Das Fürstentum Monaco betraute die Neue Heimat International und ihren französischen Partner mit dem Bau eines modernen Kongresszentrums. Wie in Hamburg schloss sich dabei der Bau eines großen Hotels für die Loew-Gruppe an. Auch im außereuropäischen Ausland fasste die Neue Heimat International Tritt. So beteiligte sie sich in Venezuela an Großprojekten. Anfang der 1970er Jahre kamen zudem kleinere Immobilienprojekte in den Vereinigten Staaten und Kanada hinzu. Die internationalen Aktivitäten folgten keinem Masterplan, sondern waren das Ergebnis sich bietender Gelegenheiten. Die Gewerkschaften als Eigentümer erhoben gegen die Auslandstätigkeit und gegen die Gewerbebauten keinen Einspruch. Sie traten auch deshalb nicht als Bremser oder kritische Fragesteller auf, weil Heinz Oskar Vetter das Geschäft förderte, nachdem er im Ausland entsprechende Zusagen gegeben hatte. So bat der DGB-Vorsitzende die Neue Heimat beispielsweise nach seiner Rückkehr von einer Mexikoreise nachdrücklich, sich in diesem Land zu engagieren. Dort wurden entsprechende Vorhaben auf den Weg gebracht, obgleich dem Konzernvorstand nicht wohl zumute war. Er hatte die Erfahrung gemacht, dass Partner vor Ort nicht immer zuverlässig waren. Auch drohten Währungsrisiken. Um solche Unwägbarkeiten zu vermeiden, gründete die Neue Heimat International 1972 eine spezielle Beratungsgesellschaft für das Auslandsgeschäft, die Neue Heimat Inter-Consult GmbH. Bis 1979, in diesem Jahr wurde sie wieder aufgelöst, wollte die Neue Heimat International mit ihr lieber Consulting anbieten, statt Direktinvestitionsrisiken einzugehen. Gelegenheiten machten aber einen Strich durch diese Rechnung, zum Beispiel in Brasilien. Deutsche Unternehmen wie VW, Daimler-Benz, Hoechst und Bayer hatten die Neue Heimat dort in den 1970er Jahren um Unterstützung gebeten, es ging um Gewerbebauten und um Wohnungen für Arbeiter. Vietor wollte sich hier keine Blöße geben und setzte Direktinvestitionen in Brasilien trotz kritischer Stimmen im Aufsichtsrat durch.

##### Risiken, Hoffnungen, Probleme und interne Kritik
Die Risiken des Auslandsgeschäfts waren beträchtlich. Erste Warnzeichen zeigten sich in Italien bereits zu Beginn der 1970er Jahre. Seit Ende des vorherigen Jahrzehnts galt das Land politisch als instabil. Wirtschaftliche Belastungen kamen hinzu, vor allem durch das sehr hohe Zinsniveau im Land, das jede Grundstücks- und Baufinanzierung zum Wagnis machte. Die Gefahren wurden durch einen Mangel an Rechtssicherheit vermehrt: Politische Wechsel in den Kommunen führten nicht selten zur Zurücknahme bereits erteilter Baugenehmigungen, was jede Planungssicherheit durchkreuzte. Mitte der 1970er Jahre fasste die Neue Heimat International den Beschluss, sich aus dem Land zurückzuziehen. In Österreich litt das Unternehmen, an dem die Neue Heimat International beim Kommunal- und Wirtschaftsbau beteiligt war, in der ersten Hälfte der 1970er Jahre an einem Immobilienbestand, der sich in der konjunkturellen Abschwungphase nur schwer verwerten ließ. Probleme mit lokalen Partnern und eine insgesamt laxe Betriebsführung kamen hinzu. Pläne einer expansiven Geschäftstätigkeit scheiterten.
In anderen Ländern sah die Lage zunächst besser aus. Der Vorstand kassierte daher 1974 seine vorsichtige Linie, lieber Beratungen anzubieten statt eigene Projekte umzusetzen. Das Auslandsgeschäft blieb jedoch nicht ohne Kritik. Diese äußerten Medienvertreter und wurde von den Belegschaftsvertretern im Aufsichtsrat aufgegriffen, wenn es um Bauten ging, die jeden Bezug zu Arbeitnehmern und ihren Organisationen vermissen ließen. Der Vorstand sprach in solchen Fällen aber von Ausnahmen und bügelte dergleichen Wortmeldungen ab. Weit weniger leicht zu ignorieren waren Hinweise auf die riskante Finanzierung von Auslandsgeschäften. Für diese bürgte in der Regel die Neue Heimat International fast vollständig, die lokalen Partner hingegen kaum. Auch im Auslandsgeschäft wurden Verluste nicht systematisch offengelegt, sondern häufiger vertuscht, indem Rechnungen fingiert oder Gebühren vorzeitig aktiviert wurden.
Vietor setzte trotz der Schwierigkeiten erneut auf Expansion. Insbesondere im internationalen Wohnungsbau vermutete er große Möglichkeiten. Portugal, Sudan, Irak und Mexiko böten entsprechende Chancen, meinte er. Der DGB unterstützte ihn, denn er hoffte ebenfalls, dass im Ausland in der Krise Entlastungspotenziale erschlossen werden könnten. Außerdem trieb den Gewerkschaftsdachverband der Stolz auf die internationale Präsenz seines Wohnungs- und Städtebaukonzerns an. Die Risiken der Weltwirtschaft, die sich in zunehmender Volatilität der Konjunktur und einer generellen Wachstumsschwäche ausdrückten, wurden kaum zur Kenntnis genommen, ebenso wie handfestere Probleme, wie etwa der Wegfall fester Wechselkurse – und damit fester Kalkulationsbedingungen – seit 1973.
Welche Schwierigkeiten auftreten konnten, zeigte sich zuerst in Mexiko deutlich. Die dortige Beteiligungsgesellschaft der Neuen Heimat International, die Austroplan de Mexico S.A., hatte 1976 für den Wohnungsbau Grundstücke mit einer Gesamtfläche von 4 Mio. m² erworben. Diese Flächen waren in US-Dollar finanziert. Einnahmen erzielte die mexikanische Gesellschaft allerdings in Pesos. Die deutliche Abwertung um 60 Prozent, die die mexikanische Regierung Anfang September 1976 vornahm, traf die hochverschuldete Austroplan voll. Sie behalf sich im Rahmen des Erlaubten und Üblichen mit der Hebung stiller Reserven. Mit der Peso-Abwertung geriet der mexikanische Immobilienmarkt allerdings unter Druck, der Absatz der gebauten Objekte begann zu stocken. Hatte die Austroplan von 1973 bis 1975 noch mit Gewinn gearbeitet, so musste die Muttergesellschaft, die Neue Heimat International, 1978 Verluste durch einen Nachschuss von Eigenkapital – insgesamt 6 Mio. DM – ausgleichen. Die Neue Heimat International versuchte im Anschluss die Finanzierung im internationalen Geschäft besser abzusichern. Auf Expansion wollte sie jedoch auch weiterhin nicht verzichten. Statt auf Beteiligungsgesellschaften setzte sie nun vermehrt auf das Projektgeschäft.
Den Arbeitnehmervertretern im Aufsichtsrat missfiel das Auslandsgeschäft mehr und mehr, auch weil sich so gut wie keine Beschäftigungseffekte einstellten: Konkrete Planungen und Ausführungen übernahmen einheimische Kräfte vor Ort. Die Kritik am internationalen Geschäft ging bereits 1977 soweit, dass Belegschaftsvertreter im Aufsichtsrat vorschlugen, die Aufgabe des Auslandsgeschäfts zu prüfen, denn die Probleme der Baukonjunktur des Inlandes ließen sich offensichtlich nicht durch Expansion ins Ausland lösen. Diese Position blieb allerdings in der Minderheit. Der Vorstand und die Aufsichtsratsmehrheit hofften weiter auf ertragreiche Geschäfte jenseits der Landesgrenzen, die Defizite des Inlandsgeschäfts ausgleichen sollten. Man hielt etwa das Beispiel Venezuela hoch. Die dortige Beteiligungsgesellschaft erwirtschaftete bis 1979 Gewinne.

##### Unzuverlässige Partner, Klumpenrisiken, Wissenslücken und drohender Konkurs
Grundsätzlich waren viele internationale Geschäfte durch wiederkehrende Schwachstellen gekennzeichnet: Die lokalen Partner, von denen man abhängig war, waren häufig schlecht gewählt und unzuverlässig. Das konnte so weit gehen, dass diese, wie in Kanada, in kriminelle Machenschaften und Mord verwickelt waren oder wie in Mexiko verdächtigt wurden, Millionenbeträge unterschlagen zu haben. Aufgrund ihrer geringen Größe waren lokale Partner zudem häufig nur in Teilmärkten unterwegs, was Diversifizierungsmöglichkeiten einschränkte. Das traf auf Kanada, Großbritannien, die USA und die Schweiz zu. Auch in Venezuela war es mit den schwarzen Zahlen vorbei, als die Baupreise Ende der 1970er Jahre die Möglichkeiten der Zielgruppe – Gutverdiener in der Hauptstadt Caracas – aufgrund stark steigender Baulandpreise überstiegen. Außerdem waren die Beteiligungsgesellschaften im Ausland häufig deutlich unterkapitalisiert und hoch in Fremdwährungen verschuldet. Der Optimismus der frühen 1970er Jahre hatte überdies zu umfangreichen Baulandbeständen geführt. Wie in Deutschland erzeugte diese Erwartungshaltung in der zweiten Hälfte des Jahrzehnts enorme Zinslasten.
Als in Frankreich der Bausektor 1976/1977 in eine schwere Krise geriet, spitzte sich auch dort die Lage für die Beteiligungsgesellschaft Manera S.A. zu. Unter anderem ließen sich für bereits fertiggestellte Eigentumswohnungen keine Abnehmer mehr finden. Dem Vorstand der Neuen Heimat International blieben die französischen Finanzprobleme verborgen, denn der deutsche Prokurist hielt ihn systematisch im Unklaren. Ende 1978 waren Verluste von 150 Mio. FF aufgelaufen. Die Höhe war im Vergleich zum Grundkapital so groß, dass der gesetzliche Zwang zur Kapitalerhöhung wirksam wurde. Der französische Partner der Neuen Heimat International, die Triad-Gruppe von Adnan Kashoggi, zog trotz der Vertragsbestimmungen nicht mit, sodass die Neue Heimat International diese Erhöhung um 200 Mio. FF fast vollständig allein stemmen musste. Nachdem die Vorgänge dem Aufsichtsrat bekannt wurden, forderten die Belegschaftsvertreter dort erneut die Beendigung des Auslandsgeschäfts. Vietor behauptete jedoch, man habe die Probleme im Griff. Kaum verklausuliert stellte er im November 1978 eine Art Vertrauensfrage: Wer an seinem Wort zweifle, müsse seine Entlassung fordern. Befürworter und Gegner des Auslandsgeschäfts operierten damals ohne klare Zahlen. Bis zu diesem Zeitpunkt lag keine Gesamtbilanz der Auslandstätigkeit der Neuen Heimat vor, kaufmännisch war sie bis Ende 1979, bis zur Vorlage einer ersten konsolidierten Bilanz für diesen Bereich, eine Black Box.
Ende 1979 gab es erstmals eine genaue Bilanz des Auslandsgeschäfts der Neuen Heimat. Unter anderem quantifizierte sie die Problematik der großen Grundstücksbestände in Mexiko, Venezuela, Brasilien und Frankreich, und brachte auf diese Weise Licht ins Dunkel. Die mit der Bilanz verbundenen Ausblicke offenbarten zudem, dass die bislang gehegten Geschäftserwartungen deutlich zu optimistisch waren. Statt kräftiger Überschüsse waren bestenfalls kleine zu erwarten. Mehr noch: Nur Mexiko und Venezuela versprachen nach Datenlage für Anfang der 1980er Jahre positive Deckungsbeiträge, in allen anderen Ländern musste mit roten Zahlen gerechnet werden. Es wurde deutlich: Die Neue Heimat International war für die Neue Heimat Städtebau keine Entlastung, sondern ein Hochrisikofaktor. Der Vorstand teilte mit, dass die Neue Heimat Städtebau für 1979 und für die Folgejahre keine Dividende würde zahlen können. „Im Aufsichtsrat knallte es daraufhin gewaltig.“ Nicht nur die Arbeitnehmerbank fühlte sich von Vietors Versprechungen hinters Licht geführt, auch einige Gewerkschaftsvorsitzende sahen das nun ähnlich. In dieser Situation bezeichnete Vietors Widerpart Walter Hesselbach die internationale Geschäftstätigkeit als „Abwicklungsgeschäft“. Vietor selbst widersprach dem Beschluss, das internationale Geschäft drastisch zu beschneiden, nun nicht mehr.
Das entsprechende Konzept sah eine Sanierung der Neuen Heimat International innerhalb von vier Jahren vor. Allerdings gewährten die weltpolitischen und weltwirtschaftlichen Veränderungen infolge der zweiten Ölkrise diese Zeit nicht mehr. Stattdessen rutschte die französische Wirtschaft und mit ihr der Bausektor nach Beginn der Präsidentschaft von François Mitterrand in eine noch tiefere Krise. Brasilien kämpfte 1981 mit einer Inflationsrate von fast 100 Prozent. Das führte im Land zu sinkender Kaufkraft und Nachfrage sowie zu Massenentlassungen. Der Neuen Heimat Städtebau drohte Ende 1981 die Insolvenz wegen Überschuldung. Diese ließ sich nur abwenden, weil die Anteilseigner eingriffen. Die Gewerkschaften gewährten der BGAG ein Darlehen. Diese wiederum stützte die Neue Heimat Städtebau mit einem Darlehen von 100 Mio. DM. Zudem gewährte sie ihr eine zu 200 Prozent einzuzahlende Kapitalerhöhung von 60 Mio. DM. Kurzfristig war die Neue Heimat Städtebau gerettet.
Der Verfall der Ölpreise Anfang der 1980er Jahre hatte jedoch unmittelbar Auswirkungen auf Mexiko und Venezuela. Die Austroplan hatte die Finanzierung nicht auf Pesos umgestellt und geriet durch die 70-prozentige Abwertung dieser Währung Mitte Februar 1982 sofort ins Wanken. Die Stockungen im venezolanischen Immobilienverkauf und in der Verwertung brachliegender Grundstücke belasteten nun auch die Bilanz der dortigen Beteiligungsgesellschaft. Auch die brasilianische Beteiligungsgesellschaft schrieb weiter tiefrote Zahlen. Die Neue Heimat International war zur Verlustabdeckung gezwungen, weitere 250 Mio. DM in ihre Auslandstöchter zu stecken. Sie stand deshalb 1982 erneut vor dem Konkurs, der auf die Neue Heimat Städtebau und die gemeinnützige Neue Heimat durchgeschlagen hätte.

#### Realisierte Projekte im Ausland

##### Europa

###### Frankreich
Frankreich war für die Neue Heimat International der wichtigste Markt im Ausland. Bereits 1963 errichtete sie gemeinsam mit der Baticoop, der damals noch jungen Dachorganisation der französischen Baugenossenschaften, und der Banque Commerciale de Paris (ein Vorläufer der Banque Palatine), ein Gemeinschaftsunternehmen in Form einer Aktiengesellschaft mit dem Namen Société de Construction Franco-Allemande (SOCOFA). Es schuf vor allem im Großraum Paris, aber auch in Lyon und Alençon bis 1971 fast 1000 Eigentumswohnungen, die für Menschen mit geringerem Einkommen gedacht waren.
Anfang der 1970er Jahre verkaufte die Neue Heimat International ihre Anteile an der SOCOFA, denn andere Unternehmen waren für sie mittlerweile wichtiger geworden. 1968 hatte die Neue Heimat International zusammen mit der Manera die IFRA – Société Immobilière Franco-Allemande errichtet, die sich auf den Bau von Gewerbeimmobilien konzentrieren sollte. Schon Anfang 1969 übernahm die Neue Heimat International direkt 48 Prozent der Anteile an der Manera. Ein erstes großes Projekt der Manera war die von 1969 bis 1972 errichtete Großwohnsiedlung Montval in Marly-le-Roi mit Hochhäusern für fast 800 Eigentumswohnungen. 1970/71 baute sie in L’Étang-la-Ville eine Wohnanlage, deren 219 Eigentumswohnungen als preisgünstig galten. In Chennevières-sur-Marne zog das französische Unternehmen ab 1968 drei Wohnanlagen hoch. Die mehr als 1600 Eigentumswohnungen der ersten beiden konnten rasch verkauft werden. Bau und Verkauf der Wohnungen in der dritten Wohnanlage – Vorgänge der 1980er Jahre – verliefen dagegen schleppend, denn der für 255 Wohneinheiten konzipierte Komplex galt als „bürgerliche Enklave in einem Gebiet voller Sozialwohnungen“.
Für das Erholungswerk der Gewerkschaft IG Bau-Steine-Erden baute die Neue Heimat International 1966/67 das Ferienzentrum Les Tourelles in Saint-Maxime am Golf von Saint-Tropez. Die Anlage mit einer Kapazität von 300 Betten umfasste 80 Bungalows und Ferienhäuser; ein auf dem Gelände liegendes kleines Schloss wurde integriert und im Inneren mit einer Gaststätte, einer Bibliothek und einem Konferenzraum ausgestattet.

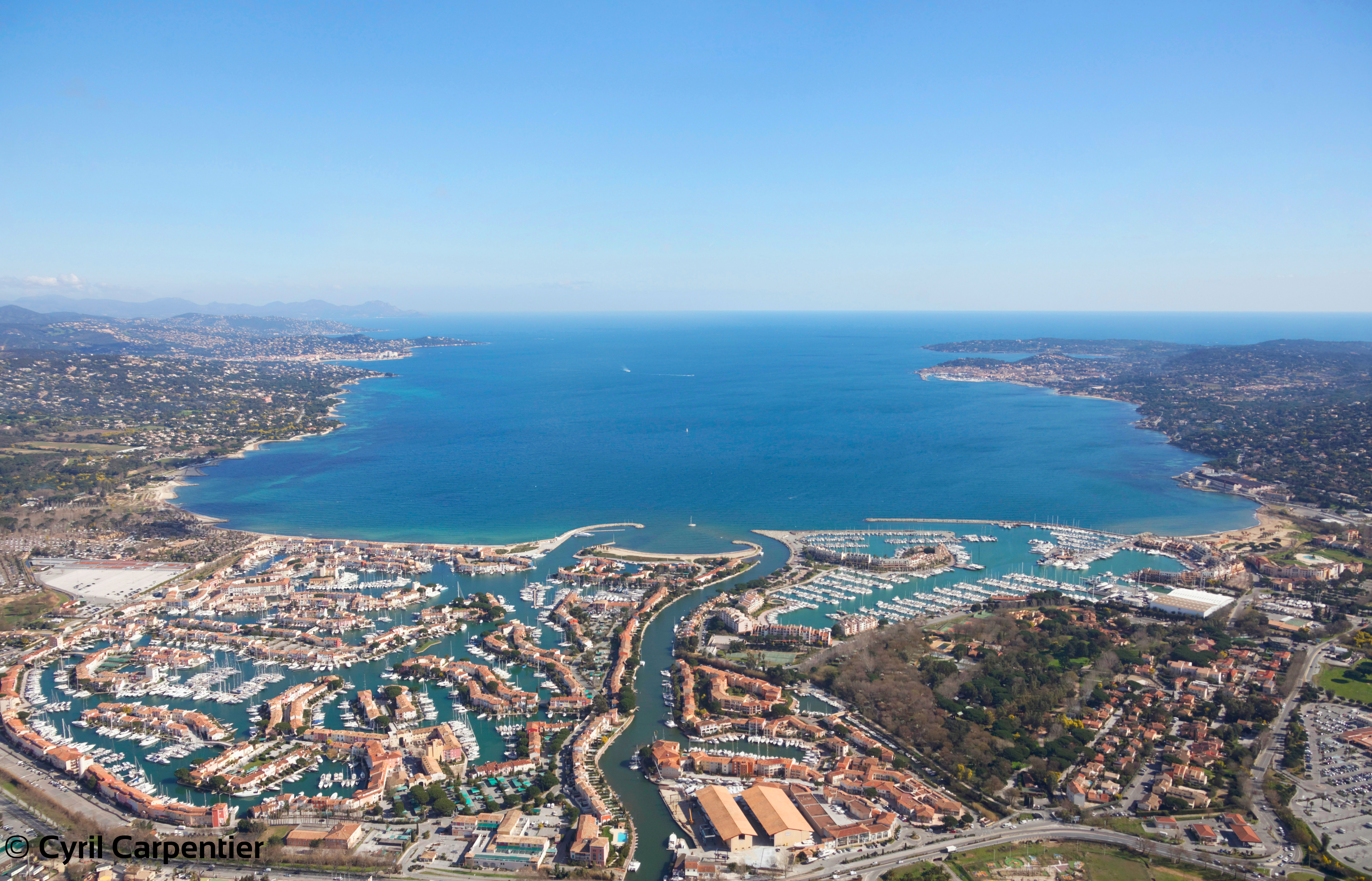
Port Grimaud (Foto: 2022)
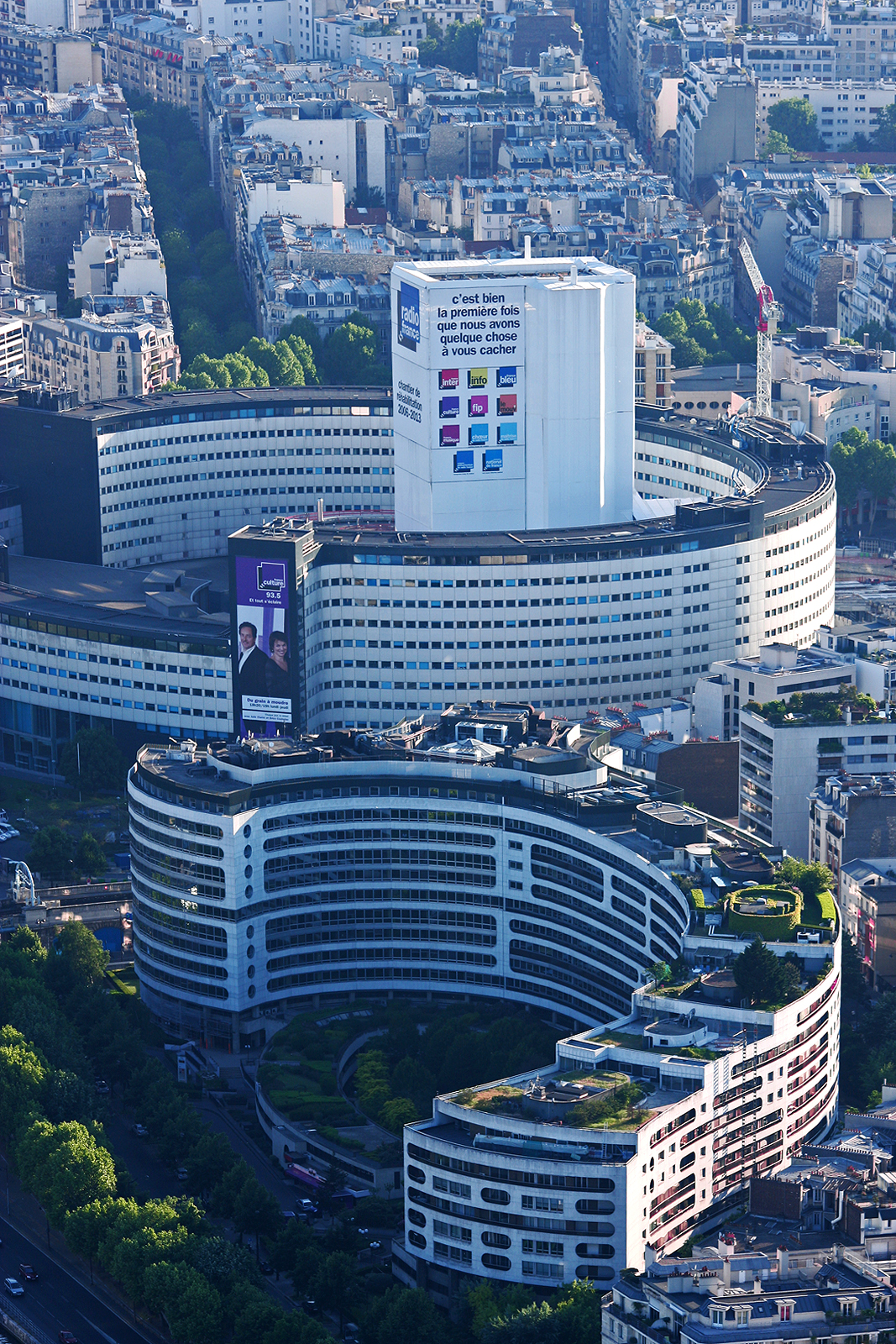
Passy Kennedy (vorn) (Foto: 2010)
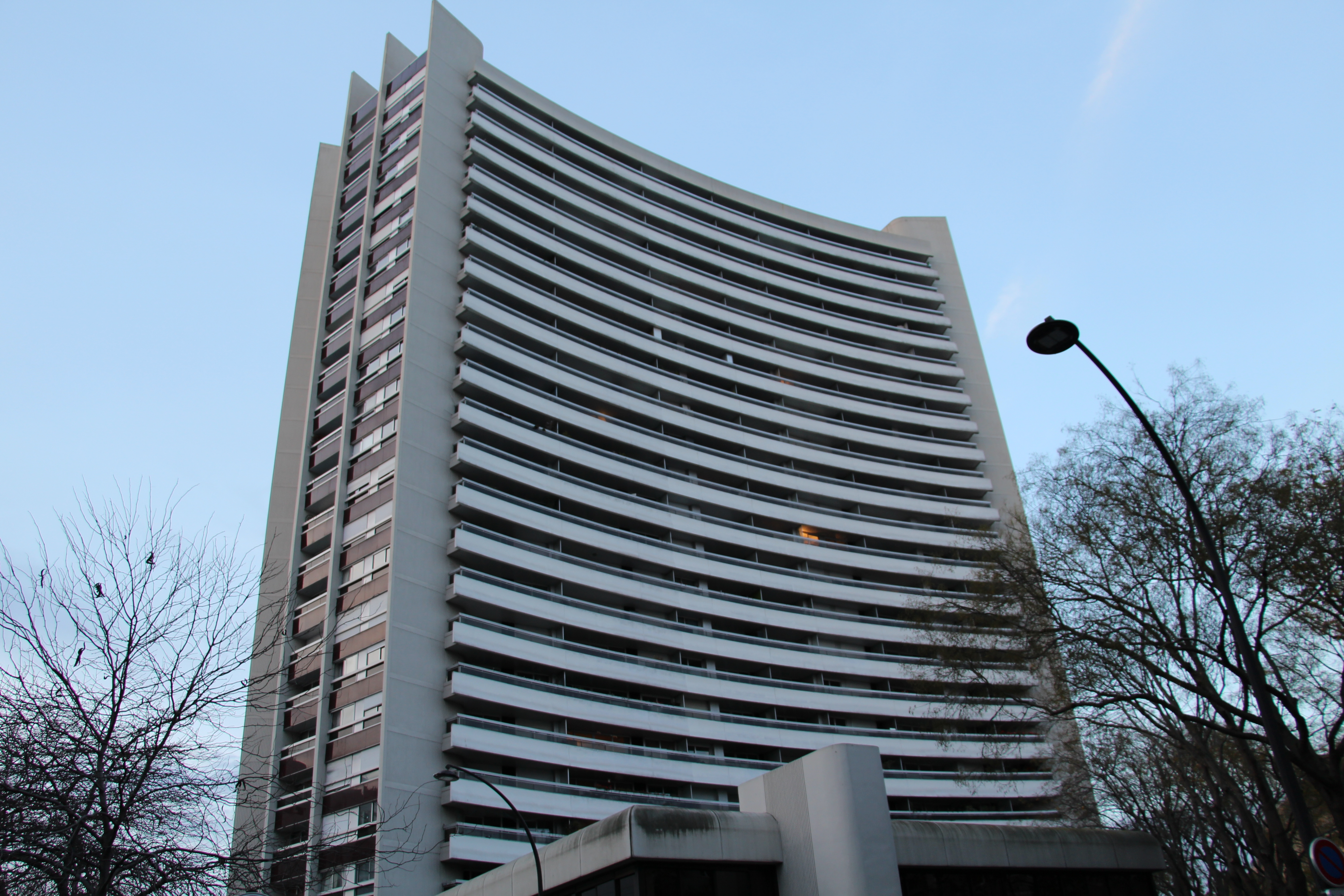
La Tour Orphée (Foto: 2015)

In rund zehn Kilometern Entfernung von Saint-Maxime beteiligte sich die Neue Heimat International über die Manera von 1972 bis 1978 an der zweiten Ausbaustufe des von François Spoerry konzipierten Lagunenorts Port Grimaud und schuf rund 900 Domizile. Sie fanden, wie alle dortigen „Stil-Häuser auf Beton“ (Der Spiegel), beim begüterten Publikum rasch Käufer.
Etwa 50 Kilometer nordöstlich von Saint-Maxime liegt Théoule-sur-Mer. Eine Tochtergesellschaft der Manera war dort Bauträger des Feriendorfes Port La Galère, das im Stil der organischen Architektur gestaltet wurde. Die Häuser dieser von 1968 bis 1979 errichteten Anlage ließen sich trotz des schwierigen Immobilienmarkts in Frankreich ebenfalls gut verkaufen.
In Passy, einem vom Großbürgertum der französischen Hauptstadt geschätzten Pariser Stadtteil, plante die Manera seit Anfang der 1970er Jahre direkt neben dem Maison de la Radio an der Seine ein Hochhaus-Hotel mit 53 Stockwerken, das auf eine Kapazität von rund 1000 Betten ausgelegt war. Die Pläne scheiterten Ende 1973 an der Hochhaus-Verordnung der damaligen französischen Regierung, die die Schaffung weiterer, sozial problematischer Banlieues verhindern wollte. Anschließend baute die Manera zwischen 1974 und 1981 eine kurvenförmige exklusive Wohnanlage, Passy Kennedy genannt. Sie entwickelte sich zu einer erheblichen finanziellen Belastung, denn die teuren Eigentumswohnungen fanden nur schwer Käufer. Man griff zu Vermietungen. Die Mietforderungen schafften es ins Guinness Book of Records, denn die Quadratmeter-Miete war die höchste in Europa. 2012 wurden Teile des Gebäudes erneuert und zu Büroflächen umfunktioniert. Ein ähnliches Schicksal erlitt das auf der gegenüberliegenden Flussseite 1978 fertiggestellte Wohnhochhaus Tour Orphée mit 214 Eigentumswohnungen. Sie verkauften sich ebenfalls schlecht; 1980 hatte die Manera erst 130 veräußert.

###### Monaco

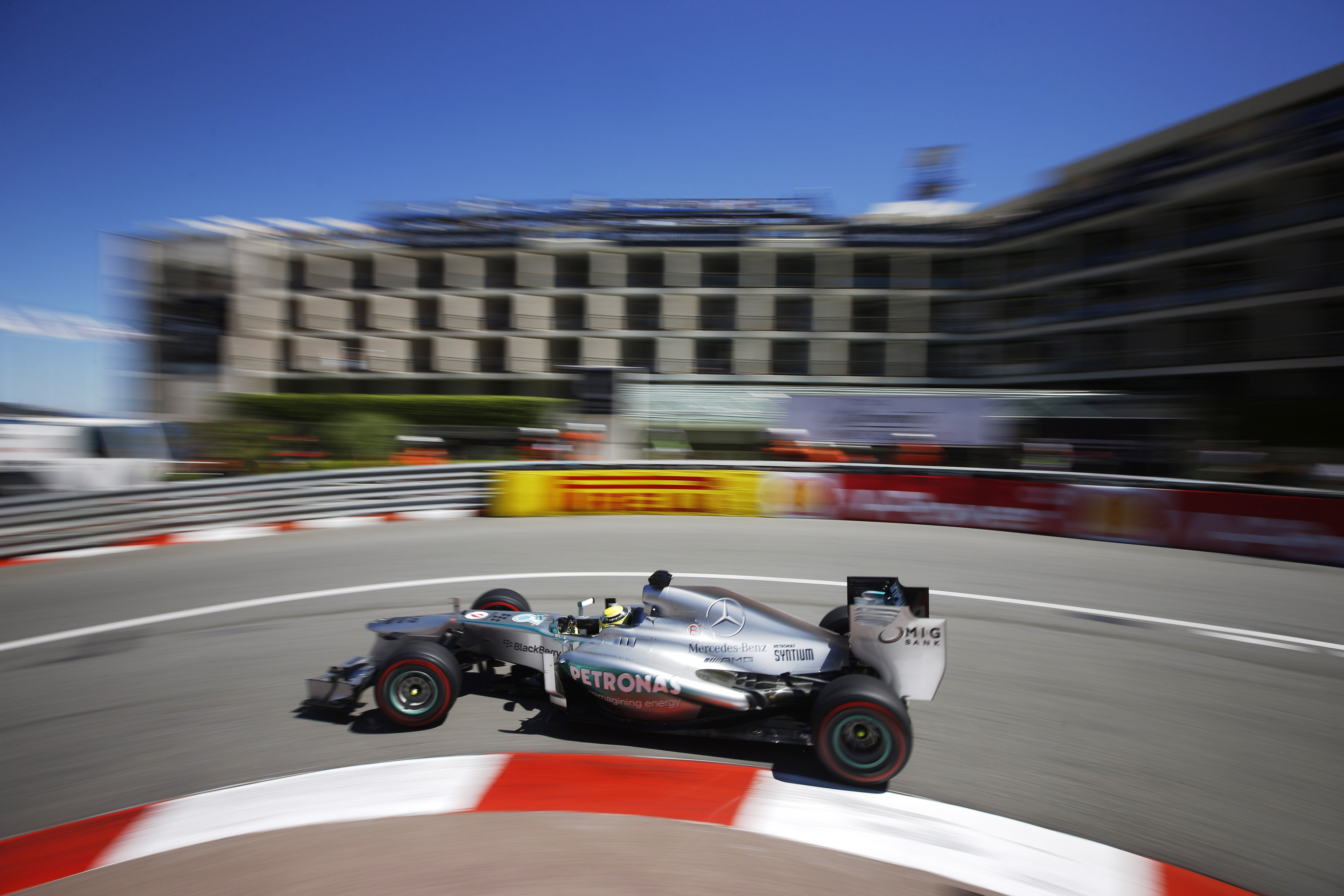
Die Fairmont Haarnadelkurve ist Teil des Circuit de Monaco. Die Rennstrecke führt hier direkt am Fairmont Monte Carlo vorbei.

Mit der Manera errichtete die Neue Heimat International in Monte-Carlo eine in mehrere Sechsecke gegliederte Anlage, die ein Hotel und ein Kongresszentrum umfasste. Der Bauplatz lag direkt unterhalb des bekannten Casinos. Baubeginn war 1972, die Bauarbeiten wurden 1978 endgültig abgeschlossen. Das 60.000 Quadratmeter große Hotel erhielt durch Gracia Patricia von Monaco am 22. November 1975 seinen ersten Namen: Loews Hotel Monte-Carlo. Die Bezeichnung wechselte seither mehrfach. 2004 wurde der Hotelbetrieb vom kanadischen Unternehmen Fairmont übernommen. Das Kongresszentrum wurde für 2000 Personen bei Vortrags- und für 1200 Personen bei Festveranstaltungen ausgelegt. Seine Einweihung erfolgte am 3. Februar 1979.
Die Medien der Bundesrepublik kritisierten das Projekt des Öfteren, denn ein Unternehmen, das umfangreich Sozialwohnungen errichtete und gemeinwirtschaftliche Ansprüche hochhielt, wirkte als Planer und Baubetreuer einer solchen Anlage unpassend. Der Kölner Stadt-Anzeiger etwa charakterisierte den Bau mit mokantem Unterton als „einen Hotelpalast, in dem die Gäste zu Spitzenpreisen High-Society-Luft schnuppern können. Freut euch, Arbeitnehmer!“
Für Motorsport-Fans gilt das Fairmont in Monte-Carlo während der Formel-1-Veranstaltung als interessante Adresse, denn durch die Streckenführung vor dem Hotel müssen die Fahrzeuge ungewöhnlich stark abgebremst werden. Wenig später führt die Strecke durch einen Tunnel unterhalb des Hotels entlang.

###### Belgien

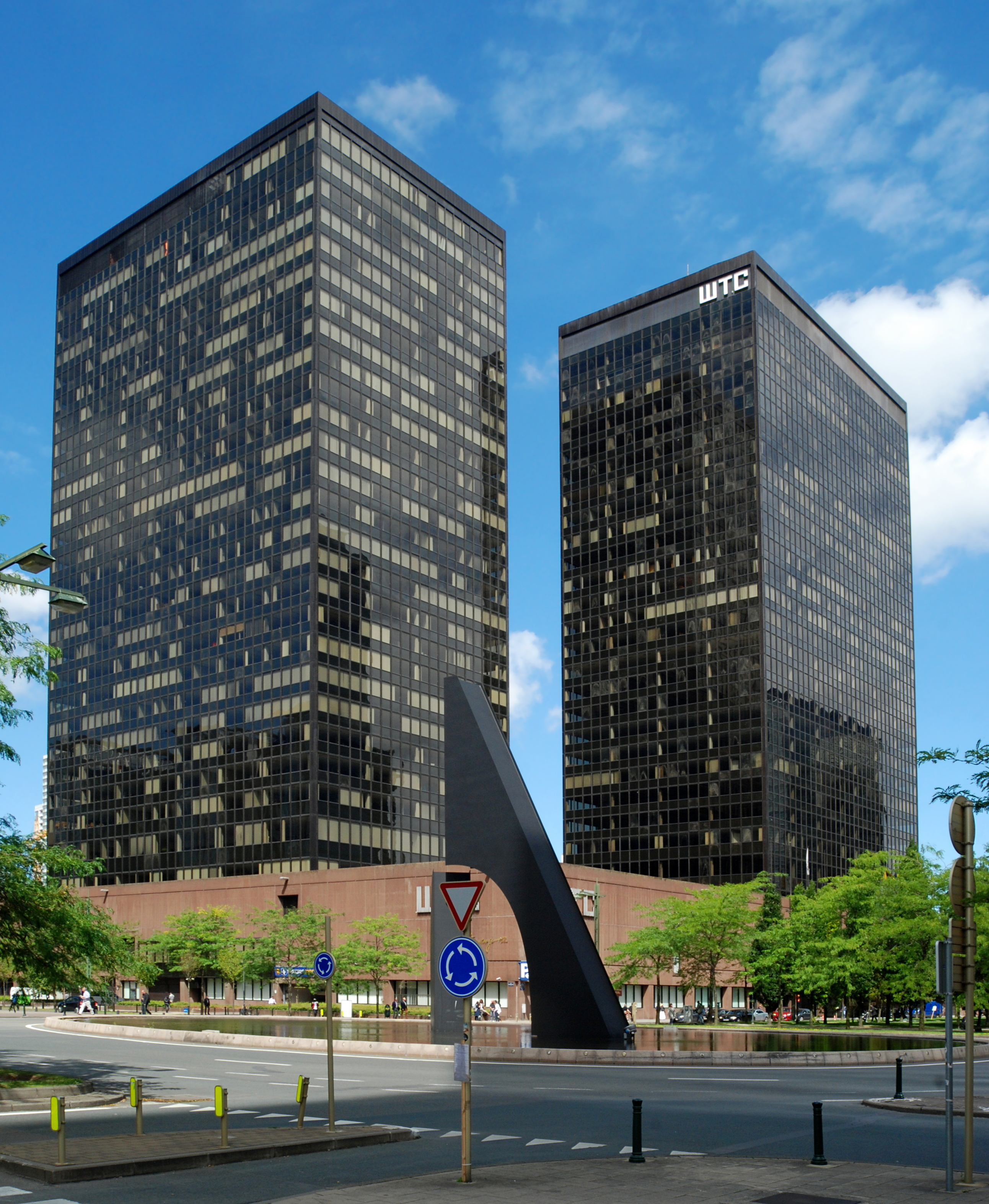
Turm 1 und 2 (rechts) des World Trade Center in Brüssel, errichtet 1972 und 1976 (Foto: 2017)

Die Neue Heimat International schuf in Brüssel zwei Türme des dortigen World Trade Center. Der Bau war seinerzeit umstritten, denn vorher wurden aus dem Arbeiter- und Altstadtviertel Quartier Nord rund 15.000 Menschen regelrecht vertrieben. Zudem war ein umstrittener belgischer Unternehmer der Immobilienentwickler. Théo Rasschaert, der Generalsekretär des Europäischen Gewerkschaftsbunds, warnte die Neue Heimat 1973 vor dessen Geschäftsmethoden. Die Neue Heimat International  beteiligte sich dennoch an diesem Projekt und war zu zwei Dritteln Eigentümer von Turm II, der 1976 fertiggestellt wurde. Trotz einer guten Vermietungssituation blieb das Geschäft für die Neue Heimat International defizitär, weil die Zinskosten der Fremdfinanzierung drückten. Die Neue Heimat International verhandelte lange um den Bau von Turm III und IV. Die Arbeiten an Turm III begannen schließlich 1980 und dauerten bis 1983. Anschließend wurden die Räumlichkeiten für 24 Jahre vom belgischen Staat angemietet. Die Pläne für Turm IV wurden hingegen nicht umgesetzt.
In Uccle, einem Vorort der belgischen Hauptstadt, errichtete die Neue Heimat International nahe der königlichen Sternwarte 1975/1976 die Eigentumswohnanlage Résidence Minerve mit 124 Einheiten in fünf Blöcken. Die geplanten Verkäufe liefen schlechter als gedacht, denn auch in Belgien war die Nachfrage auf dem Wohnungsmarkt rückläufig. Die Neue Heimat International musste erhebliche Preisnachlässe gewähren und außerdem unverkaufte Wohnungen vermieten. 1984 waren noch 39 Wohnungen ohne Käufer.

###### Luxemburg
In Luxemburg gründete die Neue Heimat International 1972 zusammen mit der luxemburgischen Gewerkschaft Lëtzebuerger Arbechterverband ein Wohnungsbauunternehmen, das 79 Einfamilienhäuser errichtete, überwiegend in Fertigbauweise. Es folgten „einige Dutzend weiterer Häuser“ in konventioneller Bauweise. Sie verkauften sich allesamt gut. Das luxemburgische Unternehmen versuchte sich auch in anderen Sektoren. So baute es das Stadion des Nationalen Sportinstituts in der Landeshauptstadt sowie eine Volksschule samt Sporthalle in Roeser. 1984 gab die Neue Heimat die Aktivitäten im westlichen Nachbarland auf.

###### Österreich

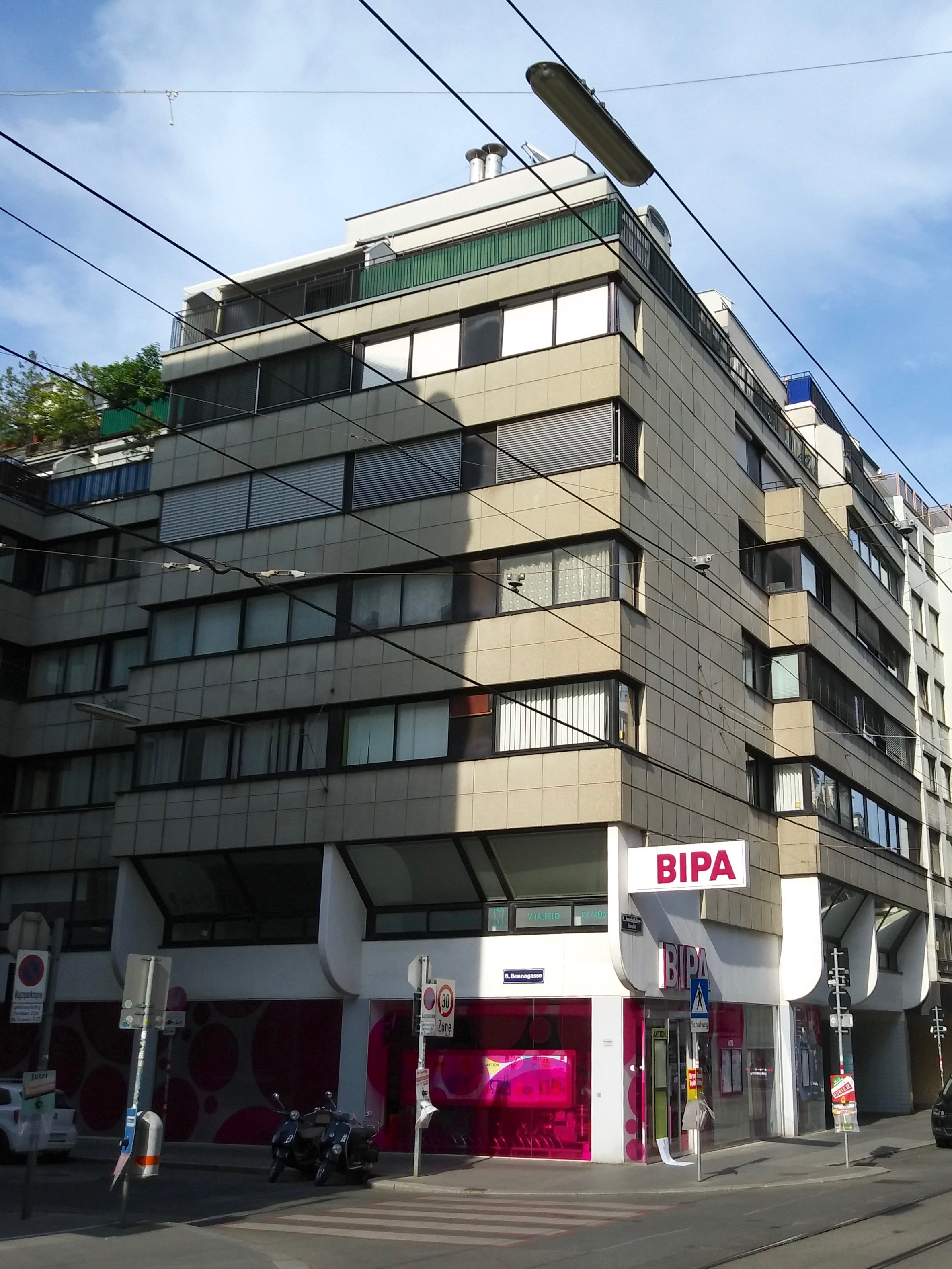
Büro- und Verwaltungsgebäude, Josefstädter Straße 74, Wien (Foto: 2018)

In Wien befasste sich die Neue Heimat International zunächst fast ausschließlich mit Projekten des Sozialwohnungsbaus. Von 1971 bis 1972 schuf sie beispielsweise in Zusammenarbeit mit Carl Appel die Wohnanlage Sandgasse im 19. Bezirk. Seit Ende der 1970er Jahre lag der Schwerpunkt auf Wohnbauten für gehobene Ansprüche, beispielsweise mit Wohnanlagen im 18. und 19. Wiener Bezirk. Auch Funktionsbauten schuf sie, so etwa das Büro- und Verwaltungsgebäude ihrer 1969 gegründeten österreichischen Tochterfirma Infrabau GmbH in der Josefstadt (Josefstädter Straße 74) oder das Wohn- und Bürogebäude mit der Adresse Emil-Králík-Gasse 3 (Wien-Margareten), dem letzten Sitz der Infrabau.
Außerhalb der Bundeshauptstadt errichtete die österreichische Tochter der Neuen Heimat International Einkaufszentren unter dem Namen Infra Center in Linz (1973 eröffnet) und in Fohnsdorf (1974). Letzteres wurde an die Genossenschaft Konsum vermietet, erwies sich für die Neue Heimat International jedoch als ein Problemobjekt und existiert heute nicht mehr. An seine Stelle ist das Einkaufszentrum Arena getreten. In Graz erwarb die Infrabau 1974 das Tupay-Schlössl, um es abzureißen und auf dem Grundstück vier Hochhäuser zu errichten. Dagegen formierte sich Widerstand. Das Gebäude blieb erhalten, stattdessen tat sich die Infrabau mit einer weiteren gemeinnützigen Wohnungsbaugesellschaft zusammen und errichtete im direkten Umfeld der historischen Villa eine Wohnanlage. Schon Heinrich Plett liebäugelte mit der Idee, in Linz eine „Versuchssiedlung“ zu errichten. Dies geschah jedoch zunächst ohne Beteiligung der Neuen Heimat. Erst beim zweiten Bauabschnitt der Gartenstadt Puchenau, der 1978 begonnen wurde, wurde sie tätig. Es entstanden Mehrfamilien-Terrassenhäuser, zweigeschossige Einfamilienhäuser und ebenerdige Artiumhäuser.
Mit der Mediplan, ihrer Fachgesellschaft für Krankenhausbau, übernahm die Neue Heimat Planungsaufgaben für Kliniken in Wien, Graz, Salzburg und Oberwart.

###### Schweiz
In der Schweiz baute die Neue Heimat International mit der 1972 in Zürich gegründeten Städtebau AG, an der sie anfänglich 48, dann 33 Prozent hielt, eine Reihenhaus-Siedlung in Regensdorf-Watt mit 44 Häusern. Auch in anderen Ortschaften der Schweiz konnte sie Wohnbau-Projekte umsetzen, beispielsweise in Uster (16 Einfamilienhäuser) und in Effretikon (27 Einfamilienhäuser). Andere Vorhaben verliefen hingegen im Sande. Zudem hatte das schweizerische Unternehmen mit Baumängeln und entsprechenden Gewährleistungsforderungen zu kämpfen. Insgesamt blieb das Schweizer Geschäft defizitär.

###### Italien
In Mailand beteiligte sich die Neue Heimat International 1964 an einer Wohnungsbaugesellschaft, die insgesamt vier Partner umfasste. Die Neue Heimat International stellte 50 Prozent des Kapitals. Zwei der weiteren Gesellschafter waren die italienischen Gewerkschaften CISL und UIL; hinzu kam ein Mailänder Wohnungsunternehmen. Das deutsch-italienische Unternehmen realisierte einen Wohnkomplex unweit der Stazione di Milano Lambrate mit 300 Einheiten im Nordosten von Mailand. Drei Hochhäuser in Riegelform und mit bis zu neun Stockwerken gruppierten sich dabei um einen kleinen Park. Anschließend ruhten die Aktivitäten des deutsch-italienischen Unternehmens. Die Neue Heimat International etablierte darum 1968 eine zweite Gesellschaft, sie hatte ihren Sitz in Florenz. Bis 1971 erstellte sie 600 Wohneinheiten. Ein kleines Projekt wickelte die Neue Heimat International für eine Vermögensverwaltungsgesellschaft der IG Bau-Steine-Erden ab: In Blevio am Comer See errichtete sie eine aus zwölf Appartements bestehende, in den Hang integrierte Ferienwohnanlage.
Am Gardasee besaß die Neue Heimat International über eine weitere italienische Tochtergesellschaft zehn Grundstücke, die sie überwiegend bebauen wollte. Die Genehmigungen dafür waren jedoch aufgrund der mangelnden Rechtssicherheit nicht oder nicht dauerhaft zu erhalten. Einzig in Malcesine gelangen bis 1979 drei Immobiliengeschäfte.
Ein atypisches Projekt entstand am Ortler, einem markanten Alpengipfel in Südtirol. Die Neue Heimat International errichtete dort in Zusammenarbeit mit dem italienischen Spezialunternehmen Agudio eine Pendelbahn, die von Sulden (1906 m s.l.m.) bis hinauf zur Schaubachhütte in 2581 Meter Höhe führte. Mit der Bahn und zwei Schleppliften wurde ein Skigebiet von rund zehn Quadratkilometern zwischen 2400 und 3200 Meter Höhe erschlossen. Die 1975 eröffnete Bahn blieb für die Neue Heimat International ein Zuschussgeschäft, das sie 1984 schließlich an einen Augsburger Bauunternehmer veräußerte. Die ursprüngliche Bahn, die rund fünf Millionen Personen ins Skigebiet beförderte, wurde 2003 durch eine neue Anlage auf gleicher Trasse ersetzt.

###### Großbritannien
In Großbritannien versuchte die Neue Heimat International Fuß zu fassen, obgleich die Gewerkschaften des Landes eine Zusammenarbeit abgelehnt hatten. Deshalb gründete sie gemeinsam mit einem privaten Wohnungsbauunternehmen ein Gemeinschaftsunternehmen mit Sitz in Preston, das für den Bau und den Verkauf von Reihenhäusern vorgesehen war. In Blackburn gelang ein solches Vorhaben. Es umfasste zwölf Einzelwohnhäuser. Ihr Verkauf war 1976 abgeschlossen. Weitere Bauaktivitäten kamen aufgrund der schwierigen Wirtschaftslage nicht zustande. 1979 zog sich die Neue Heimat International von der Insel zurück.

##### Lateinamerika

###### Peru
Ein frühes, vom DGB angeregtes Projekt internationaler Aktivitäten der Neuen Heimat war der Bau einer Handwerkerschule im peruanischen Taraco. Sie sollte der entsprechenden Ausbildung von Indigenen dienen. Von 1962 bis 1963 setzte das Unternehmen seinen Mitarbeiter Hans Waloschek für die Bauüberwachung ein, weil er als Architekt über entsprechende Kenntnisse verfügte und durch sein von den Nationalsozialisten erzwungenes Exil in Südamerika mit Sprache, Land und Leuten vertraut war.

###### Brasilien
Von 1964 bis 1966 war das Unternehmen auch in Pindorama, einem Ort im brasilianischen Bundesstaat Alagoas, aktiv. Dort gab es seit 1956 eine landwirtschaftliche Genossenschaft. Für sie baute die Neue Heimat International auf Bitten von Willi Richter, der bis 1962 DGB-Vorsitzender gewesen war, Häuser für Landarbeiter, ein Dorfzentrum, ein Motel und Läden. Betreut wurde das Bauprojekt ebenfalls von Hans Waloschek. Für den DGB hatte das Vorhaben symbolische Bedeutung, denn einerseits war es ein Zeichen der Solidarität mit Landarbeitern und Handwerkern, die in Brasilien unter der Herrschaft der Landbesitzer litten. Andererseits sollten damit auch kommunistische Einflüsse unter der Landbevölkerung verhindert beziehungsweise eingedämmt werden.
Seit 1964 herrschte in Brasilien eine Militärdiktatur, die Freiheitsrechte einschränkte und Streiks verbot. Trotz anfänglicher Widerstände innerhalb des DGB setzte die Neue Heimat International ab 1973 ihre Aktivitäten in Brasilien fort. Sie waren nicht mehr von Idealismus angetrieben, sondern folgten Gewinnabsichten. Gemeinsam mit Partnern aus der brasilianischen Wirtschaft projektierte die Neue Heimat International in São Bernardo do Campo den Bau von Wohnungsanlagen für Industriearbeiter. Eigenheime sollten dabei mit Wohnhochhäusern kombiniert werden. Insgesamt sah das Projekt Wohnraum für rund 11.500 Bewohner vor. Der Bau der Anlage verzögerte sich jedoch aufgrund von Reibereien der Beteiligten und wegen des Konkurses der beauftragten Baufirma. Die angestrebte Zahl der Wohneinheiten wurde nicht erreicht. Von den fertigen Wohnungen ließen sich viele nicht verkaufen, denn die Wirtschaft des Landes geriet Anfang der 1980er Jahre in eine schwere Krise, was fallende Realeinkommen zur Folge hatte. Auch der Neue-Heimat-Kunde VW do Brasil, in São Bernardo do Campo ein wichtiger Arbeitgeber, litt unter erheblichen Absatzschwierigkeiten und entschied sich für Massenentlassungen. In Taubaté, einer weiteren Industriestadt mit einem Werk von VW do Brasil, erwarb die Neue Heimat International über ihre brasilianische Beteiligungsgesellschaft ebenfalls große Grundstücksflächen in der Absicht, insbesondere für in der Industrie Beschäftigte Wohneigentum bereitzustellen. Der 1976 gegründete Standort des Automobilherstellers entwickelte sich jedoch weit schlechter als erwartet, sodass auf den erworbenen Grundstücken Bautätigkeiten ausblieben. Nach erheblichem Druck übernahm VW do Brasil, das zuvor zum Kauf des Landes geraten hatte, rund 40 Prozent der Bauflächen. Die großen Wohnungsbauprojekte in Brasilien erwiesen sich insgesamt als Fehlschläge für die Neue Heimat International oder kamen gar nicht erst in Gang.

###### Mexiko
Die Hauptbautätigkeiten in Mexiko konzentrierten sich auf Cuautitlán Izcalli, das bei den Planungen als Entlastungsstadt für Mexiko-Stadt gedacht war. Hier wollte die Neue Heimat International über ihre mexikanische Beteiligungsgesellschaft Austroplan Wohnungen für Angehörige des Mittelstands, staatlich geförderte Sozialwohnungen und Arbeiterhäuser errichten, für die gute Kontakte zu den mexikanischen Gewerkschaften wichtig waren – die Neue Heimat verfügte über sie. Die Planungen liefen auf 15.000 Wohneinheiten hinaus. Die Bauaktivitäten begannen 1973. Bis 1981 verkaufte die mexikanische Beteiligungsgesellschaft gut 4.400 Wohnungen, zwei Drittel davon waren Arbeiterhäuser. Ein zweiter Ort, an dem die Neue Heimat International in Mexiko aktiv wurde, war Naucalpan de Juárez. Im dortigen Wohnviertel Ciuadad Satélite schuf sie von 1974 bis 1978 rund 2700 Einfamilienhäuser, überwiegend für Angehörige des Mittelstands. Nachdem Karl Fiebinger, der Gründer und Antreiber der Austroplan, aus der mexikanischen Beteiligungsgesellschaft ausgeschieden war (1977/1978), entwickelten sich in Mexiko gravierende Führungsprobleme, zu denen mit der Schuldenkrise Anfang der 1980er Jahre noch große Finanzprobleme kamen.

###### Venezuela
1969 begann die Neue Heimat International in Venezuela drei kleinere Projekte. Sie galten der Schaffung von Wohnungen nördlich von beziehungsweise direkt in Caracas. Auch die weiteren Arbeiten konzentrierten sich vor allem auf die Hauptstadt beziehungsweise ihren Großraum. 1970 begannen die Bauarbeiten für ein größeres Vorhaben, das unter anderem 1300 Wohnungen umfasste und das in Caracas als Prado Humboldt firmierte. Es wurde in drei Teilschritten fertiggestellt. Im Süden von Caracas baute sie von 1975 bis 1980 eine weitere Wohnanlage mit 84 Wohneinheiten. Deren letzte Wohnungen waren drei Jahre später verkauft. Eine weitere Wohnanlage mit zusammen etwas mehr als 400 Wohneinheiten zog sie zwischen 1978 und 1983 im Westen der Stadt hoch. Die Wohnungen ihres zweiten Bauabschnitts ließen sich „in etwa zum Buchwert“ veräußern; Gewinne waren kaum mehr möglich, denn auch Venezuela befand sich damals in einer Wirtschaftskrise. Im rund 100 Kilometer westlich der Hauptstadt gelegenen Maracay beteiligte sich die Neue Heimat International an einem Projekt zur industriellen Urbanisierung. Viele deutsche Unternehmen siedelten sich daraufhin dort an. In zwei Bauabschnitten errichtete die Neue Heimat International von 1970 bis 1977 in Camuri Grande, 50 Kilometer nordwestlich von Caracas und direkt an der Küste gelegen, eine Ferienanlage mit 250 Häusern und entsprechenden Gemeinschaftsanlagen.

##### Nordamerika

###### USA
Auf Anregung des amerikanischen Wohnungsbauministers George Romney trat die Neue Heimat International an die amerikanische Gewerkschaft AFL-CIO heran um zu eruieren, ob gemeinsam Wohnungsbau zu erschwinglichen Preisen auf den Weg gebracht werden könnte. Die Gewerkschaft lehnte das ab, sie hielt das für eine Aufgabe des Staates. Die Neue Heimat International nahm darum Gespräche mit einem Teilhaber der Loew Corporation auf und gründete mit diesem 1971 die Hanseatic Development Corporation. Ihr erstes Projekt wurde Quail Creek in Grayslake, einem Ort nördlich von Chicago. Von 294 geplanten Reihenhäusern wurden etwas mehr als die Hälfte errichtet, dann herrschte aufgrund von Uneinigkeiten bei der Auslegung des Gesellschaftsvertrags Stillstand; man wurde sich über Fragen der Finanzierung von Bauprojekten nicht einig. Ende 1975 schrieb die Neue Heimat International ihre Beteiligung an der Hanseatic Development Corporation ab. Im Sommer 1974 hatte sie mit drei Partnern in New York eine zweite Gesellschaft gegründet, die New Hansa International Realty Ltd. In East Lansing errichtete dieses Unternehmen 107 Einfamilienhäuser. In zwei weiteren Projekten wurde die geplante Zahl der Wohnhäuser jeweils deutlich verfehlt. Die Immobilienwirtschaft durchschritt auch in den Vereinigten Staaten eine Durststrecke. 1981 befand sich die New Hansa in Liquidation.

###### Kanada
In Montreal schuf die Neue Heimat International über ihre Beteiligungsgesellschaft Homeco Investments Ltd. bis 1974 einige Wohnblöcke. Ihre fast 700 Wohnungen fanden anschließend guten Absatz. Ein anderes Projekt in Montreal erwies sich hingegen als Belastung: 1974 in Pointe-Claire, einer Kleinstadt im Umland von Montreal, erworbene Industrieflächen ließen sich unter anderem aufgrund der angespannten politischen Lage in der Provinz Québec – es war die Zeit gewaltsamer separatistischer Bestrebungen im französischsprachigen Kanada – praktisch nicht veräußern. Die Homeco wich nach Ontario aus. Dort erwarb sie in Missisauga und in Burlington Grundstücke, um auf ihnen Eigentumswohnungen zu errichten. Deren Verkäufe liefen zäh, sodass auch hier zu Vermietungen gegriffen werden musste. In Mississauga erwarb die Homeco zudem eine Fläche für Gewerbebauten, auf der sie drei entsprechende Immobilien schuf, die sich vor allem für Produktionszwecke und als Lagerhallen eigneten. Die Konkurrenz durch besser an Zufahrtsstraßen angebundene Bauten erschwerte allerdings ihre Vermarktung. Seit 1980 bemühte sich die Neue Heimat International, ihr Engagement in Kanada abzuwickeln, das gelang bis 1984 nicht.

##### Naher Osten

###### Israel
In Israel war die Neue Heimat International an der Errichtung von zusammen rund 2200 Wohnungen beteiligt. Als Baugesellschaft trat das 1965 gegründete Unternehmen Morash Ltd. mit Sitz in Tel Aviv auf. An ihr waren neben der Neuen Heimat International das israelische Wohnungsbauunternehmen Shikun Ovdim, es zählte zur Gewerkschaft Histadrut, sowie die Rassco Corporation beteiligt. Bis 1970 baute und verkaufte Morash 1500 Wohnungen, weitere 700 Wohnungen bei Jerusalem, Haifa und Tel Aviv waren damals in Bau. Sie befanden sich in Cholon, Kirjat Nordau, Kirjat Haim, Aschdod und Ramla. In Jaffa baute die Neue Heimat International zudem ein Einkaufszentrum. Im Gegenzug für die Aktivitäten in Israel setzten die Länder der Arabischen Liga die Neue Heimat auf die Schwarze Liste.

###### Irak
In Bagdad soll die Neue Heimat über ihre Spezialgesellschaft für Industrieansiedlungen gemeinsam mit einem Bauunternehmen aus Bielefeld in den 1970er Jahren ein gewerbliches Immobilienprojekt umgesetzt haben, die Tool Factory. Konkretes ist dazu kaum bekannt.

##### Afrika

###### Elfenbeinküste

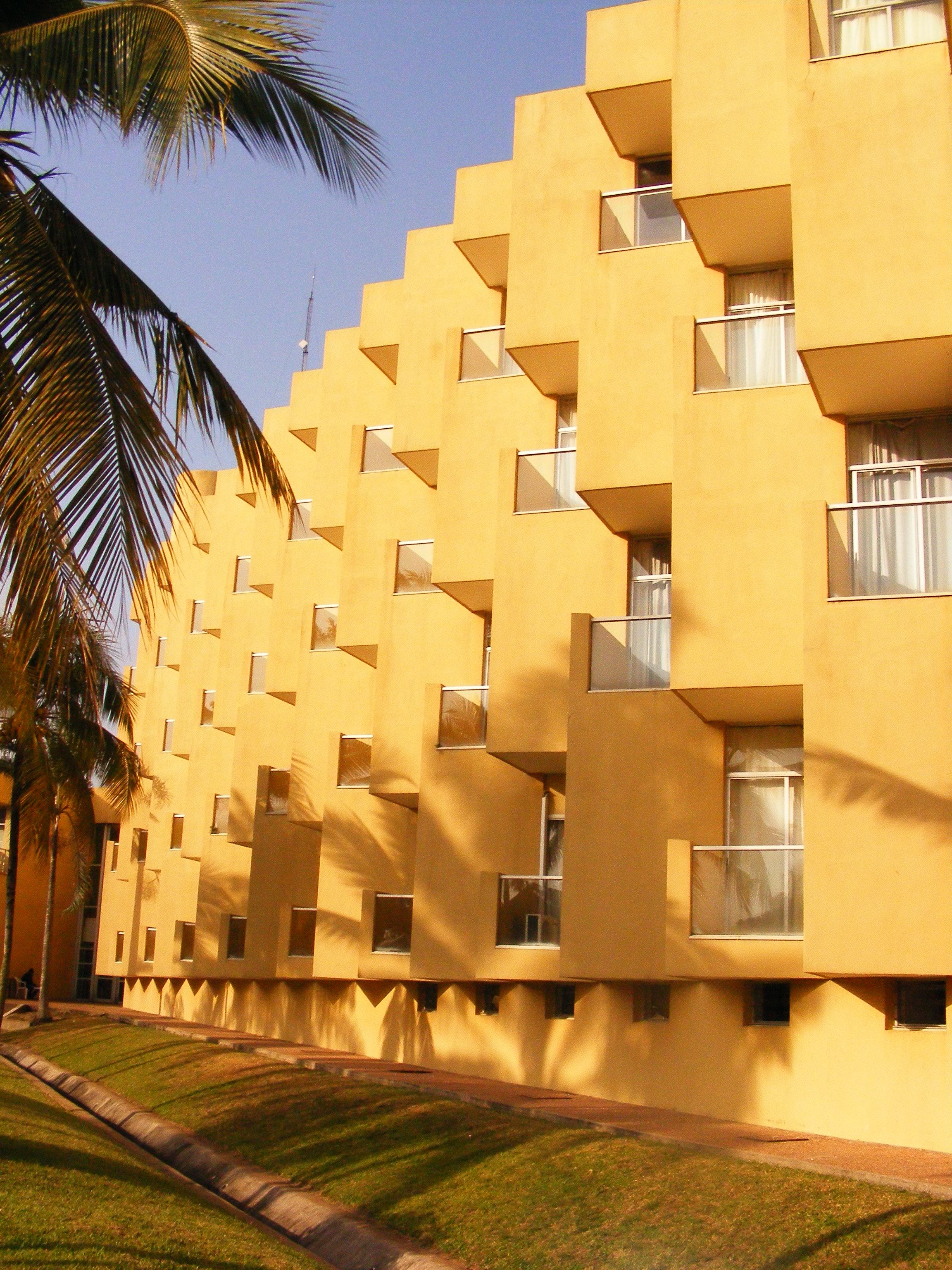
Das in Abidjan 1976 fertiggestellte Hotel du Golf (Foto: 2009)

Der Neuen Heimat International gelang in Abidjan, der damaligen Hauptstadt der Elfenbeinküste, über die 1974 gegründete Beteiligungsgesellschaft Société des Hôtels de la Riviera Africaine (SOHORA) der Bau des Hotel du Golf. Die Errichtung der Immobilie im Stil der Afrikanischen Moderne war 1976 fristgerecht abgeschlossen. An der SOHORA war der Staat Elfenbeinküste mit 45 Prozent beteiligt. Die Regierung des Landes garantierte den SOHORA-Gesellschaftern eine jährliche Dividende von zwölf Prozent auf das eingezahlte Kapital. 1975 belief sich der NHI-Kapitalanteil auf umgerechnet 1,3 Mio. DM. Ihr gelang es überdies, dass die Hermes Kreditversicherung 25 Jahre lang für das investierte Kapital garantierte. Während der Regierungskrise in der Elfenbeinküste 2010/2011 wurde das Hotel militärisch belagert.

###### Ghana
In Ghana nahm die Neue Heimat International im Jahr 1964 erste konkrete Maßnahmen vor. Sie plante im Auftrag einer staatlichen Wohnungsbaugesellschaft Musterhäuser, die in Kaneshie, einem Vorort von Accra, entstanden. Wichtiger war ein Siedlungsprojekt in Teshie-Nungua, der Hauptstadt des Ledzokuku Municipal Districts östlich der ghanaischen Hauptstadt. 800 Einfamilienhäuser waren vorgesehen. Bis 1970 waren allerdings nur 288 errichtet. Versuche, die Bautätigkeit dort wieder aufzunehmen, blieben ohne Erfolg. 1970 waren viele der neuen Häuser unbewohnt. Karl-Heinz Sohn, damals Staatssekretär im Bundesministerium für wirtschaftliche Zusammenarbeit, kritisierte nach einem Ghana-Aufenthalt in einem Brief an Heinz Oskar Vetter die Neue Heimat für Planungsmängel und die Preispolitik. Die Anlage, so meinte er 1970, sei nicht an die Verkehrsinfrastruktur angebunden, die Lebens- und Wohngewohnheiten der örtlichen Bevölkerung seien nicht beachtet worden, die Anzahlungen für die Wohnungen könnten von Arbeitern nicht aufgebracht werden.

### Skandal und Abwicklung (1982–1998)

#### Spiegel-Berichte und Entlassungen

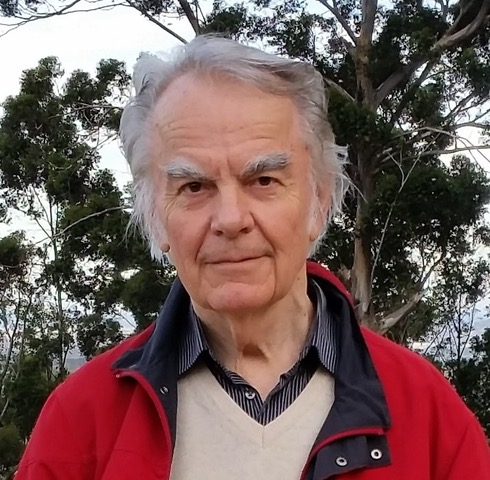
John Siegfried Mehnert (Foto: 2015)

Das Ende der Neuen Heimat wurde nicht durch wirtschaftliche Sachverhalte eingeleitet, sondern durch drei Artikel des Nachrichtenmagazins Der Spiegel vom 8. und 15. Februar sowie vom 16. Mai 1982. Ausgelöst wurden sie durch Hinweise des Whistleblowers John Siegfried Mehnert. Der erste Spiegel-Bericht vom 8. Februar 1982 zeigte, dass Vietor und andere Neue-Heimat-Manager verdeckt an Unternehmen beteiligt waren, die im Auftrag des Konzerns Fernwärme- und Antennengebühren erhoben sowie Geld von Mineralölunternehmen erhielten, wenn diese in Neue-Heimat-Siedlungen Tankstellen betrieben. Der zweite Bericht machte Steuervorteile zum Thema, die Neue-Heimat-Vorstände und hohe Gewerkschaftsfunktionäre – unter anderem Vetter, Alois Pfeiffer und Eugen Loderer – durch Wohnungsneubau-Investitionen in West-Berlin erzielten. Das war nicht verboten, legte jedoch den Verdacht nah, sie profitierten direkt von der umstrittenen West-Berliner Sanierungspolitik. Der dritte Bericht befasste sich mit der Terrafinanz und zeigte, wie Neue-Heimat-Vorstände verdeckt an Bodenspekulationen verdient hatten. Vietor versuchte schon nach der ersten Spiegel-Veröffentlichung eine Vorwärtsverteidigung und gab gegenüber der Bild Einblicke in seine Gehalts- und Vermögenslage. Die Höhe des Jahresgehalts und sein umfassender Immobilienbesitz sowie die Aussage, er würde jede Möglichkeit nutzen, um Steuern zu sparen, ließen die Empörung nur noch weiter anwachsen. Weil er im Gespräch mit der Boulevardzeitung behauptete, der Neue-Heimat-Aufsichtsrat habe von seinen verdeckten Geschäften gewusst und diese abgesegnet, wurde er am 13. Februar 1982 entlassen. Zwei weitere Vorstände mussten ihre Büros ebenfalls räumen, drei andere wurden beurlaubt. Die Entlassungen führten zu Klagen, von denen die Neue Heimat zwei verlor, weil sie die betroffenen Vorstände nicht vorher angehört hatte. Vietor klagte ebenfalls, unterlag jedoch, weil er mit seiner Beteiligung an der Terrafinanz eindeutig gegen das Verbot der Selbstkontraktion verstoßen hatte. Die Neue Heimat versuchte ihrerseits, bei Vietor Schadensersatz geltend zu machen. Zum Gerichtsverfahren kam es nicht, weil Vietor 1984 verstarb. Der Aufsichtsrat bestellte im Februar 1982 Diether Hoffmann zum Vorsitzenden des Vorstands, er war zuvor Chef der Bank für Gemeinwirtschaft gewesen. Zwei weitere externe Manager kamen 1982 hinzu.

#### Abwicklung des Städtebaus
Eine der ersten Amtshandlungen des neuen Vorstands war eine weitere Bestandsaufnahme des Auslandsgeschäfts. Sie war nötig, denn schon im Februar 1982 hatte sich die Situation in Mexiko und Brasilien dramatisch zugespitzt. Im Juli 1982 war der Aufsichtsrat gezwungen, den gewerkschaftlichen Anteilseignern erneut Geld abzuverlangen: 350 Mio. DM seien zur Verlustabdeckung und weitere 50 Mio. DM für eine Kapitalerhöhung nötig. Diese Beträge führten zu heftigen Debatten in den Gewerkschaften, auch weil der Großteil der aufzubringenden Mittel ins Ausland fließen sollte. Im September 1982 entschieden sich die Anteilseigner dennoch zu diesem Schritt. Sie verlangten im Gegenzug einschneidende Maßnahmen: Aufgabe des Auslandsgeschäfts, Beendigung der Eigeninvestitionen, Verkauf der Spezialgesellschaften, Verkauf der unbebauten Grundstücke, Reduzierung des Personals der Neuen Heimat Städtebau von 700 auf 500 Mitarbeiter. Weil die Marktlage sich aber nicht besserte und darum Verkäufe von Immobilien nur unter Wertberichtigungen erfolgen konnten, war bereits ein Jahr später eine weitere Kapitalspritze fällig, diesmal in Höhe von 450 Mio. DM. Erst anschließend gelang der Verkauf von Vermögen im größeren Stil. Vollständig reichte auch das nicht, um Verluste abzudecken. Für das Geschäftsjahr 1984 wurde deshalb das Eigenkapital der Neuen Heimat Städtebau von 230 auf 5 Mio. DM herabgesetzt. Gleichzeitig wurde die Organisation der Gruppe als Gleichordnungskonzern aufgegeben. Die Neue Heimat Städtebau wurde im November 1984 zu einer Aktiengesellschaft und in GSP Gesellschaft für Städtebau und Planung (GSP) umfirmiert. Die bauwirtschaftlichen Dienstleistungen wurden als Planbaucontract Gesellschaft für Planung und Bauerstellung mbH ausgegliedert, das Auslandsgeschäft in die Interpromotion Internationale Baupromotion GmbH. Ende 1985 ging die Planbaucontract an private Investoren, die GSP und die Interpromotion gingen an die BGAG. Sie wickelten die ausländischen Grundstücke ab, ebenso den Großklinikbau in Aachen und die Universitätsbauten in Göttingen. Anschließend erfolgte ihre Liquidation. Die genauen Kosten für die Abwicklung der Neue Heimat Städtebau sind nicht ermittelt worden. Sie werden allerdings auf zirka eine Mrd. DM geschätzt.

#### Abwicklung des gemeinnützigen Konzernteils

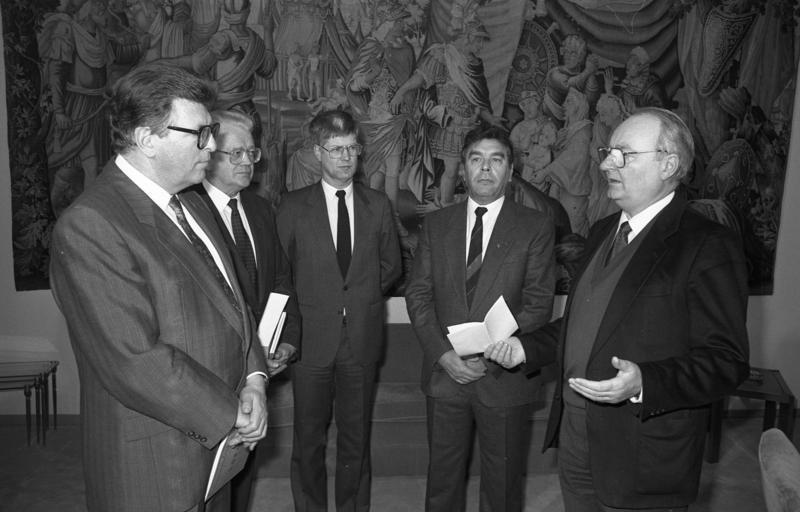
19. Januar 1987, eine Woche vor der Bundestagswahl: Übergabe des Berichts des Untersuchungsausschuss zur Neuen Heimat an den Bundestagspräsidenten Philipp Jenninger (links)

Der gemeinnützige Teil der Gruppe blieb ebenfalls nicht verschont. Die 1982 formulierten Überlegungen des neuen Vorstands zur Sanierung dieses Konzernteils waren angesichts der weiter rückläufigen Immobilienkonjunktur nicht ausreichend. Vor allen anderen Zielen rangierte darum zunächst das Bemühen um Konsolidierung. 1983 sah ein revidiertes Sanierungskonzept vor, dass diese Konsolidierung bis 1987 dauern sollte und die Hebung stiller Reserven in Höhe von etwa 2,3 Mrd. DM nötig sein würde. Das hieß: Über Personalabbau und Grundstücksverkauf hinaus waren auch Wohnungen im großen Stil zu veräußern. Diese Wohnungsverkäufe prägten den Zeitraum von Mitte Mai 1984 bis Anfang 1986. Der Wohnungsbestand verringerte sich so um 60.000 Einheiten. Etwas mehr als ein Drittel von ihnen ging an eine neu gegründete Auffanggesellschaft der BGAG, um diese Wohnungen nicht sofort am Markt, sondern nach und nach verkaufen zu können. Durch Verkäufe und Verkaufsabsichten entstand in der Mieterschaft große Unruhe. Überdies reichten die Erlöse nicht, um die weiterhin auflaufenden Verluste vollständig aufzufangen. Der gemeinnützige Teil der vormaligen Gruppe musste darum weiter Kredite aufnehmen. Die Zinsen dafür schnürten den Bewegungsspielraum des Unternehmens immer weiter ein. Die Summe der Darlehen für Betriebsmittel lag 1985 bei 5 Mrd. DM, die Summe der Gesamtverpflichtungen bei 17,1 Mrd. DM. Ein Ende der Verlustspirale war 1986 nicht abzusehen. Aus diesem Grund drehte sich die Stimmung unter den gewerkschaftlichen Anteilseignern: Statt der Konsolidierung des Wohnungsbau-Unternehmens wurde nun seine Auflösung erwogen. Der DGB-Bundeskongress beschloss im Mai 1986 daher, den gemeinnützigen Wohnungsbau aufzugeben. Hintergrund waren die anhaltenden Mieterproteste, die mittelfristig weiterhin zu erwartenden Defizite der Neuen Heimat sowie die Verstöße gegen die Wohnungsgemeinnützigkeit, die der Abschlussbericht eines Untersuchungsausschusses der Hamburgischen Bürgerschaft 1986 offengelegt hatte. Zunächst sollte die Loslösung von der Neuen Heimat durch regionalen Verkauf von Wohnungsbeständen an die Länder und Kommunen vonstattengehen. Insbesondere die Landesregierungen mussten aus politischen Gründen am Schicksal der Mieter Interesse zeigen und ebenfalls am Los der Gläubigerbanken. Andererseits sträubten sie sich gegen die Aussicht, Defizitbringer übernehmen zu müssen. Außerdem herrschte bei den Preisvorstellungen keine Einigkeit. Deshalb schritt die Regionalisierung nur langsam voran. In dieser Situation griffen die Verantwortlichen der BGAG auf Initiative von Lappas in einem „Verzweiflungsakt“ zu einem „Strohhalm“ und verkauften das Gesamtunternehmen Mitte September 1986 mit allen Aktiva und Passiva zum Symbolpreis von 1 DM an den bis dahin weitgehend unbekannten Berliner Großbäcker Horst Schiesser. Die Reaktion der Öffentlichkeit darauf war desaströs. Auch die Gläubiger – Banken und Versicherungen – waren nicht einverstanden und setzten nach knapp zwei Monaten die Rückabwicklung dieses Geschäfts durch. Ob und in welcher Höhe Schiesser entschädigt wurde, ist unklar. Ernst Breit, damals Vorsitzender des DGB, meinte zu dieser Kehrtwende im Rückblick: „Der Schaden war nun riesengroß geworden, vor allem politisch und psychologisch – geradezu verheerend!“ Unterdessen hatte die Union im Bundestag im Juni 1986 einen Untersuchungsausschuss etabliert. Sie beabsichtigte seit April 1986, die Neue-Heimat-Affäre zu einem Gegenstand des anstehenden Wahlkampfs zu machen, um die SPD zu schwächen. Im Brennpunkt der Medien stand der Ausschuss unter anderem, weil die gewerkschaftliche Seite seine Befugnisse bestritt und dabei bis vor das Bundesverfassungsgericht zog, dieser seinerseits jedoch seine Möglichkeiten mit aller Schärfe zur Geltung brachte. Das zeigte schlaglichtartig die Verhaftung von Alfons Lappas. Er wurde am 19. Oktober 1986 vor laufenden Kameras am Rednerpult des IG-Metall-Kongresses in Hamburg in Beugehaft genommen, weil er zuvor die Aussage vor dem Untersuchungsausschuss verweigert hatte.
1987 reaktivierten Heinz Sippel als Treuhänder der Banken und Hans Matthöfer als neuer Vorstandsvorsitzender der BGAG das Regionalisierungskonzept. Es gelang nicht zuletzt, weil der Untersuchungsausschuss des Bundestages seine Arbeit beendet hatte, der Wahlkampf vorbei war und die Immobilienkonjunktur ab 1988 wieder anzog. Auch private Interessenten für Wohnungsbestände konnten dann gefunden werden. 1990 war das Ende der Verkäufe mit der Veräußerung der Neuen Heimat Bayern an die Doblinger Unternehmensgruppe erreicht. Dieser Verkauf stand bereits unter veränderten gesetzlichen Vorzeichen. Mit dem Stimmen der Regierungsparteien war die Wohnungsgemeinnützigkeit zum 1. Januar 1990 abgeschafft worden. Als Erfolg verbuchten die Abwickler der Neuen Heimat, dass alle offenen Rechnungen beglichen, Massenentlassungen vermieden sowie Besitzstände der Belegschaften und Mieter weitgehend erhalten werden konnten. 1998 wurde die Muttergesellschaft der Neuen Heimat durch Verschmelzung auf die BGAG formal aufgelöst. Das letzte der Unternehmen aus dem Geflecht der Neuen Heimat befasste sich mit Pensionsansprüchen ehemaliger Mitarbeiter. Es wurde 2006 auf die BGAG verschmolzen.
Wie hoch die Kosten und Verluste der Gewerkschaften durch die Abwicklung des gemeinnützigen Teils der Neuen Heimat gewesen sind, ist nicht klar. Es fehlt eine finanzielle Schlussbilanz.

#### Legitimationsverlust und Ende der Gemeinwirtschaft

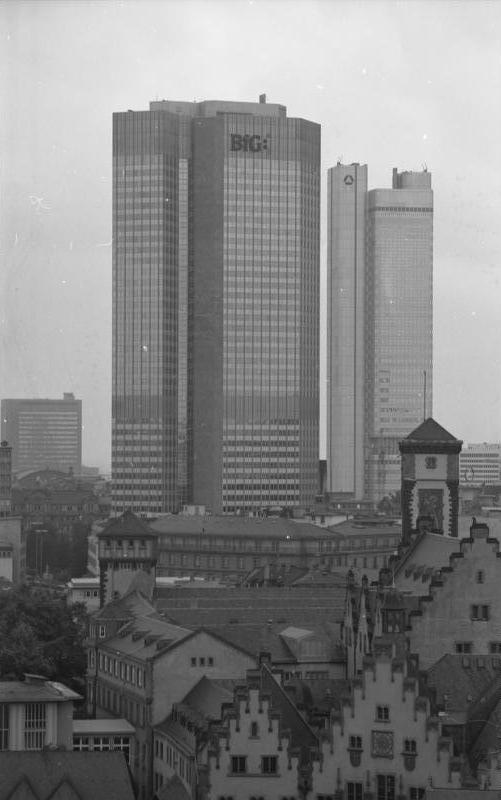
Das von der Neuen Heimat zwischen 1971 und 1977 errichtete Hochhaus der BfG, Frankfurt am Main 19; rechts dahinter der Silberturm (Foto: 1988)

Die Neue Heimat blieb keine Ausnahme der gemeinwirtschaftlichen Unternehmen. Auch andere, den Gewerkschaften anteilig, mehrheitlich oder ganz gehörende Großunternehmen wie die Volksfürsorge, die co op AG. und die BfG erlebten das Ende des 20. Jahrhunderts nicht. Sie waren ebenfalls nicht imstande, auf die deutlich veränderten sozioökonomischen Rahmenbedingungen ab Mitte der 1970er Jahre angemessen zu reagieren, die auf den jeweiligen Märkten zu Sättigungserscheinungen, zu Ausdifferenzierungen der Nachfrage und zur Erhöhung der Wettbewerbsintensität geführt hatten. Im Jahr 2000 war mit dem Verkauf der letzten verbliebenen Minderheitsbeteiligung an der BfG die Gemeinwirtschaft in Deutschland nurmehr Geschichte. Ihre finanzielle Schlussbilanz blieb unklar. Matthöfer schätzte den Schaden für die DGB-Gewerkschaften durch die Gemeinwirtschaft auf 12 Mrd. DM, hat dabei aber wohl auch entgangene Gewinne aus den früheren Gewerkschaftsunternehmen mit eingerechnet. Alles, was an Restposten nach 2000 noch bei der BGAG verblieb, musste sich allein nach Renditegesichtspunkten, also ausschließlich am Markt bewähren. Andere Ziele spielten keine Rolle mehr.

## Wahrnehmungen, Konflikte und Kritik

### Unternehmens- und gewerkschaftsinterne Standpunkte

#### Selbstdarstellung und Selbstsicht des Konzerns
In den ersten Jahren unter der Regie von Heinrich Plett verstand sich die Neue Heimat als Akteur, der dabei helfen wollte, ein drängendes Problem der Nachkriegszeit zu beseitigen: die Wohnungsnot. Für diese Jahre formulierte Vietor im Rückblick das „Leitwort“; es ging um „Wohnungen, Wohnungen und nochmals Wohnungen…“.
Bereits in der zweiten Hälfte der 1950er Jahre verließ der Konzern gedanklich die Pfade der Bedarfsdeckung. Er verstand sich „zunehmend als sozialpolitischer Akteur und Motor gesellschaftlicher Modernisierung“. Die Suche nach aussichtsreichen weiteren wirtschaftlichen Betätigungsfeldern führte zum Städtebau. Der Unternehmenserfolg wurde mehr und mehr mit dem gesellschaftlichen Wohlergehen verbunden. Die Neue Heimat präsentierte sich als mitverantwortlich für die umfassende Verbesserung des Lebensstandards und für die Stärkung der Wirtschaftskraft Deutschlands. Basierend auf seiner inneren Ausdifferenzierung und seinen Tätigkeitskreisen weit über Deutschland hinaus entwickelte sich das Selbstverständnis des Konzerns, im Wohnungs- und Städtebau ein „universeller Systemanbieter“ zu sein. Das kulminierte in Vietors Aussage: „Wenn Sie wollen, können Sie bei uns eine komplette Stadt bestellen.“ Er postulierte darüber hinaus, die Arbeit der Neuen Heimat sei „Dienst am Fortschritt“.

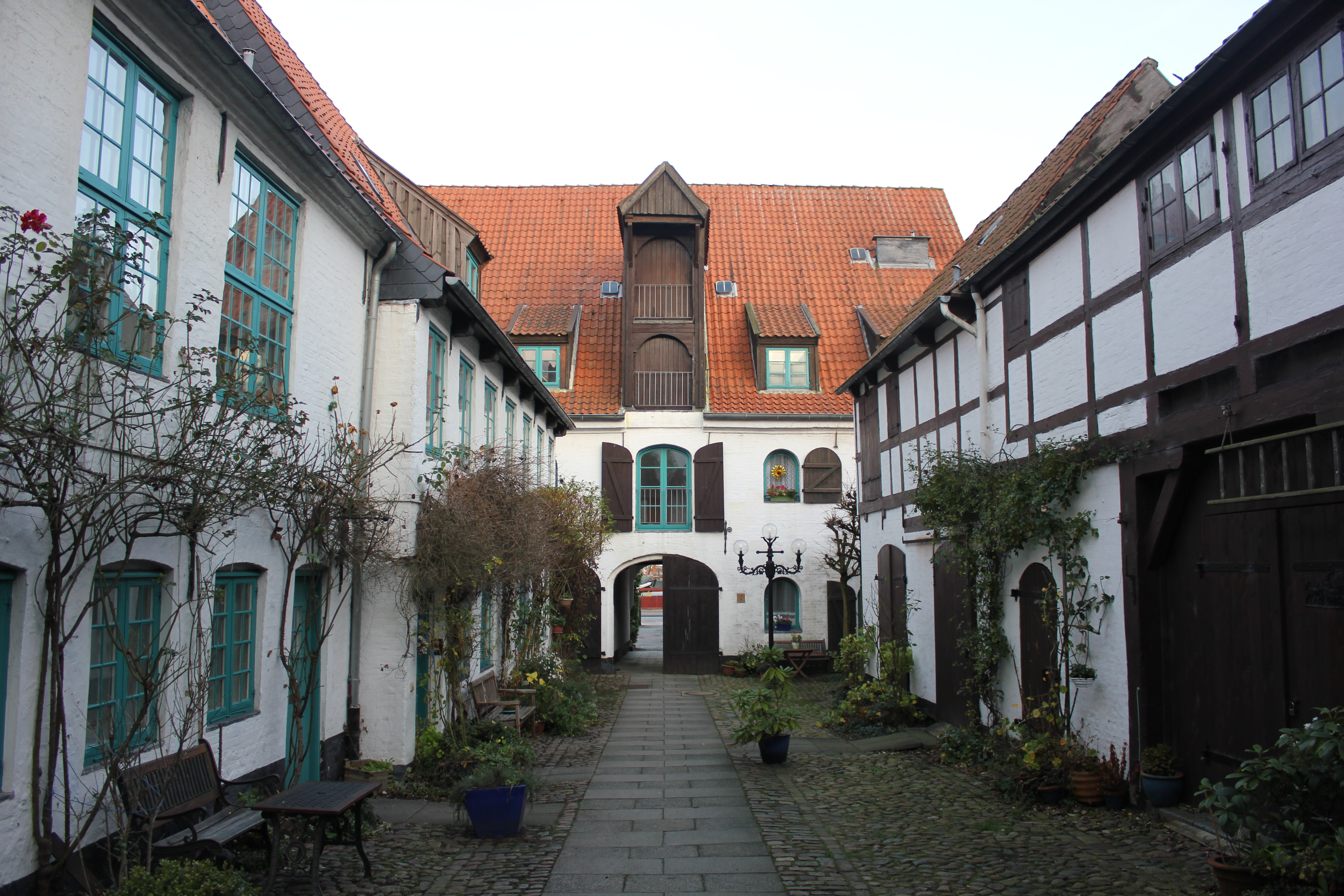
Sanierung statt Abriss: Ein Kaufmannshof in Flensburg (Foto: 2011)

Kritik an den Ergebnissen seiner Bautätigkeit wehrte das Unternehmen nicht pauschal ab. Wo es ihm opportun erschien, ging es darauf ein. Das prominenteste Beispiel dafür war die Zusammenarbeit mit Alexander Mitscherlich in Neuperlach und Emmertsgrund. Auch in anderen Fällen gab sich die Neue Heimat lernfähig, beispielsweise auf dem Gebiet der Innenstadtsanierungen in Stade, Flensburg oder Marburg.
Nachdem 1982 die Machenschaften der Vorstandsmehrheit publik geworden waren, verlor der Konzern die Fähigkeit, von sich aus nachhaltig auf sein Bild in der Öffentlichkeit Einfluss zu nehmen. Er fand dort kaum mehr Rückhalt. Auch die Gewerkschaften als Eigentümer wandten sich ab, weil sie erhebliche finanzielle Nachteile und starke Imageverluste zu fürchten hatten.
Der seit 1950 tätigen Pressestelle oblag der Kontakt zu Journalisten, die bis Ende der 1960er Jahre an den Aktivitäten des Konzerns wenig Anstoß nahmen, sondern diese überwiegend positiv bewerteten. Darüber hinaus nutzte der Konzern sein von 1954 bis 1982 erschienenes Periodikum Neue Heimat Monatshefte, um seine Sichtweisen und Interessen der Fachwelt von Planern und Entscheidern bekannt zu machen. Es war professionell gestaltet und vierfarbig auf hochwertigem Bilderdruckpapier produziert. Als Autoren kamen nicht allein Mitarbeiter der Neuen Heimat zu Wort, sondern auch Journalisten, Publizisten und externe Experten. Darüber hinaus ließ der Konzern rund 50 Werbe- und Imagefilme produzieren. Sie präsentierten das Leben in Siedlungen und Wohnungen der Neuen Heimat als modern, komfortabel, fortschrittlich und für junge Familien geeignet. Mit der Ausdehnung des Unternehmens in den Städtebau und ins Ausland folgten eine Reihe von Erklärfilmen.

#### Kritik durch Betriebsräte und leitende Angestellte
Insbesondere durch den personellen Ausbau des Unternehmens strömte seit 1970 eine neue Mitarbeitergeneration in die Neue Heimat. Vielfach waren es Akademiker, die Architektur oder Bauingenieurwesen studiert hatten. Das brachte Konflikte mit sich, denn sie übernahm nicht umstandslos die Vorstellungen der älteren Generation, die mit ihrer Arbeit die drängende Wohnungsnot der Nachkriegszeit bekämpft hatte. Kritik und partizipative Ansprüche bekamen einen höheren Stellenwert, auch im Konzernbetriebsrat. Dieser übernahm dabei manch scharfes Argument der externen Unternehmenskritiker. Im Aufsichtsrat bemängelte der Konzernbetriebsrat das Auslandsgeschäft, den Umgang mit Hausbesetzern und vor allem die Höhe der Vorstandsgehälter. Vietor hielt es für selbstverständlich, dass Mitglieder des Vorstands wie Manager nicht-gemeinwirtschaftlicher Unternehmen vergütet werden sollten. Der Konzernbetriebsrat sah das anders; Gewerkschaftsunternehmen dürften sich gegenüber Umverteilungsvorstellungen nicht verschließen, das beziehe die Gehaltshöhen des Vorstands mit ein. Vetter und Lappas ließen hier nicht mit sich reden. Die moralische Dimension der Betriebsratsvorstellungen war damit aber nicht vom Tisch, denn sie spiegelte nur, was die Gewerkschaftsbasis in weiten Teilen ebenfalls über Managergehälter dachte.
Ende 1980 erarbeiteten leitende Angestellte ein Memorandum. Es hob hervor, dass Aufgaben und Ziele der Neuen Heimat undeutlich geworden seien. Dadurch sei Mitarbeiterengagement blockiert, ebenfalls die Unterstützung von Gewerkschaftsmitgliedern und Teilen der Öffentlichkeit. Die Neue Heimat könne zwar behaupten, sie sei besonders sozial, überzeugend darlegen könne sie das in der Gegenwart aber nicht. Die leitenden Angestellten plädierten für eine Orientierung am Leistungsgedanken. Das Unternehmen müsse durch ein besseres Kosten-Leistungsverhältnis überzeugen. In diese Richtung sei das Selbstverständnis des Unternehmens zu reformulieren. Eine Profilierung des Leistungsgedankens hätte die Abkehr von unproduktiven Geschäftsbereichen und die Verringerung des Personalkostenblocks bedeutet. Dazu waren die Gewerkschaften als Anteilseigner und der Vorstand nicht bereit.

#### Gewerkschaftsinterne Rezeption
Die Gewerkschaften betrachteten die Neue Heimat und den gemeinnützigen Wohnungsbau in den 1950er Jahren als Mittel, die der Markt- und Profitlogik im Wohnungswesen etwas Wirksames entgegensetzen konnten. Die Grundsätze der Gemeinnützigkeit waren hierbei für sie entscheidend, um in diesem Wirtschaftssektor und Lebensbereich Bedarfsorientierung statt Gewinnorientierung voranzutreiben. In den 1950er Jahren gab es so gut wie keine Kritik der Gewerkschaften an den Praktiken der eigenen Wohnungsbaugesellschaften. Zwischen den Gewerkschaftsvertretern in den Aufsichtsgremien und der Geschäftsführung der Neuen Heimat bestand ein außerordentlich harmonisches Verhältnis. Auch an der Gewerkschaftsbasis war der Blick auf die Unternehmensgruppe kaum anders. Allerdings gab es gelegentlich Kritik an der Vergabe von Wohnungen, wenn diese an Nicht-Gewerkschaftsmitglieder gingen. 1961 griff Adolph Kummernuss diese Kritik im DGB-Bundesausschuss auf. Seine Wortmeldung wurde allerdings kaum ernstgenommen und blieb daher folgenlos.
Folgeeinrichtungen und Kommunalbauten hatten nur noch sehr vermittelt mit den Bedarfsdeckungsvorstellungen zu tun, die an der Gewerkschaftsbasis noch lange und weit verbreitet waren. Hier entstand der Neuen Heimat zunächst kein Legitimationsproblem, weil Teile der Gewerkschaften Ende der 1950er/Anfang der 1960er Jahre die Rolle ihrer eigenen Unternehmen neu definierten und dabei den Begriff der Gemeinwirtschaft veränderten. Sie sollte nicht mehr, wie noch in der Weimarer Republik, den Auftakt für eine Überwindung des Kapitalismus darstellen. Sie sollte stattdessen – neben staatlicher Intervention in die Märkte – dafür sorgen, dass der Wettbewerb gestärkt würde, der durch Konzentrationstendenzen in Märkten gefährdet sei. Gewerkschaftsunternehmen seien in der Lage, Monopole und Kartelle zu brechen und zugunsten der Verbraucher einen Preisdruck nach unten zu erzeugen. Gerhard Weisser entwickelte dieses Konzept, das von Walter Hesselbach ausgebaut wurde. Mit diesen Ideen ließ sich die Expansion in Märkte jenseits des Wohnungssektors begründen. Umstandslos durchsetzbar waren diese Vorstellungen allerdings nicht, denn insbesondere Otto Brenner, Vorsitzender der IG Metall, war Sprecher des Widerlagers, das an Sozialisierungsvorstellungen festhielt.

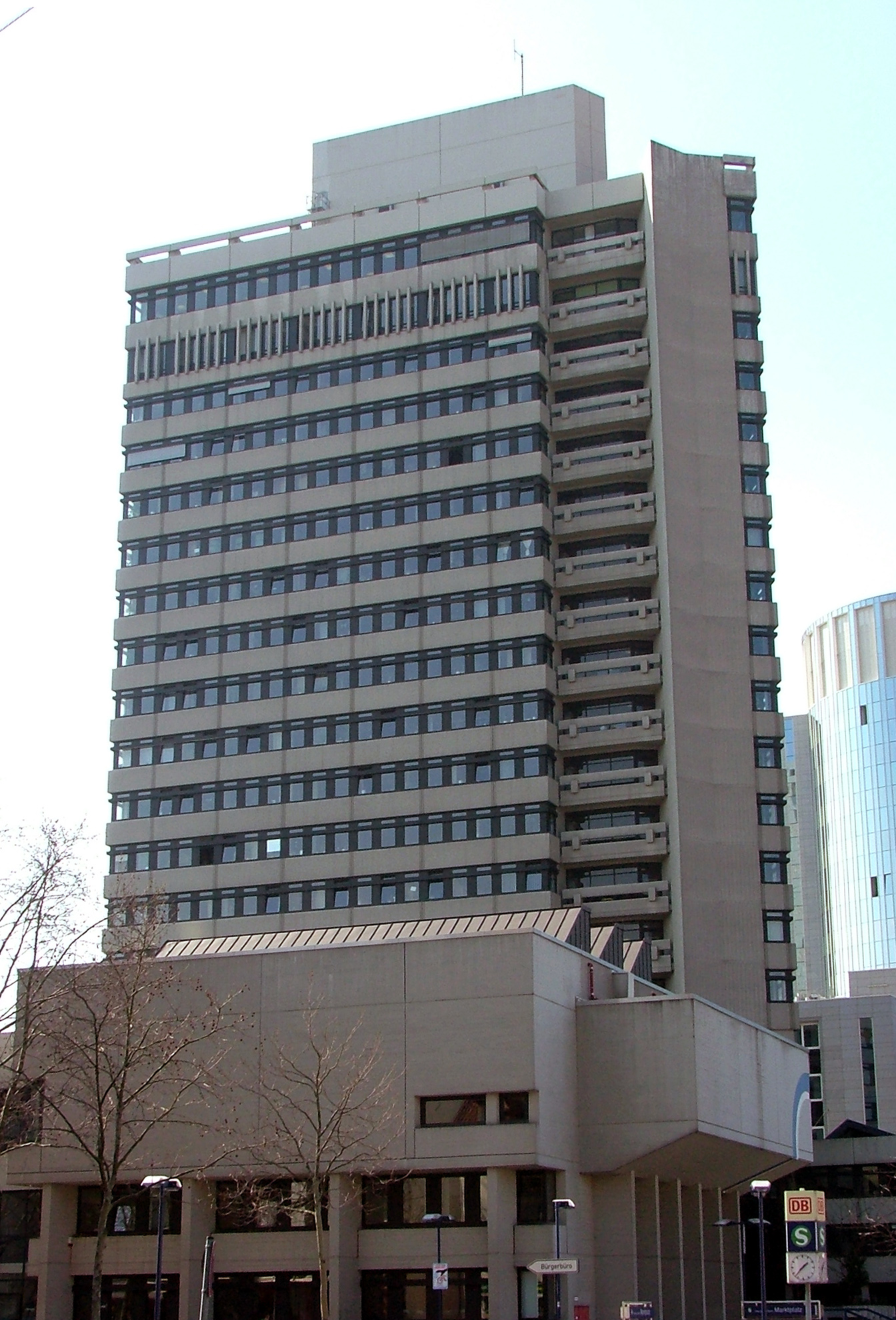
Von der Neuen Heimat im Stil des Brutalismus 1968–1971 errichtetes Rathaus in Offenbach am Main, mittlerweile unter Denkmalschutz (Foto: 2005)

1964 publizierte der Journalist Gerhard A. Friedl eine polemische Schrift gegen Gewerkschaftsunternehmen. Er unterstellte ihnen, Macht zugunsten gewerkschaftlicher Spitzenfunktionäre zu konzentrieren. Das Buch wurde in relevanten Medien wie der Fernsehsendung Panorama – im Beitrag wurde unter anderem Vietors Anwesen in Wedel gezeigt – und der Frankfurter Allgemeinen Zeitung aufgegriffen. Zugleich provozierte es zwei Jahre später eine Gegenschrift von Bernt Engelmann und 1970 eine zustimmende und weiter zuspitzende Buchpublikation von Wilfried Scharnagl. Die Gewerkschaften waren durch die Inhalte von Friedls Schrift nicht sonderlich irritiert. Es beunruhigte sie jedoch, dass die antigewerkschaftlichen Aussagen bei Teilen der Gewerkschaftsbasis auf Resonanz trafen. Offenbar wirkte hier die Panorama-Sendung. Es ließ sich schwer vermitteln, warum von der Neuen Heimat beispielsweise Rathäuser oder Universitätsgebäude errichtet wurden, obgleich Gewerkschaftsmitglieder ihre eigenen Wohnverhältnisse immer noch als unzureichend ansahen. Der Aufsichtsrat der Neuen Heimat diskutierte daraufhin, ob man den Selbsthilfegedanken und den Wohnungsbau nicht wieder stärken solle oder Gewerkschaftsmitgliedern auf andere Weise Vorteile gewähren könne. Hesselbach, im Aufsichtsrat der Neuen Heimat vertreten, sprach sich dagegen aus. Das sei antiquiert. Man müsse stattdessen die Rolle auch der Neuen Heimat in der regulativen Gemeinwirtschaft der Marktwirtschaft betonen. Auch Vietor unterstrich entsprechende Einwirkungsmöglichkeiten seines Unternehmens auf das Marktgeschehen. Der Aufsichtsrat forderte von der Geschäftsführung, Handreichungen zu erstellen, die einfache Gewerkschaftsfunktionäre und Gewerkschaftsmitglieder von der Neuen Heimat als Akteur für das Gemeinwohl überzeugen sollten. Diese Handreichungen und Vorträge zur Gemeinwirtschaft wurden stärker als erwartet nachgefragt, was den erheblichen Informationsbedarf zeigte. Walter Hesselbach fasste außerdem die Gemeinwirtschaftskonzeption knapp und allgemeinverständlich zusammen. Sein Buch entwickelte sich im Gewerkschaftsmilieu in dieser Frage „zu einer Art kanonischem Text“.
Weil es in der ersten Hälfte der 1970er Jahre vermehrt kritische Medienberichte über das Unternehmen gab, rumorte es auch unter den Gewerkschaftsmitgliedern. Insbesondere ein Panorama-Bericht von Sommer 1973 zeigte Wirkung. Aus diesem Grund setzte der DGB-Bundesausschuss im September 1973 eine Sitzung an, die sich ausschließlich mit der Neuen Heimat befasste. Die Anwesenden setzten durch, dass bestimmte Bauprojekte nicht weiter verfolgt wurden, und forderten die Neue Heimat zu einem verbesserten Umgang mit ihren Mietern auf. Die grundsätzliche Funktion des Unternehmens wurde nicht infrage gestellt, das galt auch für die Gemeinwirtschaftskonzeption insgesamt. Sofern in der Öffentlichkeit daran Zweifel aufkämen, handle es sich nicht um ein Problem in der Sache selbst, sondern nur um eines der Vermittlung. Aus dieser Einschätzung heraus wurde die Optimierung der Öffentlichkeitsarbeit gefordert. Diese sollte sowohl in die allgemeine Öffentlichkeit als auch in die Gewerkschaften hineinwirken, dort beispielsweise auf Bildungsveranstaltungen der DGB-Einzelgewerkschaften. Große Erfolge waren den innergewerkschaftlichen Aufklärungsmaßnahmen nicht beschieden. Auf dem 10. Gewerkschaftskongress forderte die Deutsche Postgewerkschaft 1975, die Gewerkschaftsunternehmen müssten ihre Bedeutung besser herausstellen, damit sie von den Mitgliedern aktiv unterstützt werden. Zwei Jahre später verbreitete sich durch Verkaufspläne von Mietwohnungsbeständen der Neuen Heimat erneut Unruhe unter den Mitgliedern. 1977 lud der DGB-Bundesvorstand deshalb die Bildungsreferenten der Einzelgewerkschaften und die der gewerkschaftlichen Bildungseinrichtungen zu einer Klausurtagung ein. Diese Fachleute waren seit 1973 in der Aufklärungspflicht, hegten persönlich aber häufig Zweifel am Gebaren der Neuen Heimat und weiterer Gewerkschaftsunternehmen, deren Vorstände ebenfalls eingeladen waren. Auf der Klausurtagung zeigte sich, dass den Mitgliedern die Funktion jener Unternehmen besser zu vermitteln waren, die der Kampfkraft der Gewerkschaften dienten. Das galt beispielsweise für die Bank für Gemeinwirtschaft. Unternehmen, die der Versorgung dienten, hatten es offenbar schwerer, zumal dann, wenn es kaum noch Versorgungslücken gab. Das zielte auf die Neue Heimat. Ein Mehr an gewerkschaftlichen Drucksachen zur Darstellung der Gemeinwirtschaftszwecke werde hier nicht helfen. Bernd Otto, vormals Vetters persönlicher Referent und damals Vorstandsmitglied von co op, meinte, unter den grundlegend veränderten wirtschaftlich-gesellschaftlichen Rahmenbedingungen könnten Gewerkschaftsunternehmen nur noch durch „Leistung“ überzeugen. Eine andere Gruppe der Klausurteilnehmer übermittelte die Forderung, die Gewerkschaften müssten sich von ihren Unternehmen trennen. Diese Forderung war an der Gewerkschaftsbasis verbreitet. Gewerkschaftsfunktionäre, die zu einer solchen Geschäftsaufgabe selbst aufforderten, waren zur Klausurtagung nicht eingeladen worden, die Erörterung dieser Position ließ sich aber nicht vermeiden. Sie war jedoch schon allein aus materiellen Gründen nicht durchsetzbar. Im Ergebnis forderten die Klausurteilnehmer mehrheitlich, die Gewerkschaftsspitzen sollten die gemeinwirtschaftlichen Positionen des DGB noch einmal präzisieren. Das 1978 vom Bundesvorstand des DGB beschlossene Positionspapier war in der Praxis jedoch keine Hilfe, denn die Kernbehauptungen zur Gemeinwirtschaft wurden nicht revidiert oder aktualisiert. Stattdessen wiederholte man: Die Gemeinwirtschaftskonzeption entspreche den gewerkschaftlichen Vorstellungen, die Unternehmen agierten verbraucherorientiert; sie verbesserten durch ihre Angebote die Lebenssituation der Arbeitnehmer; sie stärkten die Gewerkschaftsbewegung. Auch der Wachstumsgedanke wurde in diesem Papier erneut bekräftigt. Es erzielte an der Gewerkschaftsbasis wenig Wirkung. Teile der Gewerkschaften machten bald öffentlich Front gegen die Neue Heimat. Beispielsweise solidarisierten sich junge Gewerkschafter und Intellektuelle in der Gewerkschaftsbewegung mit den Berliner Hausbesetzern. Ganze Gewerkschaftsorganisationen verurteilten hier die Neue Heimat, beispielsweise die DGB-Jugend, die Gewerkschaft Handel, Banken und Versicherungen und die IG Druck und Papier.

### Externe Perspektiven

#### Grundsätzliche Gegnerschaft

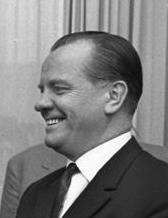
Paul Lücke (Foto: 1961)

Wohnungspolitiker der Unionsparteien erblickten in der Neuen Heimat während der 1950er Jahre ein mächtiges Unternehmen und hielten es für einen zentralen Gegner ihrer Eigenheim-Politik. Insbesondere Paul Lücke tat sich von Mitte der 1950er bis Mitte der 1960er Jahre, also vor und während seiner Zeit als Wohnungsbauminister, dabei hervor. Er versuchte, die Stellung der gemeinnützigen Wohnungsbau-Unternehmen und damit auch und vor allem der Neuen Heimat zu schwächen, indem er zum einen die sogenannte Anbietungspflicht forderte: Errichtete Wohnungen durften durch die Wohnungsbaugesellschaften nicht vermietet, sondern mussten verkauft werden – so seine Idee. Zum anderen sollten öffentliche Mittel nur noch dann in den Mietwohnungsbau fließen, wenn nach Klärung aller Förderanträge für den Eigenheimbau dafür noch Restmittel übrig waren. Gegen derartige Pläne machten SPD, Gewerkschaften und gemeinnützige Wohnungsbaugesellschaften mobil. Lücke scheiterte schließlich mit seinen Vorhaben.

#### Filz-Vorwürfe

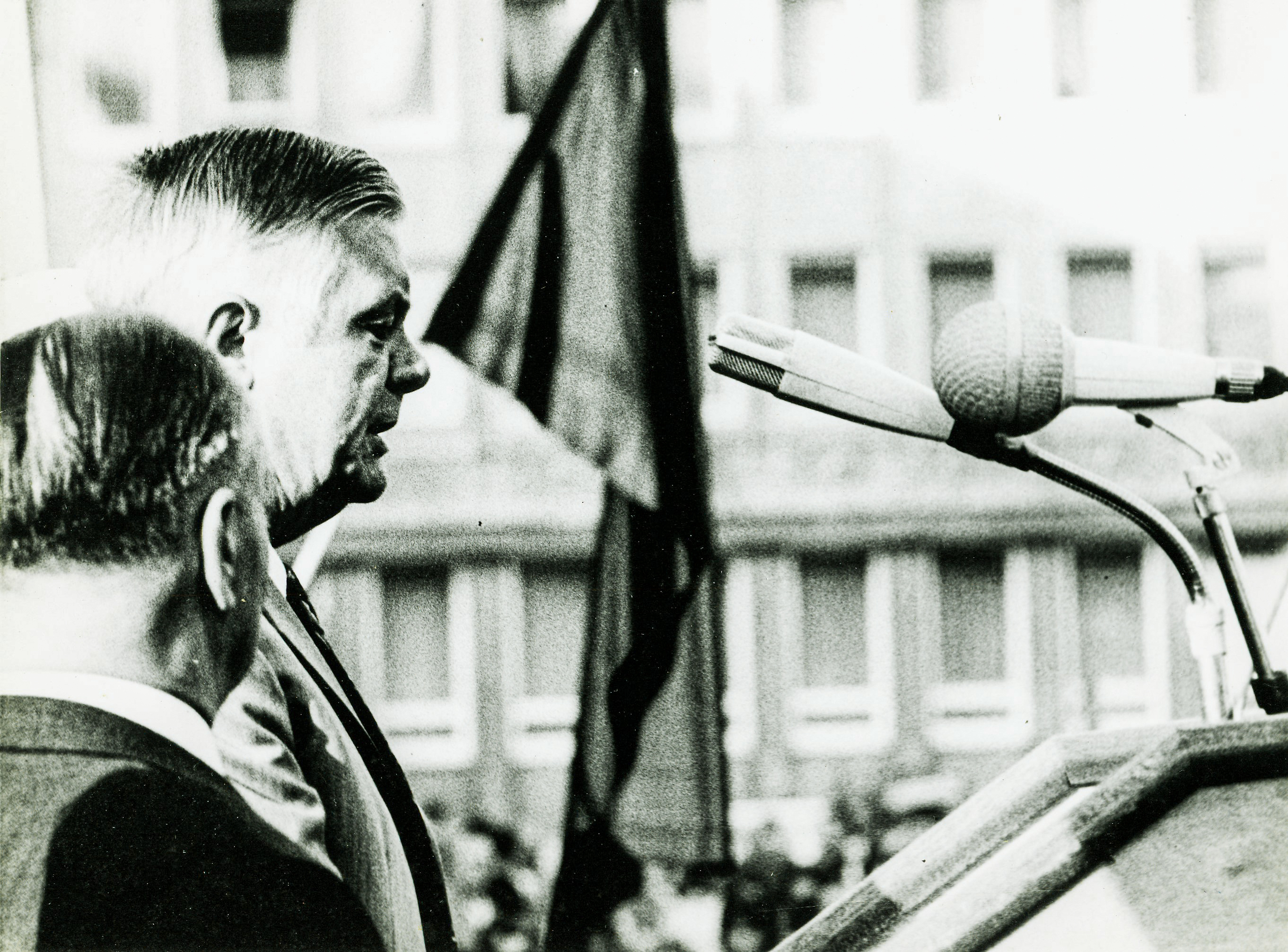
Richard Boljahn (Foto: 1968)

Der Bremer Baulandskandal von 1969 sorgte für den Auftakt der Filz-Vorwürfe. Richard Boljahn regte 1966 bei der Bremer Tochter der Neuen Heimat den Bau einer Trabantenstadt mit 15.000 Wohnungen im Norden Bremens an. Die halbstaatliche Grundstücksgesellschaft Weser erwarb zu diesem Zweck im Hollerland landwirtschaftliche Flächen. Aufsichtsratsvorsitzender dieser Gesellschaft war Boljahn selbst. Sie schaltete jedoch den Makler Wilhelm Lohmann ein, der mit Boljahn befreundet war. Lohmann erwarb auf eigene Rechnung weitere Flächen. Wenig später wurden alle Flächen an die Neue Heimat weiterverkauft. Diese Käufe und Verkäufe erfolgten, als der Bremer Senat und die Bremische Bürgerschaft noch nichts in der Sache entschieden hatten. Als das insbesondere durch Berichte des Journalisten Ulrich Manz bekannt wurde, reagierte die Opposition in der Bürgerschaft mit scharfer Kritik: In der Landesverfassung vorgesehene Entscheidungsinstanzen seien übergangen worden. Der Hinweis, man habe durch frühzeitige Landkäufe Spekulationsgewinne verhindern wollen, fruchtete nicht, denn Lohmann hatte von seinem Insiderwissen erheblich profitiert. Die Presseberichte zeigten überdies, dass der Makler auch in anderen Fällen Gewinne zum Schaden der Stadt eingestrichen hatte. Nun setzte die Bürgerschaft einen Untersuchungsausschuss ein. Seine Sitzungen wurden live von Radio Bremen übertragen. Die Öffentlichkeit erhielt so einen Eindruck von der Machtstellung Boljahns und von der politischen Vetternwirtschaft bei Grundstücksgeschäften. Überdies deckte der Ausschuss auf, dass Boljahn die Neue Heimat dauerhaft beriet – gegen eine Monatsvergütung von 4.000 DM, 300 DM Spesen pro Monat kamen hinzu. Boljahn musste sich im Anschluss einem Parteiordnungsverfahren stellen und verlor seine Führungspositionen in der Bremer SPD und beim DGB-Ortskartell. Im Anschluss arbeitete er als Prokurist der Neuen Heimat Kommunal und Umweltschutzbevollmächtigter der gesamten Neue-Heimat-Gruppe. Überdies musste auch Bausenator Wilhelm Blase zurücktreten, weil er in die Vetternwirtschaft verwickelt war. Gleiches galt für den CDU-Bürgerschaftsabgeordneten Hans Ludwig Kulenkampff. Sein Amt verlor auch Paul-Heinz Schubert, der Vorsitzende der FDP-Fraktion in der Bürgerschaft. Er hatte im Untersuchungsausschuss Front gegen den von der FDP mitgetragenen Senat gemacht. Das wurde ihm von den Mitgliedern der FDP-Bürgerschaftsfraktion als Vertrauensbruch verübelt. Im Nachgang der Affäre verengten sich die Zugänge der Neuen Heimat zur politischen Macht in Bremen. Zudem blieb sie auf den erworbenen Grundstücken im Hollerland sitzen und war von weiteren Großbauprojekten im Stadtstaat praktisch ausgeschlossen.
1975 kam es in Bremerhaven zu politischem Wirbel, als es um die Auftragsvergabe für eine städtische Müllverbrennungsanlage ging. Auftraggeber und Auftragnehmer waren auch hier nicht klar getrennt: Werner Lenz, der Vorsitzende der SPD-Fraktion in der Stadtverordnetenversammlung von Bremerhaven, war zugleich Geschäftsführer der örtlichen Neue-Heimat-Tochtergesellschaft. Hinzu kam die Überdimensionierung der Anlage: Sie konnte dadurch nicht rentabel betrieben werden und sorgte für kommunale Schulden. Auch dieser Fall war Gegenstand eines parlamentarischen Untersuchungsausschusses.

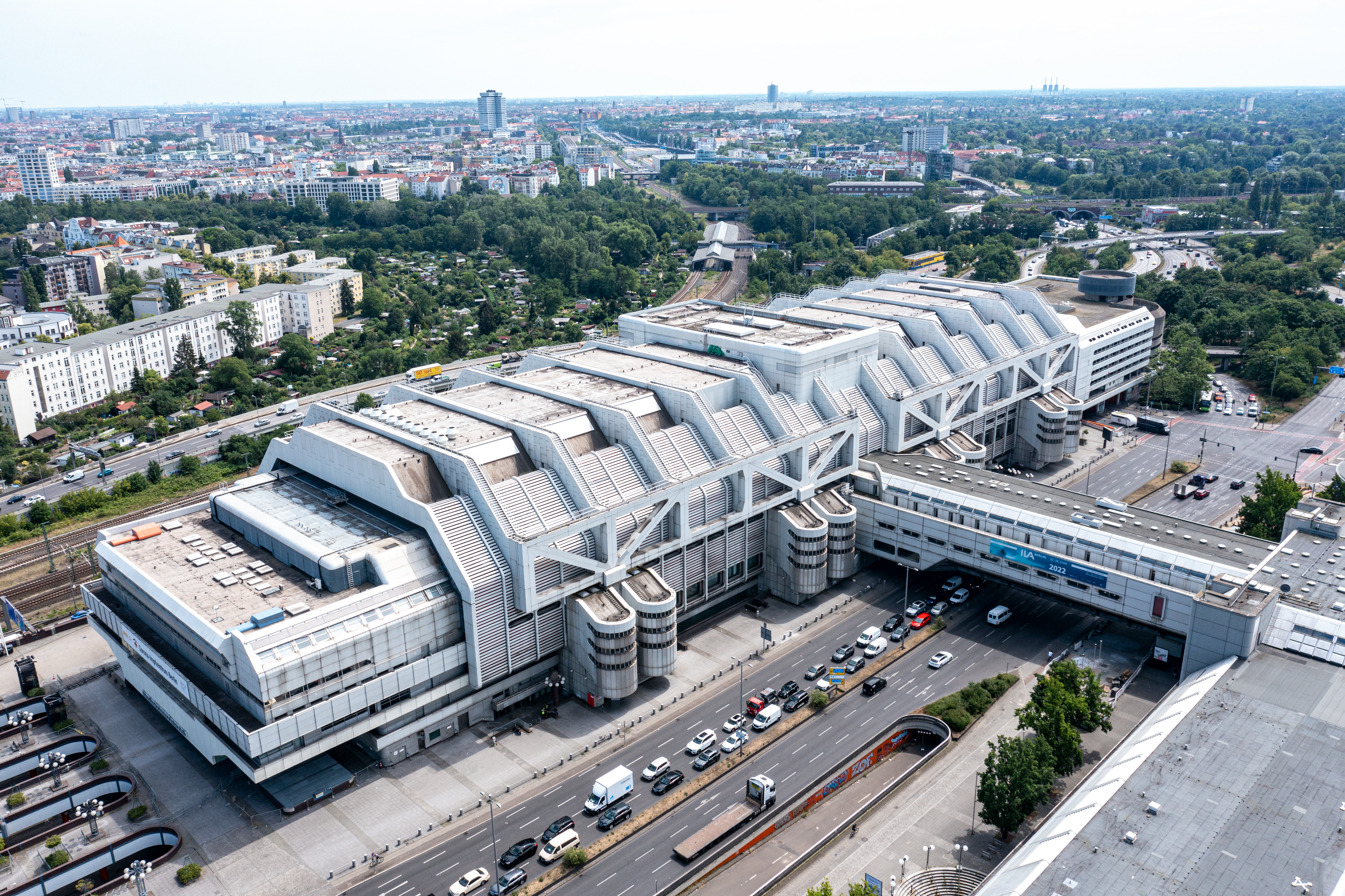
Das von 1973 bis 1979 gebaute Internationale Congress Centrum Berlin (Foto: 2022)

In Berlin entwickelte sich der Bau des Internationalen Congress Centrums für die Neue Heimat zu einem Imageproblem. Die Baukosten überstiegen die geplante Summe von 300 Mio. DM um mehr als das Dreifache. Als die Berliner Presse dies aufgriff, fragte sie, wie die Neue Heimat überhaupt an den Auftrag gekommen war. Die Neue Heimat hatte nur ein knappes Bewerbungsschreiben vorgelegt, während ihre Wettbewerber damals umfangreiche Detailpläne und -berechnungen eingereicht hatten. Das erzeugte nachträglich den Verdacht, die Beziehungen der Neuen Heimat zum SPD-geführten Berliner Senat hätten den Ausschlag für die Vergabe gegeben. In Berlin gab es noch weitere Probleme. Die Neue Heimat hatte versucht, Journalisten zu bestechen; lokale Geschäftsführer der Neuen Heimat waren zudem wegen Subventionsbetrugs angeklagt.
Auch in Nordrhein-Westfalen befasste sich der Landtag mit der Neuen Heimat. Auslöser waren Auseinandersetzungen um das Großklinikum Aachen. Hier stand nicht nur die Neue Heimat in der Kritik, auch die sozialdemokratisch geführte Landesregierung und insbesondere Johannes Rau, vormals Wissenschaftsminister und mittlerweile Ministerpräsident, wurden im Bericht des parlamentarischen Untersuchungsausschusses zum Teil schwer belastet.

#### Zweifel am gemeinwirtschaftlichen Anspruch
Der hohe volkswirtschaftliche und gesellschaftliche Anspruch, der in der Gemeinwirtschaftskonzeption zum Ausdruck kam, wurde von der Neuen Heimat und von Vietor immer wieder genutzt, um die eigene Wachstumspolitik zu rechtfertigen. Die Unternehmensgruppe müsse noch größer werden, um sich zugunsten der Verbraucher auf allen von Wettbewerbsverzerrungen gekennzeichneten oder bedrohten Märkten der Bauwirtschaft einsetzen zu können. Auf die Konfrontation dieses Anspruchs mit den Wirklichkeiten von „Filz“, den Aktivitäten im gehobenen Wohnungsbau oder dem umfassenden Auslandsengagement reagierte das Unternehmen in der ersten Hälfte der 1970er Jahre regelhaft mit Hinweisen auf die große Bedeutung des Sozialwohnungsbaus. Als dort allerdings die Schwierigkeiten zunahmen – beispielsweise durch sinkende Fertigstellungszahlen, Mängel in den Wohnungen oder soziale Probleme in Großsiedlungen – verlor diese Argumentation mehr und mehr an Wirkung. In noch stärkerer Weise schlugen die Miethöhen für neu errichtete Wohnungen in der zweiten Hälfte der 1970er Jahre durch. Sie lagen regelhaft über dem Marktdurchschnitt, was sozialen Zielen zuwiderlief. Als das Unternehmen aufgrund seiner finanziellen Engpässe die Instandhaltungsaktivitäten zurückfuhr, mehrten sich Presseartikel, die die teils gravierenden Wohnungsmängel mit dem Gemeinwirtschaftsanspruch der Neuen Heimat kontrastierten. Mieterhöhungen, die in der zweiten Hälfte der 1970er Jahre zum Teil drastisch ausfielen, bargen ebenfalls das Risiko, den sozialen Anspruch der Neuen Heimat zu untergraben. Dies war besonders dann der Fall, wenn sich Mieter organisierten, Streitigkeiten über die Mieterhöhungen gerichtlich ausgefochten wurden und die Presse dies aufgriff. Kritik konnte hier bis an den Kern des Legitimationsanspruchs gehen: Die Gemeinnützigkeit und das Gemeinwirtschaftskonzept der Neuen Heimat seien nur Deckmäntel für die Durchsetzung klassischer Gewinnabsichten.

#### Hausbesetzungen und Widerstand gegen Abrissvorhaben und Flächensanierungen
Hausbesetzungen in Frankfurt am Main wurden seit Ende 1970 zum Vorbild für eine in Deutschland bis dahin nicht praktizierte Form des Protests gegen umfangreiche und großflächige Abrisspläne von Altbauten. Alte Wohngebäude wurden häufig von Studenten und Jugendlichen bewohnt, die günstige Mietwohnungen in Innenstadtlagen suchten. Durch Studentenunruhen der 1960er Jahre politisiert, protestierten sie auf diese Weise gegen Sanierungsplanungen „von oben“ und prangerten dabei auch die Spekulation mit Wohnimmobilien an.
Die Neue Heimat war davon erstmals im April 1973 betroffen. Hier erfolgte die Besetzung eines Wohnhauses in Hamburg-Hohenfelde (Ekhofstraße 39). Es lag in der Nachbarschaft der Neuen-Heimat-Zentrale. Die Bewobau hatte in diesem Quartier mehr als 100 Wohnungen erworben, um sie abzureißen und hochwertige Eigentumswohnungen zu errichten. Die dortigen Mieter wehrten sich dagegen, denn es war absehbar, dass sie dadurch aus ihrem angestammten Wohngebiet fortziehen mussten. Mit den Anwohnerprotesten verband sich nun die Hausbesetzer-Szene. Sie sah in der Neuen Heimat ihren Gegner, den sie der Immobilienspekulation und der Vernichtung von günstigem Wohnraum bezichtigte. Vietor war darüber regelrecht empört. Er betrachtete diese Proteste als Denunziation sozialer Politik und als kaum getarnte Umsturzversuche. Er beharrte darauf, dass die Neue Heimat auch weiterhin ihre Leistungen für die Bevölkerung herausstreichen sollte. Obgleich die Hausbesetzung nach fünf Wochen durch einen Polizeieinsatz beendet wurde und obwohl die Besetzer durch militante Aktionen rasch alle Sympathien in der Öffentlichkeit verloren hatten, verhinderte diese Haltung, einen Einstellungswandel in relevanten Teilen der Bevölkerung zur Kenntnis zu nehmen und aufzugreifen. Es ging in den 1970er Jahren nicht mehr nur um die rein materielle Versorgung, sondern mehr und mehr um das, was mit den Begriffen Kleinteiligkeit, Maßstäblichkeit, Überschaubarkeit, Identität und Lebensqualität bezeichnet wurde. Dieser Wandel zeigte sich im Wohnungssektor in den Besetzungen und verbreitet in der wachsenden Kritik an Flächensanierungen. Selbst als die Neue Heimat sich Ende des Jahrzehnts auf behutsamere Modernisierungsstrategien eingestellt hatte, blieb sie mit dem Vorwurf angreifbar, sie verknappe Wohnraum künstlich und verteuere ihn. In Hohenfelde wurde die von der Neuen Heimat anfangs geplante Hochhausbebauung zugunsten einer vier- bis sechsgeschossigen Backsteinarchitektur mit Sozialwohnungen aufgegeben.

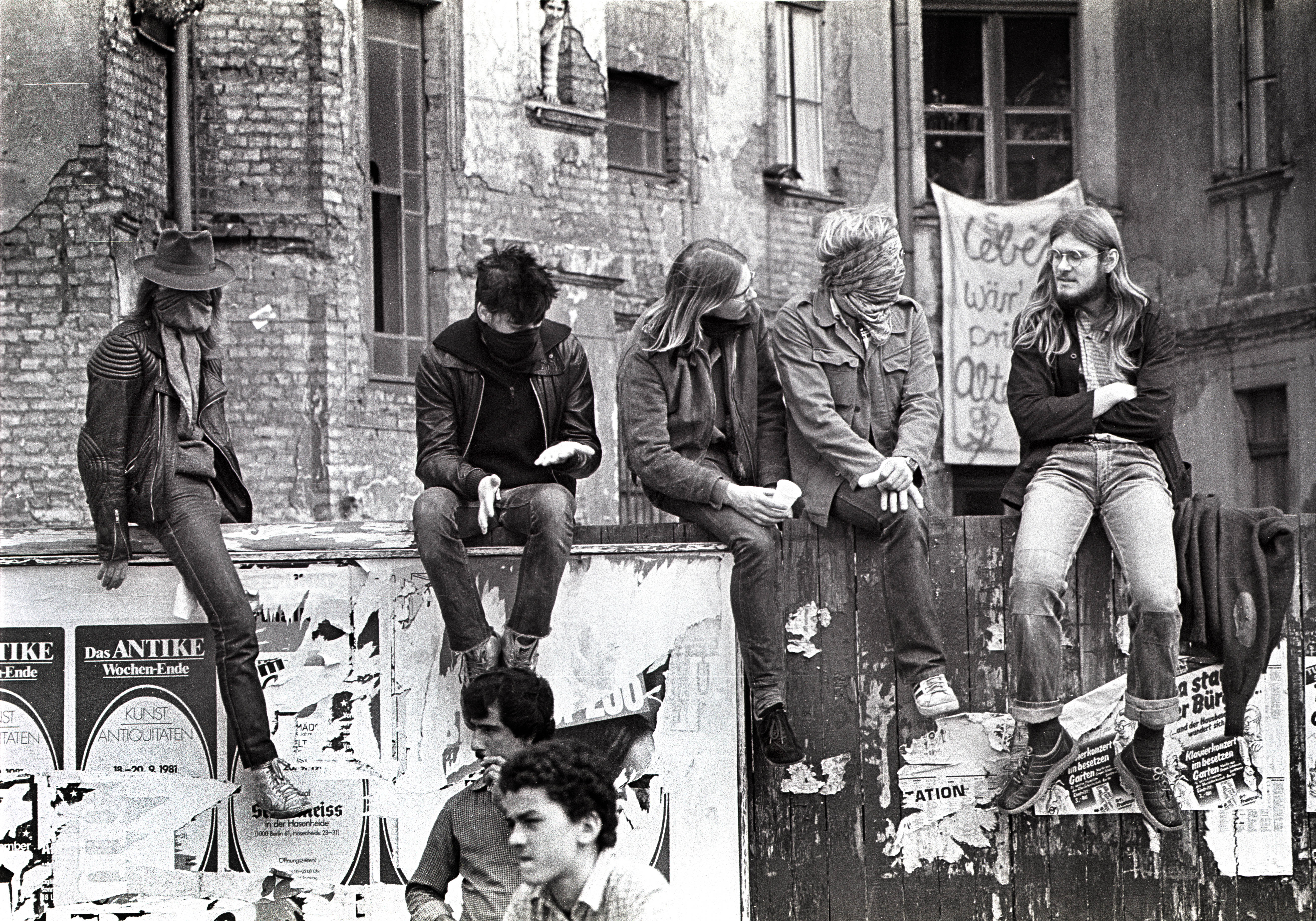
Hausbesetzer in West-Berlin (Foto: 1981)

In West-Berlin waren Hausbesetzungen seit 1980 noch wesentlich häufiger. Hintergrund war ein Sanierungsprogramm, das bis zum Jahr 1963 zurückreichte und 23 Sanierungsgebiete ausgewiesen hatte. In vier dieser Gebiete war die Neue Heimat einbezogen und hatte sich seither am Abriss von Hunderten von Altbauten beteiligt. Sie blieb involviert, als der Berliner Senat sich Mitte der 1970er Jahre von dieser Politik abwandte und behutsamere Modernisierungen im Bestand anstrebte. Durch sie verteuerte sich der Wohnraum jedoch erheblich, Mieten stiegen teilweise um 100 Prozent. Verschärfend kam hinzu, dass Steuerabschreibungsmöglichkeiten für Sanierungsfälle den Leerstand von Wohnungen förderten. Nach offiziellen Angaben standen 1980 rund 7000 Wohnungen leer, nach inoffiziellen Berechnungen waren es rund 20.000. Gleichzeitig waren 80.000 West-Berliner als wohnungssuchend registriert. Von der 1980/1981 einsetzenden Hausbesetzungswelle in Berlin war auch die Neue Heimat betroffen, denn sie war Eigentümerin von sechs besetzten Häusern. Verhandlungen mit den Besetzern blieben erfolglos, denn materielle Perspektiven kollidierten hier mit immateriellen. Die Neue Heimat wollte nicht auf die geplanten Modernisierungen verzichten. Sie hatte dafür ökonomische Gründe und hielt Modernisierungen für ihren wohnungspolitischen Auftrag. Die Besetzer hingegen stellten die vermeintlich soziale Wärme in den besetzten Häusern heraus, die keinesfalls verloren gehen sollte. „Besetzer und Sanierer sprachen zwei verschiedene Sprachen.“ Im September 1981 räumte die Berliner Polizei die sechs besetzten Gebäude sowie zwei weitere. Die Neue Heimat hatte das nach vorheriger Rücksprache mit dem DGB befürwortet. Bei diesen Gesprächen ging es auch um durch den verzögerten Baubeginn drohende Regressforderungen von Banken und Bauunternehmen. Durch die Räumung wurde die Neue Heimat zum „Hassobjekt“ der Hausbesetzerszene.
Nicht allein Hausbesetzer sahen solche Vorgehensweisen kritisch. Auch in kleineren Städten Westdeutschlands musste die Neue Heimat mit Kritik und erhöhten Partizipationsforderungen von Sanierungsbetroffenen rechnen, die dort nicht selten von Grund- und Hauseigentümern und Gewerbetreibenden mitgetragen wurden. Zudem hielten Teile der Öffentlichkeit die Sanierungs- und Modernisierungspolitik für verfehlt. Vietor hatte seinen Teil dazu beigetragen. 1979 hatte er auf einer Pressekonferenz behauptet, vier Millionen Wohnungen in der Bundesrepublik seien unbewohnbar. Ihre Benutzung müsste verboten werden. Er sprach von Slums und verlangte für den Notfall den Kahlschlag ganzer Stadtviertel. Diese Aussagen lösten einen Sturm der Entrüstung aus, denn sie wirkten so, als wolle er im Angesicht der rückläufigen Baukonjunktur auch mit radikalen Methoden zu neuen Aufträgen kommen. Selbst die Frankfurter Allgemeine Zeitung kritisierte diese Überlegungen damals scharf und rückte das Unternehmen in die Nähe von Bauspekulanten und rüden Kapitalisten. Weil auch andere Zeitungen Vietors Worte ablehnten, sah er sich gezwungen, seine Kahlschlag-Forderungen zurückzunehmen.

#### Darstellungen in Presse und Rundfunk
In den 1950er Jahren hatte die Neue Heimat in der Öffentlichkeit einen guten Ruf. Das lag an der großen Zahl der von ihr errichteten Wohnungen und am städtebaulichen Konzept, nach dem sie sich richtete. Die Medienberichterstattung trug zu ihrem Ansehen bei. Sie war geprägt von Erfolgsmeldungen, großen Zahlen und Bewunderung für ein Unternehmen, das in seiner Gemeinnützigkeit unorthodox erschien, aber zugleich Tatkraft, Kreativität und Dynamik ausstrahlte. Plett galt als Macher. Die Entwicklungsgeschichte der Neuen Heimat tat in den 1950er Jahren ihr Übriges: Aus kleinen Anfängen wuchs ein Unternehmen, das ein zentrales Problem, die Wohnungsnot, verringerte und dabei zu einem bundesweit handelnden Akteur wurde. Die Pressestelle der Neuen Heimat bekräftigte solche Narrative. Selbst eine Spiegel-Titelgeschichte von 1959 über Plett und die Neue Heimat konnte diesem Eindruck nichts anhaben, sondern bekräftigte ihn unterschwellig. Auch die Pläne für das später nicht realisierte Alsterzentrum wurden in der Presse 1965/1966 teils euphorisch begrüßt.
Medienberichte, die die Geschäftspraxis und das Auftreten der Neuen Heimat infragestellten, mehrten sich seit der ersten Hälfte der 1970er Jahre. Beides wurde den gesellschaftlichen Ansprüchen des Unternehmens gegenübergestellt. Eine große Party, die die Neue Heimat zum Jahreswechsel 1972/1973 zur Eröffnung des Loew’s Plaza Hotels in Hamburg ausgerichtet hatte, wurde in den nachfolgenden Monaten immer wieder aufgegriffen. Dem zur Schau gestellten Luxus wurden in den Presseberichten Mängel in Neue-Heimat-Wohnungen gegenübergestellt, die vom Unternehmen nicht, nur zögerlich oder mangelhaft behoben worden waren. Dieser Ton charakterisierte die Presseberichte der 1970er Jahre, selbst wenn der Konzern mit Rechtsmitteln drohte. Ein von Radio Bremen produzierter und im Juni 1974 gesendeter kritischer Fernsehbericht von István Bury und Helmuth Weiland über die Neue Heimat deutete an, der Konzern profitiere von engsten Beziehungen seiner Manager zu kommunalen Entscheidungsträgern. Erneut stand der Filz-Vorwurf im Raum. Im Kontext dieser Ausstrahlung drohte die Neue Heimat Medien Klagen an, sollten sie dergleichen Anschuldigungen erheben. Die Zeit kritisierte das als Dünnhäutigkeit und unterstrich, man werde sich wie in der Vergangenheit auch in Zukunft nicht von kritischer Berichterstattung abhalten lassen. Sie hielt Wort. 1977 listete sie Kostenexplosionen bei kommunalen Großbauten der Neuen Heimat auf und sprach von Machtverfilzung.
Anfang März 1980 markierte ein Beitrag von Sepp Ebelseder im Stern einen Tiefpunkt der Negativ-Berichterstattung. Insbesondere seine Fotos sorgten für Aufsehen. Gezeigt wurde unter anderem ein Rentnerehepaar in Hamburg-Mümmelmannsberg, bei dem Regenwasser ins Schlafzimmer eindrang. Ein Foto präsentierte das Paar auf dem Bett sitzend, der Mann war beinamputiert, über ihnen eine unter der Zimmerdecke installierte Regenrinne. Der Stern-Beitrag sprach zudem von vielen Mietern, die gegen die Höhe von Kaltmieten und Nebenkosten klagten, ferner von Beraterverträgen, mit denen die Neue Heimat Journalisten „an die Leine legen“ wollte. Der Bericht erzeugte einen enormen Imageschaden für das Unternehmen. John Siegfried Mehnert, damals Pressechef der Neuen Heimat, wurde daraufhin entlassen, denn Vietor machte ihn für die schlechte Presse verantwortlich.

## Fachliteratur, Archivalien, Ausstellung, künstlerische Verarbeitung

### Überblicksdarstellungen, Einzelaspekte und Lücken
Zur Neuen Heimat erschien eine Vielzahl von gewerkschaftlichen Verteidigungsschriften. Sie standen den Anklageschriften insbesondere von Journalisten gegenüber. Wissenschaftlichen Ansprüchen genügten diese Publikationen nicht.
Eine 1992 vorgelegte Dissertation von Marcus Richter befasste sich mit den Wurzeln und der Entwicklung der Neuen Heimat. Diese methodisch von der Weisser-Schule geprägte Arbeit wertete bereits veröffentlichte Schriften aus, nutzte jedoch kein Archivmaterial. Bei der Betrachtung von Verstößen gegen gesetzliche Bestimmungen insbesondere zur Wohnungsgemeinnützigkeit zog der Autor vor allem die Berichte der parlamentarischen Untersuchungsausschüsse in Hamburg und Bonn heran.
2003 kam bei Campus eine Dokumentation zur Krise und Abwicklung des gemeinnützigen Teils der Neuen Heimat heraus. Die Quellen wurden von Andreas Kunz zusammengestellt, der damals am Institut für Europäische Geschichte in Mainz arbeitete. Der Auftrag für die Edition kam von der BGAG. Dem eigentlichen Dokumentenband ging ein Band mit Einführungen voraus, die der Wirtschaftshistoriker zu den Bedingungen und einzelnen Phasen der Abwicklung lieferte. In diesem ersten Band äußerten sich zu diesen Aspekten und Zeitabschnitten zudem viele Zeitzeugen der Neuen Heimat, der BGAG, der Gewerkschaften, der Banken und der Politik. Auch Horst Schiesser war zu Auskünften bereit.
2008 erschien die erste unternehmensgeschichtliche Studie zur Neuen Heimat, die sich umfassend auf Archivquellen stützte. Es handelte sich um die gekürzte Fassung der durch Franz-Josef Brüggemeier betreuten Dissertation von Peter Kramper. Der Autor erhielt für diese Qualifikationsschrift 2007 den Friedrich-Lütge-Preis der Gesellschaft für Sozial- und Wirtschaftsgeschichte. Im Zentrum von Krampers Studie standen die Aktivitäten des Konzerns vor 1982, nicht der Skandal und die Konzernabwicklung. Kim Christian Priemel nannte das Werk Krampers 2010 in seiner Rezension „eine der gelungensten Unternehmensgeschichten der letzten Jahre“. Ullrich Schwarz bezeichnete sie als „Bibel“ der Neue-Heimat-Forschung, Sebastian Haumann nannte sie „bahnbrechend“.
Im Zuge der Ausstellung über die Neue Heimat entstanden zwei Werke. Der illustrierte, rund 240 Seiten umfassende Begleitband zur Ausstellung erschien 2019 in der Edition Detail und wurde von Andres Lepik und Hilde Strobl herausgegeben. Ullrich Schwarz editierte im selben Jahr bei Dölling und Galitz einen großformatigen und reich bebilderten, rund 800-seitigen Sammelband.
Bereits ein Jahr zuvor publizierte Michael Mönninger eine Anthologie mit Aufsätzen und Bildern, die in den Neue Heimat Monatsheften erschienen waren. Diesen Texten stellte er eine umfassende Einführung in die Zeitschrift voran. Die rund 80 teils gekürzten Texte ordnete er dabei zeithistorisch ein, indem er die damals jeweils tragenden Ideen und Paradigmen herausarbeitete.
Darüber hinaus befassten sich Spezialstudien mit einzelnen Großbauten, Siedlungen oder Großsiedlungen. Das gilt etwa für die Großsiedlungen Frankfurt-Nordweststadt, Neuperlach, Neue Vahr, Ratingen-West oder Kiel-Mettenhof. Auch markante Großbauten wie das Internationale Congress Centrum Berlin oder das Großklinikum in Aachen waren Gegenstand von Aufsätzen, Studien oder Bildbänden. Gelegentlich wurden auch Bauten im Ausland gewürdigt, so zum Beispiel Port Grimaud.
Wie die baulichen Überlieferungen der Neuen Heimat im Wohnungs- und im Städtebaubereich nach dem Ende des Unternehmens durch die neuen Eigentümer verändert wurden und wie Mieter in den Wohnungen, Siedlungen und Trabantenstädten lebten und diese mitgestalteten – zu diesen Fragen liegt kein wissenschaftlich-systematischer Überblick vor. Das Fehlen von Studien über die Nutzerperspektive trifft auch für die städtebaulichen Werke der Neuen Heimat zu. Außerdem gibt es keine Studien, die die Neue Heimat mit ähnlichen Wohnungs- und Städtebauunternehmen westlicher Länder vergleichen.

### Archivmaterial
Der Hauptkorpus des Unternehmensarchivs ging bei der Auflösung der Neuen Heimat verloren. Wesentliche Bestände des überlieferten Materials finden sich im Staatsarchiv der Freien und Hansestadt Hamburg, im Hamburgischen Architekturarchiv – es konnte vor allem das Bild- und Filmarchiv retten – und im Archiv der Forschungsstelle für Zeitgeschichte in Hamburg. Filmmaterial lagerte im Landesmedienzentrum Hamburg. Weitere Bestände von unterschiedlichem Umfang lassen sich über das Archivportal-D erschließen.

### Ausstellung
In München (Pinakothek der Moderne), Hamburg (Museum für Hamburgische Geschichte) und Frankfurt am Main (Deutsches Architekturmuseum) wurde 2019 und 2020 eine Ausstellung zur Neuen Heimat gezeigt. Bei ihrer Erarbeitung wirkten das Architekturmuseum der Technischen Universität München und das Hamburgische Architekturarchiv in Kooperation mit dem Museum für Hamburgische Geschichte zusammen. Die Ausstellung verband die Unternehmensgeschichte der Neuen Heimat mit der Architektur- und Gesellschaftsgeschichte der Bundesrepublik. Die Ausstellungsmacher thematisierten auch die internationale Bautätigkeit, ebenso die Öffentlichkeitsarbeit des Konzerns. Als Exponate nutzten und erläuterten sie Modelle, Pläne, Fotografien, zeithistorische Filme und Zeitzeugen-Interviews.

### Künstlerische Rezeption
Der deutsch-bosnische Schriftsteller Saša Stanišić lebte nach der Flucht seiner Familie nach Deutschland 1992 in Emmertsgrund. Er machte den Stadtteil in seinem Werk mehrfach zum Thema. Im 2024 erschienenen Erzählband Möchte die Witwe angesprochen werden, platziert sie auf dem Grab die Gießkanne mit dem Ausguss nach vorne tragen die erste und die letzte Geschichte, die dort spielen, den Titel Neue Heimat.

## Anhang

### Entwicklungen in tabellarischer Übersicht
| Jahr | Wohnungsneubauten | Wohnungsneubauten | Wohnungsneubauten   | Bewirtschaftete Wohnungen a | Bewirtschaftete Wohnungen a | Umsatz (Mrd. DM) | Mitarbeiter |
| ---- | ----------------- | ----------------- | ------------------- | --------------------------- | --------------------------- | ---------------- | ----------- |
|      | insgesamt         | davon für Dritte  | davon EFH und ETW b | nur eigene                  | mit fremden                 |                  |             |
| 1949 | 146               | k. A. c           | k. A.               | 2511 d                      | ca. 4000 d                  | k. A.            | 41          |
| 1950 | 440               | k. A.             | k. A.               | 3759 d                      | 5066 d                      | k. A.            | k. A.       |
| 1951 | 2066              | k. A.             | k. A.               | 5805 d                      | 7112 d                      | k. A.            | 150         |
| 1952 | 1556              | k. A.             | k. A.               | 7606                        | 8627                        | k. A.            | 167         |
| 1953 | 2231              | 220               | k. A.               | 9623                        | 10.656                      | k. A.            | 203         |
| 1954 | 8906              | 6                 | k. A.               | 32.148 d                    | 33.176 d                    | k. A.            | 290         |
| 1955 | 8593              | 537               | k. A.               | 48.571                      | 50.044                      | k. A.            | 932         |
| 1956 | 14.220            | 1054              | k. A.               | 61.526                      | 62.825                      | k. A.            | 1105        |
| 1957 | 13.259            | 1133              | k. A.               | 75.629                      | 76.612                      | k. A.            | 1315        |
| 1958 | 12.891            | k. A.             | k. A.               | k. A.                       | 89.429                      | k. A.            | 1683        |
| 1959 | 17.922            | 649               | k. A.               | 102.407                     | 103.884                     | k. A.            | 1943        |
| 1960 | 19.623            | 1088              | k. A.               | 129.586                     | 134.380                     | k. A.            | 2347        |
| 1961 | 19.098            | 1019              | 3436                | 143.906                     | 149.989                     | k. A.            | 2400        |
| 1962 | 16.798            | 1094              | 2479                | 154.491                     | 158.981                     | 0,834            | 2695        |
| 1963 | 13.914            | 2803              | 1653                | 163.246                     | 170.334                     | 0,950            | 2908        |
| 1964 | 18.970            | 4476              | 2249                | 179.015                     | 189.002                     | 1,214            | 2822        |
| 1965 | 19.045            | 4971              | 3346                | 191.026                     | 206.093                     | 1,322            | 2976        |
| 1966 | 18.881            | 3826              | 2693                | 202.293                     | 221.298                     | 1,469            | 3113        |
| 1967 | 21.616            | 5175              | 2831                | 214.530                     | 238.941                     | 1,620            | 3260        |
| 1968 | 17.479            | 3900              | 1565                | 225.458                     | 260.730                     | 1,687            | 3657        |
| 1969 | 17.343            | 3336              | 1375                | 234.896                     | 264.017                     | 2,015            | 4036        |
| 1970 | 12.096            | 2529              | 1281                | 241.002                     | 271.029                     | 2,548            | 4616        |
| 1971 | 15.158            | 5010              | 2586                | 243.292                     | 284.393                     | 3,438            | 4908        |
| 1972 | 21.917            | 6784              | 3744                | 255.929                     | 308.080                     | 4,240            | 5450        |
| 1973 | 21.750            | 7818              | 4096                | 264.519                     | 332.715                     | 4,946            | 5781        |
| 1974 | 16.768            | 5957              | 3180                | 274.350                     | 347.470                     | 5,002            | 5630        |
| 1975 | 15.465            | 6473              | 2353                | 304.585                     | 379.185                     | 5,168            | 5406        |
| 1976 | 16.657            | 5997              | 2589                | 310.743                     | 387.044                     | 5,369            | 5209        |
| 1977 | 17.688            | 4201              | 3667                | 319.607                     | 414.624                     | 5,281            | 5176        |
| 1978 | 10.557            | 4471              | 3852                | 320.164                     | 415.624                     | 5,194            | 5253        |
| 1979 | 9282              | 3181              | 3483                | 321.817                     | 418.362                     | 5,557            | 5605        |
| 1980 | 8376              | 2291              | 3436                | 323.289                     | 418.822                     | 6,156            | 5721        |
| 1981 | 8972              | k. A.             | k. A.               | 323.183                     | 415.289                     | 6,414            | 5545        |
| 1982 | 7827              | k. A.             | k. A.               | 324.068                     | 407.490                     | 3,688 e          | 5348        |